# Josef Stalin

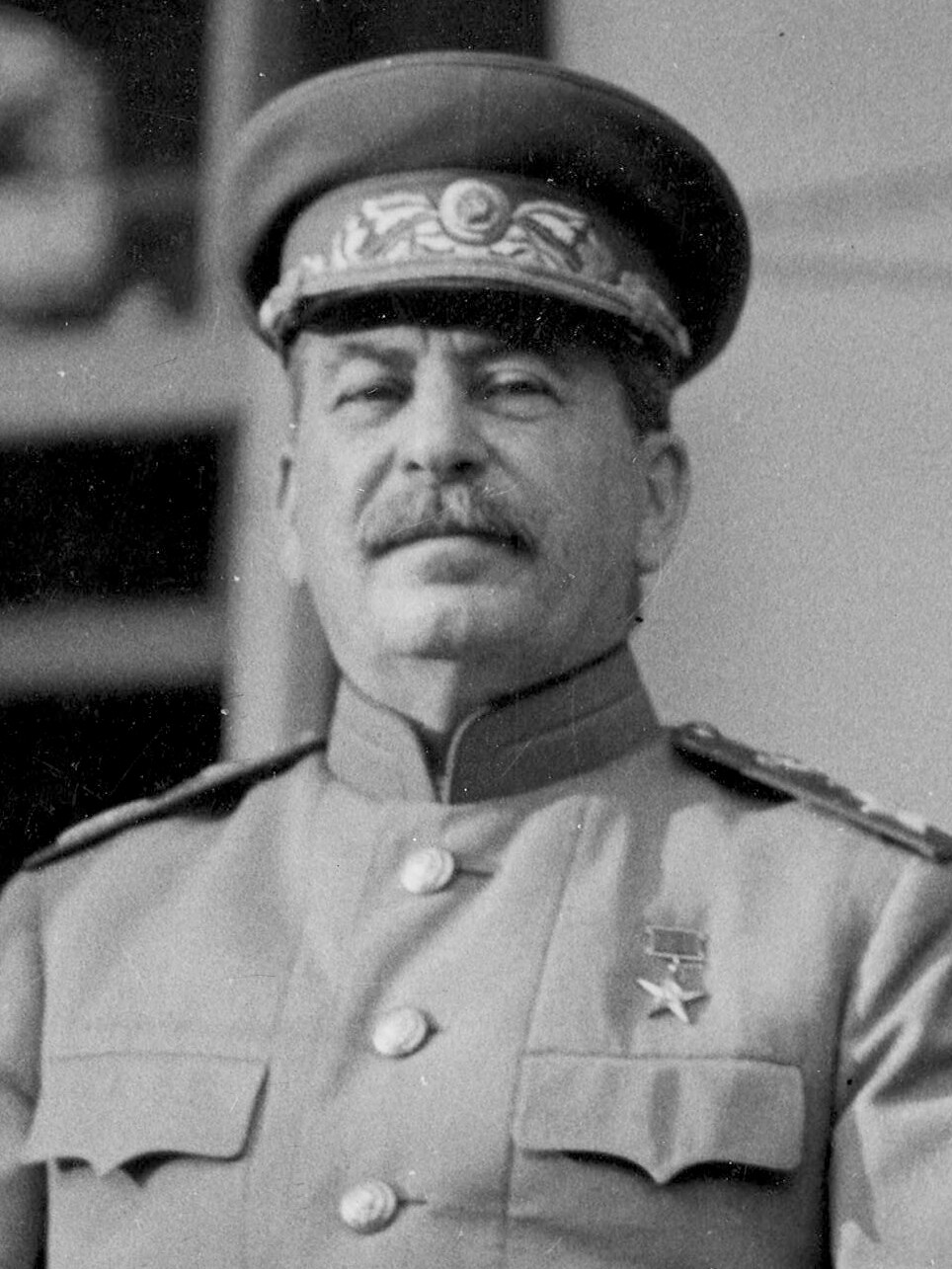
Josef Stalin (28. November 1943, Teheran)

Josef Wissarionowitsch Stalin (russisch Иосиф Виссарионович Сталин, wissenschaftliche Transliteration Iosif Vissarionovič Stalin; geboren als Iosseb Bessarionis dse Dschughaschwili georgisch იოსებ ბესარიონის ძე ჯუღაშვილი, russisch Иосиф Виссарионович Джугашвили Iosif Wissarionowitsch Dschugaschwili / wissenschaftliche Transliteration Iosif Vissarionovič Džugašvili, russische Aussprache anhörenⓘ – * 6. Dezemberjul. / 18. Dezember 1878greg. in Gori, Gouvernement Tiflis, Russisches Kaiserreich, heute Georgien; † 5. März 1953 in Kunzewo bei Moskau, Sowjetunion, heute Russische Föderation) war ein sowjetischer kommunistischer Politiker georgischer Herkunft und Diktator der Sowjetunion von 1927 bis 1953. Den Kampfnamen Stalin, der nach verschiedenen Deutungen für „der Stählerne“ steht, nahm er 1912 an.
Von 1899 bis 1917 war Stalin ein im Untergrund agierender Berufsrevolutionär der Bolschewiken, der wegen seiner politisch-kriminellen Aktivitäten mehrfach in abgelegene Teile des Russischen Reiches verbannt wurde. Er stieg in dieser Zeit in den Führungszirkel der Partei Lenins auf. Hier war Stalin in der Folge an der Vorbereitung und Durchführung der Oktoberrevolution beteiligt und nahm an den Kämpfen des Russischen Bürgerkriegs auf der Seite der KPR(B) und der Roten Armee teil. Nach Lenins Ausscheiden aus der Führungsriege der KPR(B) gelang es Stalin schrittweise, die alleinige Macht in der Sowjetunion zu erlangen. Vom 30. Dezember 1922 bis zu seinem Tod 1953 war er Generalsekretär des ZK der KPdSU, ab 1941 Vorsitzender des Rates der Volkskommissare (Regierungschef), ab 1946 Vorsitzender des Ministerrats der UdSSR und in den Jahren 1941 bis 1947 Oberster Befehlshaber der Roten Armee.
Während seiner Regierungszeit in der Sowjetunion errichtete Stalin eine totalitäre Diktatur, ließ im Rahmen politischer Säuberungen mehrere Millionen Sowjetbürger verhaften, in Schau- und Geheimprozessen zu Zwangsarbeit verurteilen oder hinrichten sowie Millionen weiterer Sowjetbürger und ganze Volksgruppen besetzter Gebiete in Gulag-Strafarbeitslager und Sondersiedlungen deportieren. Viele wurden dort ermordet oder kamen durch die unmenschlichen Bedingungen ums Leben.
Unter Stalins Führung wurde das Konzept des Sozialismus in einem Land zum zentralen Grundsatz der sowjetischen Gesellschaft. Die frühere, im Jahr 1921 eingeführte, Neue Ökonomische Politik wurde ab 1928 durch eine stark zentralisierte Kommandowirtschaft ersetzt. Zudem begann eine Phase der Industrialisierung sowie Kollektivierung in Verbindung mit einer Entkulakisierung, was zu einer rapiden Transformation der UdSSR von einer Agrar- zu einer Industriegesellschaft führte. Entkulakisierung und Kollektivierung der Landwirtschaft verursachten insbesondere in der Ukrainischen SSR (Holodomor), in russischen Gebieten an der Wolga, im Kuban-Gebiet und in anderen landwirtschaftlich geprägten Teilen der Sowjetunion eine landesweite Hungersnot, der ungefähr sechs Millionen Menschen zum Opfer fielen. In der Kasachischen SSR kam die erzwungene Sesshaftmachung der nomadischen Bevölkerung hinzu. Die daraus resultierende Hungerkatastrophe von 1930–33 kostete circa 1,3 bis 1,5 Millionen Menschenleben.
Als wichtiger Partner zuerst des nationalsozialistischen Deutschen Reiches im Rahmen des Hitler-Stalin-Pakts und später der Alliierten hatte Stalin starken Einfluss auf den Verlauf des Zweiten Weltkrieges sowie auf die Nachkriegsgestaltung Europas und Asiens. Sein Regime und seine Interpretationen des Marxismus und des Leninismus werden als Stalinismus bezeichnet.
In den Nachfolgestaaten der Sowjetunion wirkt die jahrzehntelange Glorifizierung Stalins durch einen in der sowjetischen Geschichte einzigartigen Personenkult bis heute nach.
Nach Stalins Tod leitete sein Nachfolger Nikita Chruschtschow mit der Entstalinisierung eine öffentliche Abrechnung mit Stalins Person und Wirken ein, die von späteren Regierungen nicht fortgeführt und teilweise zurückgenommen wurde. Eine Umfragereihe des Lewada-Zentrums zur Einstellung russischer Einwohner zu Stalin ergab im April 2001 38 Prozent „positiv“, 12 Prozent „gleichgültig“, 6 Prozent „schwer zu beantworten“ und 43 Prozent „negativ“; im März 2016 werteten nur noch 17 Prozent „negativ“, aber 32 Prozent „gleichgültig“ und 14 Prozent „schwer zu beantworten“, während der „positiv“-Anteil mit 37 Prozent fast unverändert blieb.

## Leben

### Herkunft und Familie

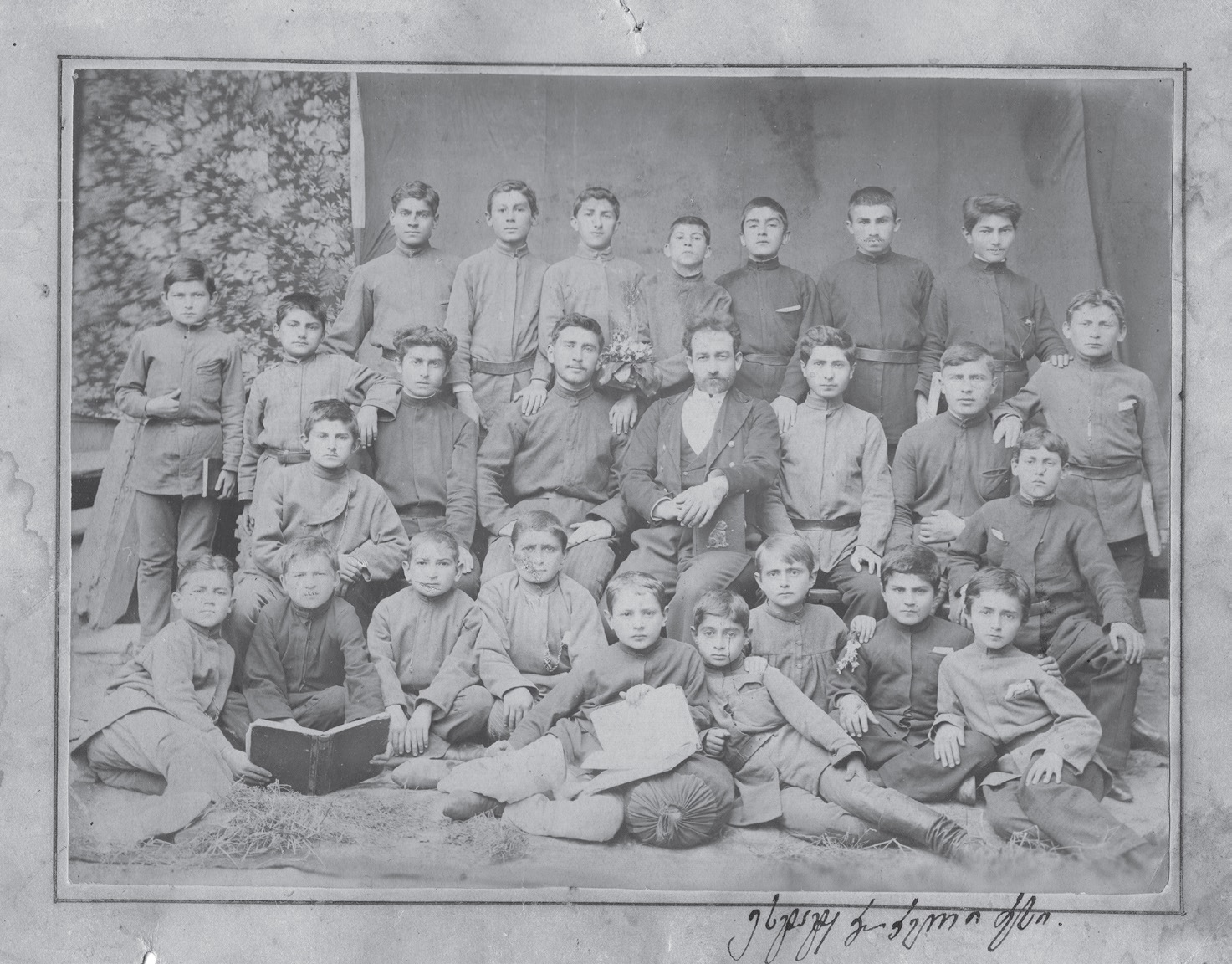
Schüler und Lehrer der Kirchenschule von Gori, Russisches Kaiserreich (1892). Iosseb Dschughaschwili befindet sich als Vierter von links in der oberen Reihe. Es handelt sich um die älteste öffentlich bekannte Fotografie von Stalin.

Stalin wurde am 6. Dezemberjul. / 18. Dezember 1878greg. als Iosseb Bessarionowitsch Dschughaschwili in der kaukasischen Kleinstadt Gori geboren, die damals zum Russischen Reich gehörte (heute Georgien). Durch den Tod seiner beiden älteren Brüder im Säuglingsalter war er das einzige überlebende Kind aus der Ehe des Bessarion Dschugaschwili (1853/54–1909) und dessen Ehefrau Ketewan Geladse (1855–1937). Die Eltern gehörten zur Volksgruppe der Georgier und waren die Nachkommen Leibeigener.

### Kindheit
Obwohl das Familienleben zunächst von Wohlstand geprägt war, wuchs der junge Dschughaschwili in ärmlichen Verhältnissen auf. Der Vater war selbstständiger Schuster und beschäftigte zeitweise zehn Arbeiter sowie verschiedene Lehrlinge. In den frühen 1880er Jahren soll er sich zu einem streitsüchtigen, gewaltbereiten Alkoholiker entwickelt haben, der Frau und Sohn regelmäßig verprügelte und sein Geschäft vernachlässigte. 1883 floh Ketewan mit ihrem Sohn vor der häuslichen Gewalt zu Bekannten und verließ ihren Ehemann. 1884 musste der Vater seinen Betrieb aufgeben und fand eine Anstellung als Fabrikarbeiter in Tiflis, während seine Familie in Gori zurückblieb. Fortan stand der junge Stalin unter dem Einfluss seiner streng religiösen Mutter, die den gemeinsamen Lebensunterhalt als Wäscherin und Haushaltshilfe bestritt.

### Schulzeit

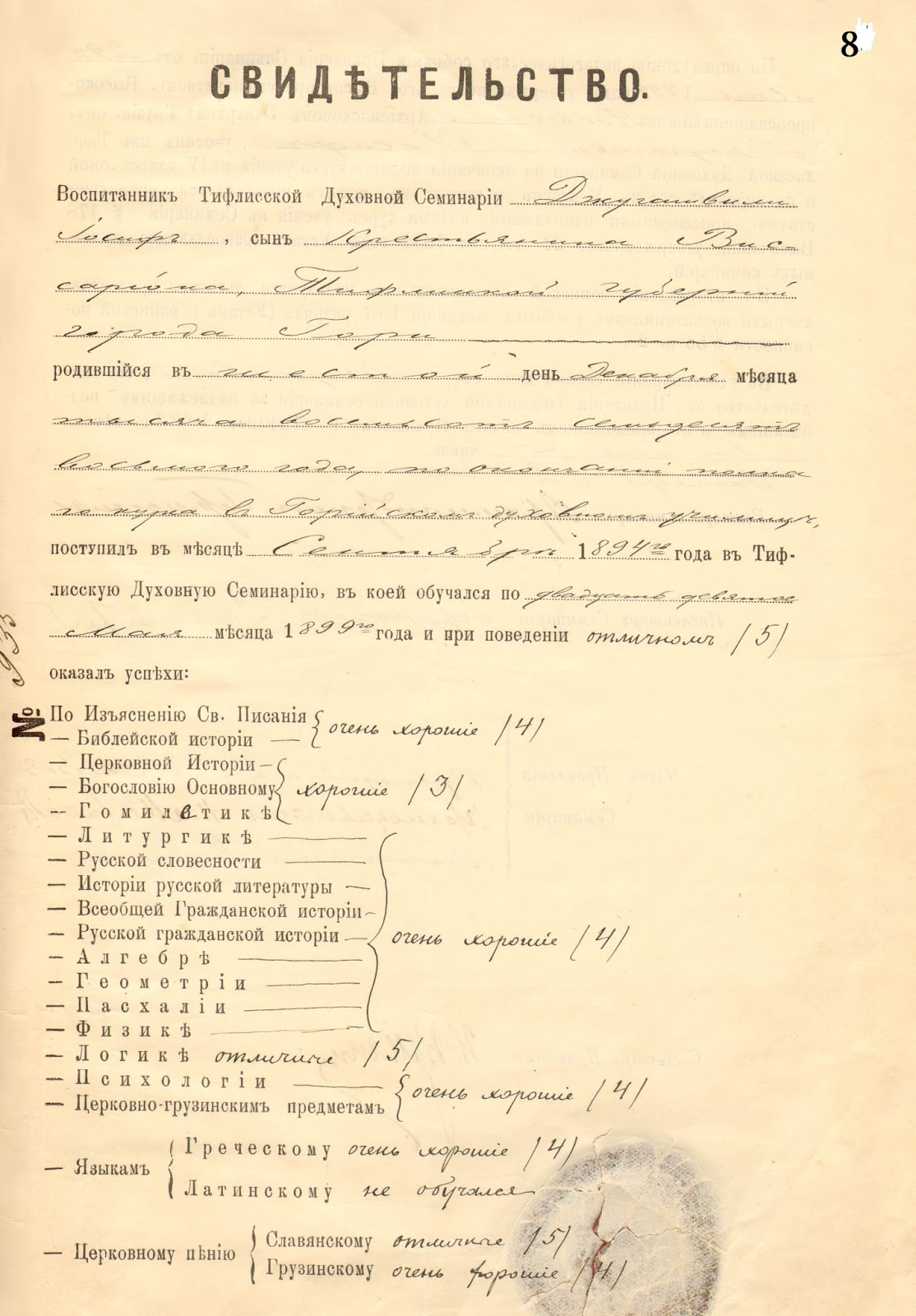
Kopie der Ausschlussbescheinigung Iosseb Dschughaschwilis aus dem Tiflisser Priesterseminar (29. Mai 1899)

Die ehrgeizige Ketewan war entschlossen, ihrem Sohn eine umfassende Schulbildung zukommen zu lassen. Ihre guten Beziehungen zum orthodoxen Klerus ermöglichten Iosseb ab September 1888 den Besuch der kirchlichen Schule in Gori. Trotz verschiedener Ethnien in der Schulklasse war Russisch, das Stalin erst hatte erlernen müssen, als Unterrichtssprache vorgeschrieben. Obwohl Stalin regelmäßig durch Schlägereien negativ auffiel, galt er als außerordentlich intelligenter Schüler mit hervorragenden Noten und er konnte bald die Führungsrolle in der Klasse übernehmen.
Als Kind erlitt Dschughaschwili, von Freunden und Bekannten damals mit dem Spitznamen „Sosso“ (einer Diminutivform von „Iosseb“) gerufen, eine Reihe gesundheitlicher Probleme. Mit sechs Jahren erkrankte er an Pocken, die zahlreiche Vernarbungen in seinem Gesicht hinterließen. Im Alter von zwölf Jahren war Stalin an einem Unfall mit einer Kutsche beteiligt. Der mehrfach gebrochene linke Arm wuchs aufgrund einer Osteomyelitis nur verkürzt und verkrümmt zusammen, was eine lebenslange Behinderung verursachte. Obwohl er keine leichte Kindheit erlebte, sind die Berichte und Zeugnisse über diese Zeit selten verlässlich. Als Erwachsener sprach Stalin selbst ohne Groll über seine Eltern und Kindheit. Er verließ die Schule 1894 als bester Schüler und wurde für den Besuch des orthodoxen Priesterseminars in Tiflis vorgeschlagen, damals die bedeutendste höhere Bildungsanstalt Georgiens und ein Zentrum der Opposition gegen den Zarismus.
Nachdem Dschughaschwili im Alter von 17 Jahren das zweite Studienjahr des Seminars absolviert hatte, nahm er Kontakt zu geheimen marxistischen Zirkeln auf. Er besuchte eine Buchhandlung, in der er Zugang zu revolutionärer Literatur hatte. 1897 ließ ihn der Rektor des Seminars Hermogen einsperren, weil er verbotene Bücher, unter anderem Charles Letourneaus Die literarische Entwicklung der Nationen und Victor Hugos Die Arbeiter des Meeres und 1793 gelesen hatte.

### Revolutionäre Tätigkeit vor der Oktoberrevolution

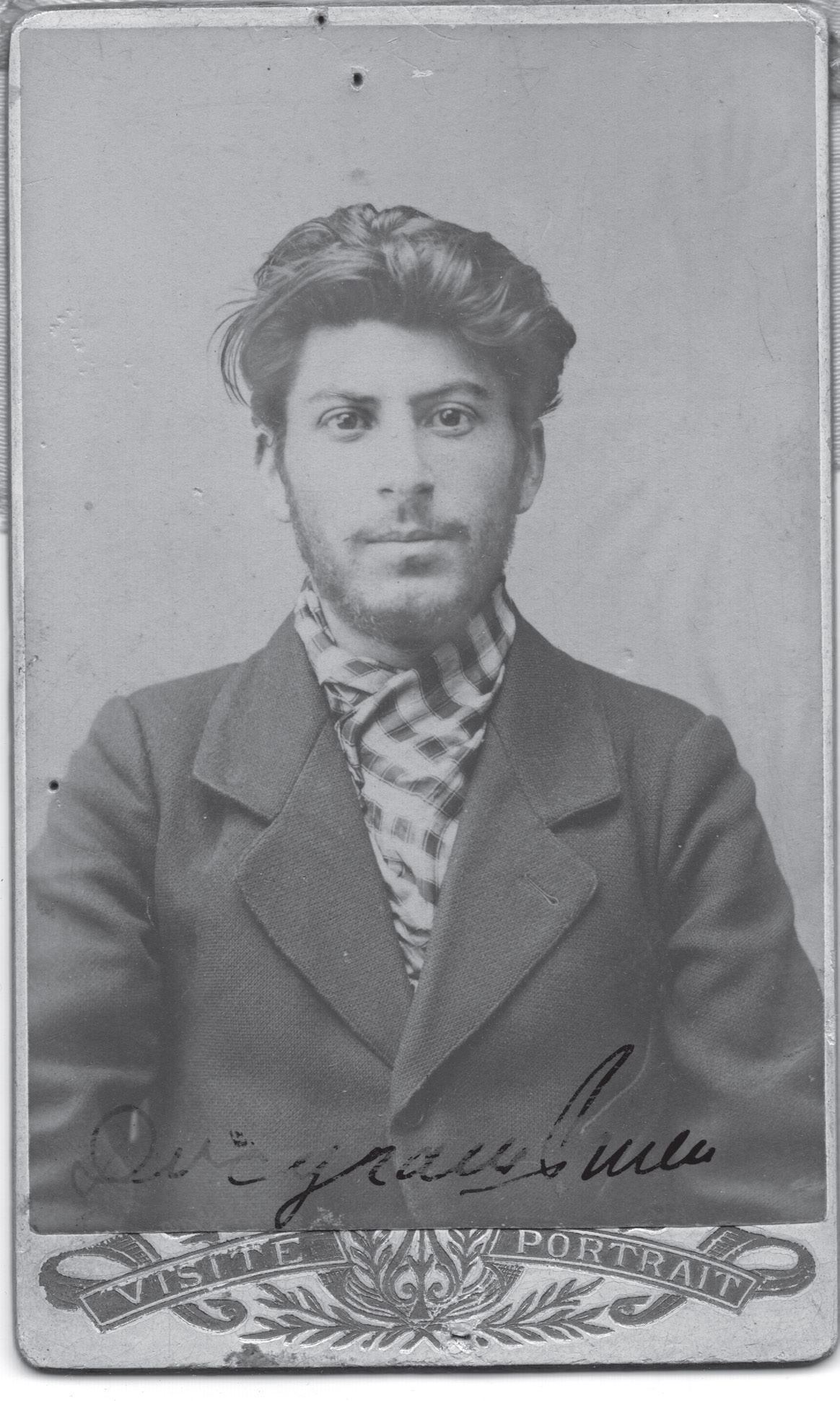
Iosseb Dschughaschwili im Jahr 1902

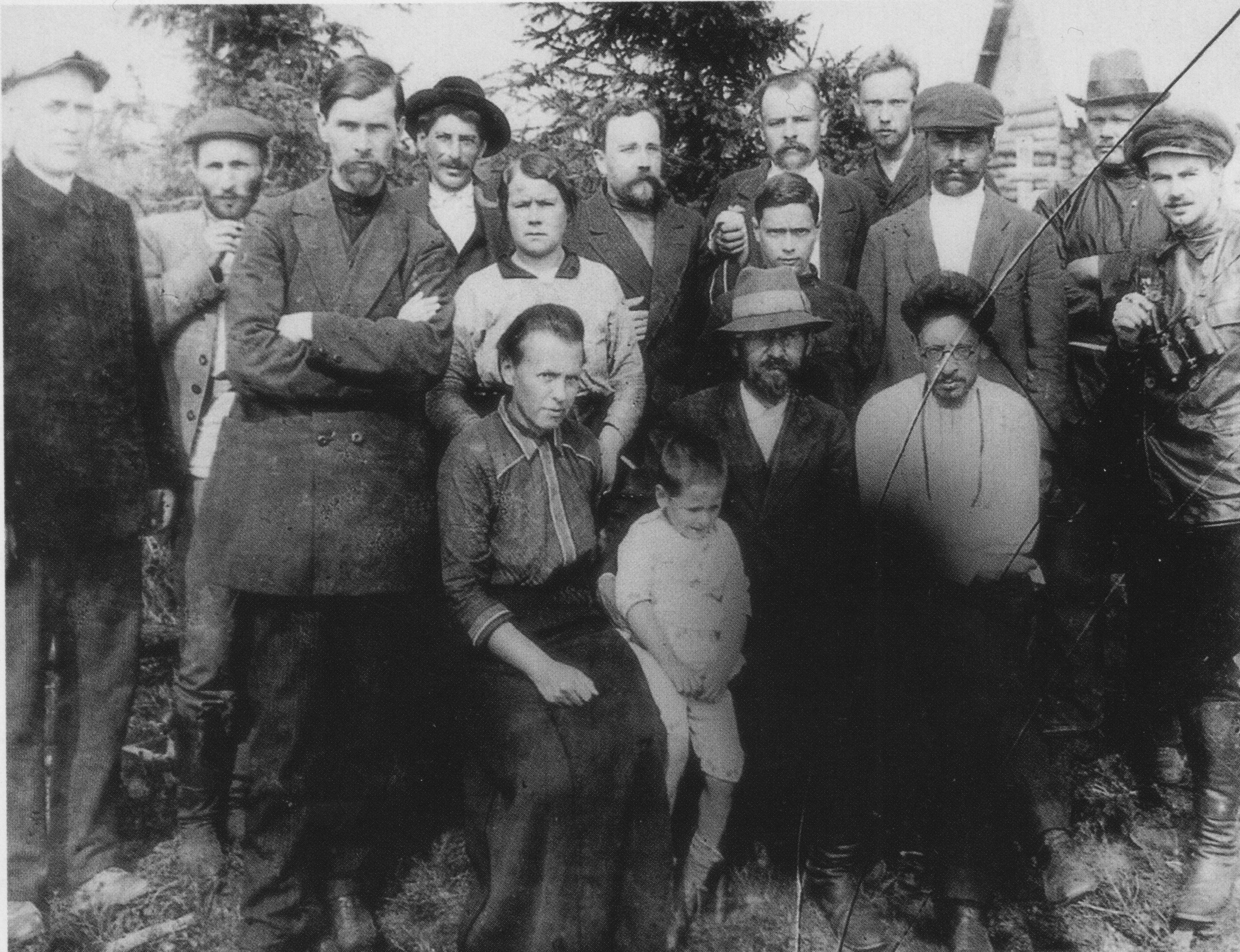
Stalin (4. von links stehend) in der Verbannung mit Kamenew (6. von links stehend) im Dorf Monastyrskoje in der Nähe von Turuchansk im Jahr 1915

Stalins Leben bis zur Oktoberrevolution kann zweigeteilt werden: in eine ereignisreiche Zeit bis 1908 und in die Zeit von 1909 bis zum März 1917, in der wenig Bemerkenswertes geschah. In diese Zeit fielen die wichtigen politischen Entscheidungen, die in Russland zum Untergang der zaristischen Autokratie führten.
1897 wurde der 18-Jährige in die erste sozialistische Organisation Georgiens aufgenommen, die Messame-Dassi-Gruppe (deutsch Die dritte Gruppe), geführt von Noe Schordania, Nikolos Tschcheidse und Irakli Zereteli, die sich später den Menschewiki anschlossen. Im folgenden Jahr leitete Stalin einen Studienzirkel für Arbeiter. Zu dieser Zeit las er schon Werke von Georgi Plechanow und die ersten Schriften Lenins. Nachdem er 1898 offiziell in die Sozialdemokratische Arbeiterpartei Russlands (SDAPR) eingetreten war, verpasste er wegen dieser politischen Tätigkeit mehrere wichtige Prüfungen und wurde 1899 aus dem Priesterseminar ausgeschlossen. Trotzdem erhielt er in seinem Abgangszeugnis insgesamt gute bis sehr gute Noten, zum Beispiel „sehr gut“ für sein Betragen und im Fach Logik, „gut“ in fast allen weiteren Fächern unter anderem auch Psychologie.
Statt Priester wurde Dschughaschwili Berufsrevolutionär, der seine politische Arbeit als Agitator und Propagandist für die SDAPR aufnahm. Unter dem Decknamen Koba organisierte er unter anderem Streiks und Arbeitskämpfe unter den Eisenbahnern. Im April 1902 wurde er im Zusammenhang des Massakers von Batumi, bei dem 14 Menschen getötet wurden, festgenommen und im Juli 1903 nach Burjatien (Sibirien) verbannt. Nachdem er bereits im Januar 1904 aus der Verbannung fliehen und nach Georgien zurückkehren konnte, wurde er immer wieder – insgesamt acht Mal – festgenommen und in die Verbannung geschickt, konnte aber jedes Mal wieder fliehen.
Nach der auf dem Parteitag von London erfolgten Spaltung der SDAPR in Menschewiki und Bolschewiki im Jahr 1903 schloss Dschughaschwili sich dem bolschewistischen Flügel unter Lenin an, der die Meinung vertrat, dass der politische Umsturz in Russland nur durch eine von professionellen Revolutionären zentral geführte Kaderpartei zustande kommen werde. Im Jahr 1905 begegnete er auf der allrussischen Konferenz der Bolschewiki in Tampere zum ersten Mal Lenin persönlich. In dieser vorrevolutionären Zeit, in der Stalin schon viele Streiks organisiert hatte, zeigte er sich nicht als großer Theoretiker, sondern unterstützte die zum großen Teil illegalen Aktionen der Bolschewiki mit praktischen Taten. Er beteiligte sich in den folgenden Jahren an der Organisation und Planung verschiedener Banküberfälle, um die Parteikasse aufzufüllen. Bei dem bekanntesten Überfall, dem Überfall auf die Bank von Tiflis am 13. Junijul. / 26. Juni 1907greg., der nach geheimen Untersuchungen der Ochrana etwa 40 Menschenleben kostete, erbeuteten die Revolutionäre unter Stalins Planung 341.000 Rubel (umgerechnet 3,86 Millionen Dollar im Jahr 2017); die Verwendung des Geldes erwies sich allerdings als schwierig, da die Seriennummern der Scheine registriert waren.
Im Sommer 1907 floh Dschughaschwili aufgrund des gestiegenen Verfolgungsdrucks der zaristischen Polizei nach Baku. Dort wurde er Ende März 1908 verhaftet und im Spätherbst über Moskau und Wologda nach Solwytschegodsk verbannt, wo er aufgrund einer Typhuserkrankung erst am 14. Februarjul. / 27. Februar 1909greg. ankam. Ende Juni 1909 floh er aus der Verbannung zurück nach Baku, wurde jedoch dort im März 1910 erneut verhaftet. Wieder kam er nach Solwytschegodsk und saß dort seine Reststrafe bis zum Sommer 1911 ab. Von dort reiste Dschughaschwili nach Wologda, hatte aber nicht die Erlaubnis, in die Großstädte St. Petersburg, Moskau, Tiflis oder Baku weiterzureisen. Diesem Verbot widersetzte sich Dschughaschwili und wurde deswegen im Juli 1912 nach Narym verbannt, von wo ihm im September 1912 die Flucht nach St. Petersburg gelang.
Für diese häufigen Verhaftungen und Fluchten gibt es mehrere Erklärungen. Ein möglicher Grund lag in der schlechten Organisation der zaristischen Polizei in der Provinz. Dagegen war in der Hauptstadt und den großen Städten die Polizeiarbeit umsichtiger: Dschughaschwili wurde nach seiner Flucht aus Wologda im September 1911 bereits drei Tage nach seiner Ankunft in St. Petersburg festgenommen und im Dezember in seine Verbannung nach Wologda zurückgeschickt. Obwohl diese Zeit des Untergrunds und der Verbannungen später in der Sowjetunion verklärt wurde, bedeutete sie für die Revolutionäre faktisch ein Leben in Armut, voller Langeweile und ohne politische Erfolge.

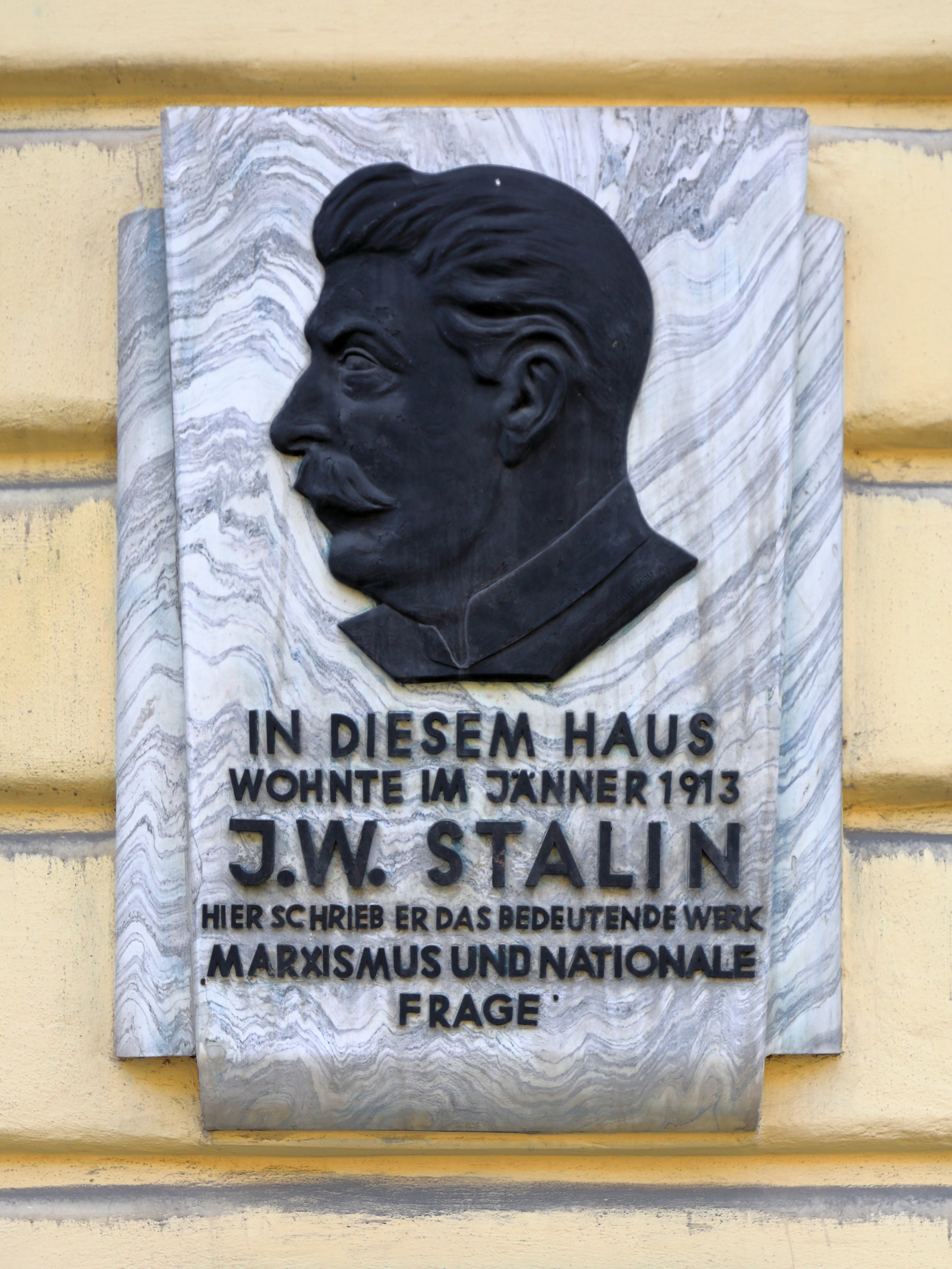
Gedenktafel am Haus seines Aufenthaltes in Wien

Ab 1912 gehörte Dschughaschwili nach dem Willen Lenins zum Zentralkomitee der Bolschewiki und nahm den zunächst konspirativen Namen Stalin (der Stählerne) an. Im Oktober 1912 übernahm Stalin in St. Petersburg die Leitung der Parteizeitung Prawda. Aufgrund politischer Differenzen und weil die Prawda eine Reihe von Artikeln Lenins, die dieser aus dem Exil gesendet hatte, einfach nicht druckte, wurde Stalin von Lenin zusammen mit sechs bolschewistischen Dumaabgeordneten im Dezember 1912 nach Krakau in Österreich-Ungarn einbestellt. Dort gab er sich als Grieche aus dem Kaukasus aus und lebte unter dem Pseudonym Stavros Papadopoulos in Krakau und Wien. Nach der Klärung der strittigen Fragen mit Lenin entstand der Plan, dass Stalin im Exil in Wien die Abhandlung Nationale Frage und Marxismus schreiben sollte. In der zweiten Januarhälfte 1913 gelangte er nach Wien und verfasste mit Hilfe lokaler Gehilfen (Stalin beherrschte die deutsche Sprache nicht und benötigte Übersetzer) seine Abhandlung über die Nationalitätenprobleme des österreichisch-ungarischen Vielvölkerstaates, die er mithilfe des Marxismus zu lösen versuchte. Die Abhandlung wurde ab März 1913 in Russland veröffentlicht. In Wien traf er den 34-jährigen Leo Trotzki, der regelmäßig im Café Central Schach spielte und darauf wartete, dass sich die Dinge in Russland verändern würden, um endlich in seine Heimat zurückzukehren. Im Februar 1913 kehrte Stalin nach St. Petersburg zurück, wo er am 9. Februarjul. / 22. Februar 1913greg. erneut verhaftet wurde.
Stalin verbrachte die darauffolgenden Jahre bis zur Februarrevolution 1917 in der Verbannung in verschiedenen Dörfern nahe dem sibirischen Ort Turuchansk. Während seines Aufenthalts in Turuchansk trat Russland in den Ersten Weltkrieg ein. Aufgrund des aus russischer Sicht schlechten Kriegsverlaufs mit großen Gebiets- und Soldatenverlusten begann die russische Regierung damit, auch Verbannte ins Militär einzuberufen. Ende 1916 erhielt Stalin seine Einberufung und wurde nach einer sechswöchigen Reise mit einem Rentierschlitten im Januar 1917 in Krasnojarsk wegen seines verkrüppelten linken Arms ausgemustert.
Während seines letzten Verbannungsaufenthaltes lernte er Lew Kamenew kennen und freundete sich mit ihm an. Nach der Februarrevolution 1917 reiste Stalin zusammen mit Kamenew nach Petrograd, wo er am 27. Februarjul. / 12. März 1917greg. eintraf und gehörte fortan wieder zur Redaktion der Prawda. Hier stieß Grigori Sinowjew zu Stalin und Kamenew. Diese Gruppe sollte in der Zeit nach dem Ende der kommenden revolutionären Wirren eine bedeutende Rolle in der sowjetischen Politik spielen.

### Revolution und Bürgerkrieg

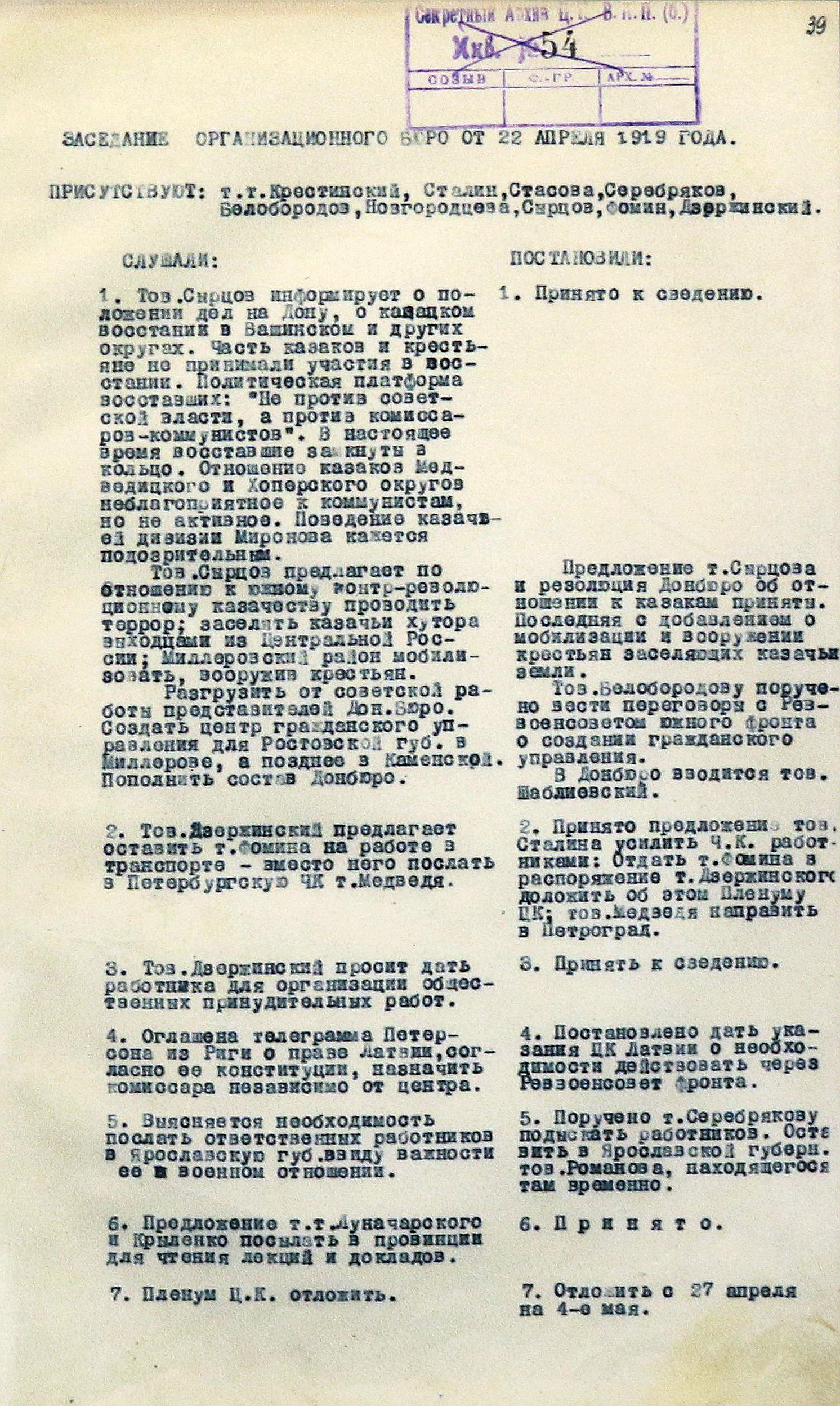
Protokoll einer Besprechung des Orgbüros der KPR(B) vom 22. April 1919, Stalin gehörte zu den Teilnehmern.

Stalin verfolgte bis zu Lenins Rückkehr aus dem Exil zusammen mit allen anderen Mitgliedern der Parteiführung der Bolschewiki in Russland eine Politik der Tolerierung der Provisorischen Regierung. Dies änderte sich im April 1917 durch Lenins direkte Einflussnahme, der beabsichtigte, die gerade begonnene bürgerliche Revolution in eine sozialistische Revolution umzuwandeln (→Aprilthesen). Gleichzeitig stieg Stalin weiter in der Parteihierarchie auf. Auf dem Ersten Allrussischen Sowjetkongress am 3. Junijul. / 16. Juni 1917greg. wurde Stalin zum Mitglied des Zentralexekutivkomitees (ZEK) gewählt. Die Bemühungen der Bolschewiki gipfelten zunächst im Juliaufstand, der jedoch von der provisorischen Regierung erfolgreich niedergeschlagen und zu einer schweren Niederlage für die Partei wurde. Die Opposition der Partei gegen den sogenannten Kornilow-Putsch Ende August 1917 brachte ihre Funktionäre jedoch schnell aus der Illegalität wieder in das öffentliche politische Geschehen. Stalin, der Lenins Politik mittrug, fiel es nach dem Juliaufstand zu, den VI. Parteitag der Bolschewiki zu leiten, nachdem alle anderen hochrangigen Politiker der Bolschewiki gezwungen waren, in das Ausland zu fliehen oder verhaftet worden waren. Er hielt den Parteiapparat der Bolschewiki bis zur Oktoberrevolution zusammen und stimmte als ZEK-Mitglied am 10. Oktoberjul. / 23. Oktober 1917greg. für ihre Durchführung. Er hatte selbst wenig mit der Vorbereitung und Ausführung dieser Machtübernahme zu tun. Die zentrale Rolle bei dem vom 24. Oktoberjul. / 6. November 1917greg. auf den 25. Oktoberjul. / 7. November 1917greg. stattfindenden Umsturz übernahm Leo Trotzki als Chef des Militärischen Komitees des Petrograder Sowjets.
In der am 27. Oktoberjul. / 9. November 1917greg. installierten provisorischen ersten Sowjetregierung erhielt Stalin als einer von insgesamt 15 Volkskommissaren zum Dank für seine Loyalität und als Vertreter der nichtrussischen Bevölkerung den Posten des Volkskommissars für Nationalitätenfragen. Zunächst war die von Lenin geführte bolschewistische Regierung sehr schwach. Sie verließ sich auf die als Miliz organisierte Rote Garde, in der alle Dienstränge abgeschafft waren und die sich in der Folgezeit aber als völlig ungeeignet für die ihr zugedachten Aufgaben der Landesverteidigung erwies (→Operation Faustschlag). Die sofortige Umsetzung der von Lenin in der Schrift Staat und Revolution skizzierten Ideen einer neuen Regierungsform führte tatsächlich zum Zusammenbruch der staatlichen Ordnung und chaotischen Zuständen in weiten Teilen des Staatsgebiets Russlands. Mit der Auflösung der Russischen Konstituante durch Lenin am 6. Januarjul. / 19. Januar 1918greg. wurde die im Februar 1917 begonnene demokratische Entwicklung in Russland abgewürgt.
Im Gegensatz zu den anderen Volkskommissariaten, die im Wesentlichen aus den vorher bestehenden Ministerien gebildet wurden, musste Stalins Volkskommissariat personell komplett neu aufgebaut werden. Stalin ließ nur Mitglieder der Bolschewiki als Mitarbeiter in seinem Volkskommissariat zu. Er hatte aber immense Probleme: Bereits seit der Februarrevolution sahen viele der Nationalitäten auf dem Gebiet des ehemaligen Russischen Kaiserreiches nun die Möglichkeit, Autonomie oder sogar die staatliche Unabhängigkeit zu erlangen. Nach der offenkundig illegalen Machtübernahme der Bolschewiki erklärten sie ihre Unabhängigkeit, ohne die Sowjetregierung zu konsultieren. Stalin wollte in seiner Position eine freiwillige Allianz zwischen Russland und allen Minderheiten des Landes schaffen. Diese Allianz war jedoch dahingehend eingeschränkt, dass ihre Mitglieder „sozialistisch“ zu sein hatten, die Unabhängigkeitsbestrebungen wurden von ihm als „bürgerlich“ und „rückständig“ deklariert. Die einzigen Minderheitengebiete, die sich der gebildeten Regierung freiwillig anschlossen, waren Tatarstan und Baschkortostan. Die tatsächliche Aufgabe Stalins bestand in den nächsten Jahren darin, die verloren gegangenen Gebiete in den Herrschaftsbereich der Bolschewiki einzugliedern. Stalin nahm im Frühjahr 1918 im Kabinett Lenins eine wichtige Position ein und wurde von ihm häufig konsultiert, da er die Nationalitätenfrage als ein Hauptproblem des Staates ansah.
Während des vollständigen Ausbruchs des Russischen Bürgerkrieges im Sommer 1918 (→Aufstand der Linken Sozialrevolutionäre, Tschechoslowakische Legionen) wurde Stalin im Juni von Lenin als Politkommissar der Südfront nach Zarizyn geschickt, um das einzige bedeutende Getreideanbaugebiet, das im Machtbereich der Sowjetregierung lag, zu sichern. Ab diesem Zeitpunkt konnte er sein Amt als Volkskommissar für Nationalitätenfragen bis auf weiteres kaum noch wahrnehmen. Aufgrund der von Trotzki am 14. März 1918 als Konsequenz aus der Entstehung des sehr nachteiligen Friedensvertrags von Brest-Litowsk beschlossenen Verwendung ehemaliger Offiziere der zaristischen Armee als Militärspezialisten geriet er damit in einen Konflikt mit dem ehemaligen Generalleutnant Andrei Snessarew, der wenige Wochen zuvor das militärische Kommando über den Nordkaukasischen Militärbezirk erhalten hatte. Stalin, der in Zarizyn erstmals mit einer sehr wichtigen Aufgabe von Lenin betraut worden war und die vollständige Befehlsgewalt für sich beanspruchte, scheiterte wegen der beginnenden Gegenoffensiven der weißen Donarmee und der Freiwilligenarmee vollständig bei der Sicherung der Getreidelieferungen nach Zentralrussland. Er schob die Verantwortung dafür Snessarew und den ihm verhassten Militärspezialisten zu und hintertrieb deren militärische Anweisungen bei jeder Gelegenheit. Kliment Woroschilow und Semjon Budjonny gehörten in Zarizyn zu den wichtigsten Unterstützern Stalins. Der Konflikt kulminierte Ende Juli 1918, als Stalin Snessarew verhaften und die ihm untergebenen Militärspezialisten auf ein Schiff auf der Wolga bringen ließ, das er wenig später versenken ließ (→Schlacht um Zarizyn).
Nachdem Snessarew durch eine von Trotzki eilig nach Zarizyn entsandte Militärkommission von allen Vorwürfen freigesprochen und befreit worden war, setzte Trotzki den ehemaligen zaristischen General Sytin als Kommandanten der Südfront ein. Da Zarizyn in der Zwischenzeit von der Donarmee eingeschlossen worden war, nahm Sytin sein Hauptquartier außerhalb der Stadt. Die Stadt konnte 1918 von der Roten Armee, insbesondere von General Schloba und seiner „Stählerne Brigade“ gegen die Donarmee des Generals Pjotr Krasnow verteidigt werden. Stalin hatte Zarizyn bereits nach der kritischen Phase der Verteidigung am 20. Oktober 1918 auf Betreiben Trotzkis verlassen müssen. Es war der erste heftige Zusammenstoß mit seinem Hauptrivalen, dem er in dieser Angelegenheit angesichts von Trotzkis militärischen Erfolgen unterlag.
Nach dem Willen Lenins, der einen Ausgleich zu Trotzki zu schaffen versuchte, wurde Stalin im Oktober 1918 selbst Mitglied des Revolutionären Kriegsrats. In der Rolle eines Emissärs der Regierung Sowjetrusslands unternahm er in der Folge weitere Frontbesuche. Im Januar 1919 wurde er mit dem Chef des Geheimdienstes Tscheka Feliks Dzierżyński an die Ostfront des Machtgebietes der Bolschewiki entsandt, um dort die Ursachen des Verlustes der Stadt Perm zu untersuchen. Im Mai 1919 organisierte er die Verteidigung Petrograds gegen eine erwartete Offensive des Generals Judenitsch aus Richtung des seit 1918 unabhängigen Finnland (→Finnische Ostkriegszüge 1918–1920). In der Anfangsphase des Polnisch-Sowjetischen Krieges im Sommer 1919 wurde Stalin nach dem weitgehenden Verlust der Litauisch-Weißrussischen Sozialistischen Sowjetrepublik an polnische und litauische Verbände an die Westfront entsandt. Im Zuge der weit nach Norden vorgedrungenen Offensive der weißen Freiwilligenarmee unter Anton Denikin in Richtung Moskau wurde Stalin im Herbst 1919 an die Südfront des Machtgebietes der Bolschewiki entsandt. Ab März 1919 nahm er außerdem an den Sitzungen des neu geschaffenen Orgbüros der KPR(B) teil.
Als Volkskommissar für Nationalitätenfragen konzentrierte sich Stalin während des Abflauens des Bürgerkrieges darauf, die Eingliederung der vielen kaukasischen Ethnien mit ihren unterschiedlichen Sprachen in das russischsprachig dominierte Sowjetrussland voranzutreiben. Im Februar 1920 wurde der Nordkaukasus an Sowjetrussland angegliedert. Dies geschah zunächst auf freiwilliger Basis, da die Nordkaukasier gegen den weißen General Anton Denikin revoltiert hatten. Die Tschetschenen erhoben sich aber im August des Jahres wieder gegen die Sowjetmacht, und Stalin war bestrebt, die Stabilität der Sowjetherrschaft wiederherzustellen. Den Kaukasiern versprach Stalin Folgendes auf dem Kongress der Völker des Terekgebiets am 17. November 1920:

„Jedes Volk – die Tschetschenen, die Inguschen, die Osseten, die Kabardiner, die Balkaren, […] muss seinen eigenen Sowjet haben. […] Sollte der Beweis erbracht werden, dass die Scharia notwendig ist, so mag es die Scharia geben. […] Sollte der Beweis erbracht werden, dass die Organe der Tscheka […] es nicht verstehen, sich der Lebensweise und den Besonderheiten der Bevölkerung anzupassen, dann ist klar, dass auch auf diesem Gebiet entsprechende Änderungen vorgenommen werden müssen.“

Gegen Ende des Jahres 1920 gehörte der gesamte Kaukasus mit Ausnahme Georgiens zum Territorium Sowjetrusslands. Mit Hilfe von Sergo Ordschonikidse, einem Parteifreund aus seiner frühen Parteikarriere, organisierte Stalin die Rückeroberung Georgiens, die im Februar 1921 abgeschlossen war. Durch die Wiedereingliederung vieler ehemaliger Gebiete des Russischen Kaiserreichs gewann Stalins Volkskommissariat für Nationalitätenfragen eine große machtpolitische Bedeutung.
Im Verlauf des Polnisch-Sowjetischen Krieges spielte Stalin durch sein eigenmächtiges Insistieren auf die Eroberung der Stadt Lemberg durch die 1. Rote Reiterarmee seines Freundes Budjonny am 14. August 1920 erneut eine ungünstige militärische Rolle, die zur sowjetischen Niederlage in der Schlacht bei Warschau beitrug.

### Kampf um die Macht

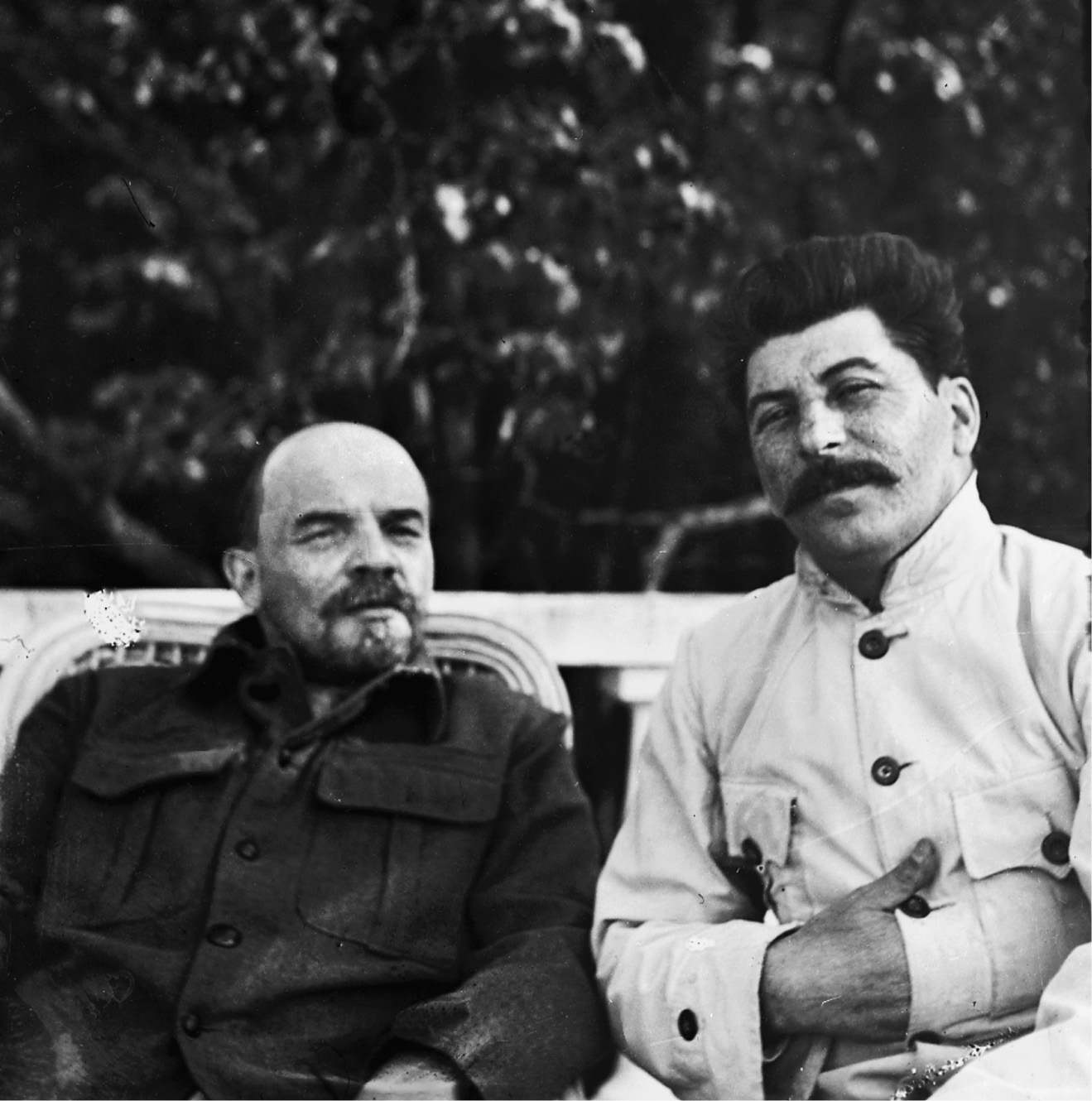
Stalin und Lenin in Gorki (September 1922)

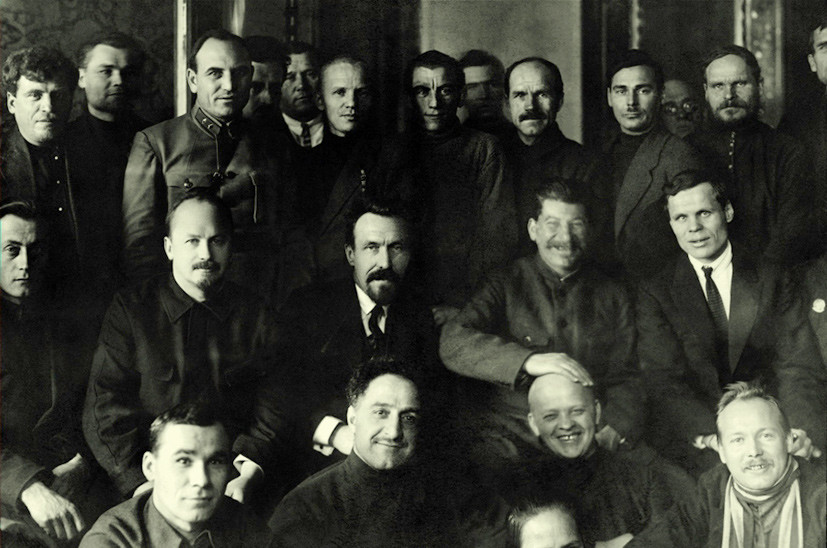
Stalin als Generalsekretär der KPR(B) zusammen mit weiteren sowjetischen Parteiführern auf dem XII. Parteitag der KPR(B) in Moskau (17. bis 25. April 1923)

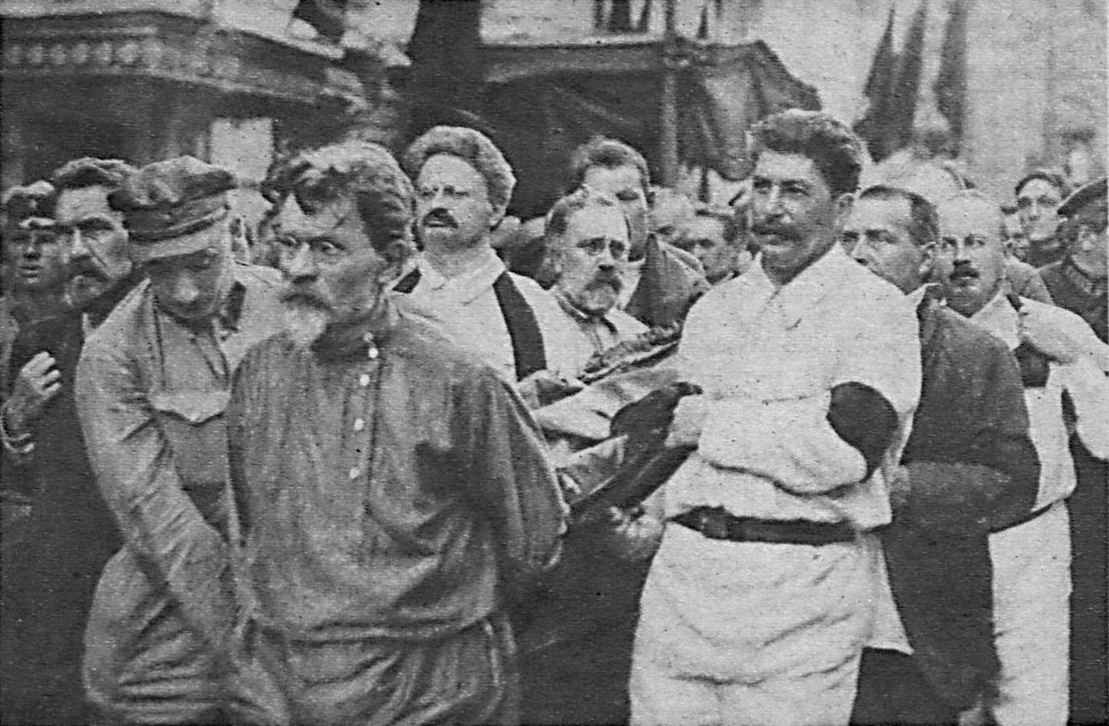
Die Parteifunktionäre der 1925 in WKP(B) umbenannten KPR(B) Alexei Rykow, Genrich Jagoda, Michail Kalinin, Leo Trotzki, Lew Kamenew, Josef Stalin, Michail Tomski und Nikolai Bucharin (von links nach rechts) bei der Beisetzung von Feliks Dzierżyński in Moskau am 22. Juli 1926.

Bereits nach der Februarrevolution 1917 bildete sich innerhalb des Zentralkomitees ein „Triumvirat“, das sich aus Stalin, Lew Kamenew und Grigori Sinowjew zusammensetzte. Kurz vor der Oktoberrevolution hatte Lenin gegen Sinowjew und Kamenew ein Parteiausschlussverfahren angestrengt, weil sie den geheimen Plan der Bolschewiki zum gewaltsamen Umsturz durch eine nicht abgesprochene Veröffentlichung in einer Zeitung an die Provisorische Regierung verraten hätten. Stalin hatte dafür gesorgt, dass der Ausschluss der beiden aus der bolschewistischen Partei verhindert wurde. Außerdem verband alle drei eine gemeinsame Abneigung gegen Leo Trotzki, der später Stalins härtester Widersacher um die Machtübernahme in der Sowjetunion nach Lenins Tod war. Zusätzlich zum „Triumvirat“ hatte Stalin weitere Verbündete für den bevorstehenden Machtkampf gesammelt: Dazu zählten beispielsweise Sergo Ordschonikidse, Lasar Kaganowitsch und Anastas Mikojan.
Ende Februar 1921 brach mit dem Kronstädter Matrosenaufstand eine machtvolle Erhebung gegen die Alleinherrschaft der KPR(B) und die bisher von Lenin und Trotzki bevorzugte Wirtschaftspolitik des später so bezeichneten „Kriegskommunismus“ aus. Obwohl sie wie alle vorhergehenden und nachfolgenden Revolten gegen das Regime der KPR(B) niedergeschlagen wurde, führte sie zu einer Entwicklung, die einen erheblichen Einfluss auf Stalins spätere Karriere hatte. Auf dem bereits während der Niederschlagung beginnenden X. Parteitag der KPR(B) wurde die Resolution Über die Einheit der Partei erlassen, die faktisch ein Fraktionsverbot und eine wichtige Komponente für die Legitimierung von Stalins späterer Alleinherrschaft war. Weiterhin verlor Trotzki, dem die Verantwortung für den Ausbruch des Aufstands angelastet wurde, seine bis dahin nahezu unangreifbare Machtposition. Trotzkis Anhänger wie etwa Nikolai Krestinski verloren ihre Posten im Politbüro und weiteren bedeutenden Gremien im Regierungsapparat des bolschewistischen Regimes. Stattdessen rückten Anhänger Stalins wie Wjatscheslaw Molotow in diese Positionen nach.
Stalin selbst wurde am 2. April 1922 zum Sekretär des ZK der KPR(B) gewählt, nachdem er lange und nachdrücklich mit Unterstützung Kamenews bei Lenin darauf gedrängt hatte. Damit hatte er eine Schlüsselposition im Machtapparat der KPR(B) erreicht, die es ihm in der Folgezeit ermöglichen sollte, zum Diktator der Sowjetunion aufzusteigen. Ab dem Beginn des Jahres 1922 gewann Stalin praktischen Einfluss auf die sowjetische Staatssicherheit und wurde nach der Erkrankung Lenins alleiniger Führer der zu diesem Zeitpunkt bereits GPU genannten Organisation; die Ausarbeitung der GPU-Statuten geschah 1922 unter der Führung Stalins. Die Zwangsausweisung missliebiger Intellektueller aus Sowjetrussland (→Philosophenschiff), die noch von Lenin erdacht wurde, war eine der ersten gesamtstaatlichen bolschewistischen Repressionsmaßnahmen unter Stalins persönlicher Führung.
Als Volkskommissar für Nationalitätenfragen vertrat Stalin vom Jahr 1921 bis zum Sommer 1922 eine Politik der nahezu vollständigen Angliederung Belarus', der Ukraine, Transkaukasiens und der zentralasiatischen Volksrepubliken an die RSFSR. Lediglich in Fragen der Sprache, Kultur, Justiz, inneren Angelegenheiten und der Landwirtschaft gestand er den Einzelrepubliken ein wenig „Autonomie“ zu. Dies entsprach im Großen und Ganzen der Nationalitätenpolitik des Russischen Kaiserreiches. Stattdessen setzte sich Lenin mit seiner Idee der Bildung einer Union der Sozialistischen Sowjetrepubliken durch, in der nach außen „unabhängige“ Republiken auf der Grundlage von Verträgen einen Zusammenschluss mit der RSFSR bildeten, der den Namen Sowjetunion trug. Dies sollte als Motivation für weitere Gebiete und Regionen verstanden werden, sich freiwillig dieser Union anzuschließen, da Lenin und Trotzki unabhängig von bereits erlittenen Rückschlägen (→Ungarische Räterepublik) weiter unbeirrbar die Idee einer kommunistischen Weltrevolution verfolgten.
Am 16. Dezember 1922 zog sich Lenin wegen einer schweren Krankheit aus der Politik zurück. Das Triumvirat setzte sich an die Spitze der Macht innerhalb des Zentralkomitees und hielt gleichzeitig dessen andere Mitglieder wie die Anhänger Trotzkis von der Macht fern. Dabei trat Sinowjew vor allem als Redner auf, Kamenew führte den Vorsitz der Sitzungen und Stalin konzentrierte sich seit seiner Ernennung zum Sekretär des ZK der KPR(B) auf die Arbeit mit dem Parteiapparat, ihm oblag die Auswahl von Funktionären für die zentralen und lokalen Posten. Mit der für ihn günstigen Postenverteilung wuchs Stalins Macht immer weiter.
Bereits zu Lebzeiten Lenins wurde Kritik am Triumvirat laut. Lenin äußerte sich in zwei aus Fragmenten zusammengesetzten Briefen an den XII. Parteitag, seinem politischen Testament, über Stalin. Zwar sei Trotzki persönlich der „fähigste Mann“ im gegenwärtigen Zentralkomitee der KPR(B), jedoch habe er ein übersteigertes Selbstbewusstsein und eine „übermäßige Leidenschaft für rein administrative Maßnahmen“. Stalin habe „dadurch, dass er Generalsekretär geworden ist, eine unermessliche Macht in seinen Händen konzentriert“, von der er womöglich nicht immer vorsichtig genug Gebrauch machen werde. Andererseits kritisierte Lenin Trotzki, der gegen eine Entscheidung des ZK gekämpft habe. In der zweiten Notiz vom 4. Januar 1923 grenzte Lenin sich schärfer gegenüber Stalin ab:

„Stalin ist zu grob, und dieser Fehler, der in unserer Mitte und im Verkehr zwischen uns Kommunisten erträglich ist, kann in der Funktion des Sekretärs nicht geduldet werden. Deshalb schlage ich den Genossen vor, sich zu überlegen, wie man Stalin ablösen könnte, und jemand anderen an diese Stelle zu setzen, der sich in jeder Hinsicht von dem Genossen Stalin nur durch einen Vorzug unterscheidet, nämlich dadurch, dass er toleranter, loyaler, höflicher und den Genossen gegenüber aufmerksamer, weniger launenhaft usw. ist. Es könnte so scheinen, als sei dieser Umstand eine winzige Kleinigkeit. Ich glaube jedoch, unter dem Gesichtspunkt der Vermeidung einer Spaltung und unter dem Gesichtspunkt der von mir oben geschilderten Beziehungen zwischen Stalin und Trotzki ist das keine Kleinigkeit oder eine solche Kleinigkeit, die entscheidende Bedeutung gewinnen kann.“

Stalin gelang es nach Lenins Tod Anfang 1924, eine offene Auseinandersetzung über diese letzten politischen Aussagen Lenins mit Hilfe von Kamenew und Sinowjew zu unterdrücken, sodass der Inhalt zwar in der Sowjetunion bekannt wurde, jedoch nie eine negative Wirkung auf Stalins spätere Karriere hatte. Dieser Stalin betreffende Brief Lenins mit dem zitierten Nachtrag wurde erst auf dem XIII. Parteitag im Mai 1924 von Sinowjew vor den einzelnen Delegationen verlesen, während Kamenew das Gehörte interpretierte.
Auch andere Versuche, Stalins Macht einzuschränken, scheiterten. Schon 1923 fanden zum Beispiel geheime Unterredungen von ZK-Mitgliedern in Kislowodsk statt, an denen unter anderen Sinowjew und Kamenew teilnahmen. Wegen der Meinungsverschiedenheiten unter Stalins Kritikern, aufgrund der Intrigen und Repressionsmittel, die ihm über den GPU zur Verfügung standen, aber auch wegen der häufig loyalen bzw. sogar begeisterten Haltung vieler Parteimitglieder gegenüber dem Generalsekretär, hatten diese Aktivitäten keinen Erfolg.
Stalins Gegner Trotzki, der zusammen mit Sinowjew bei der Verbreitung der Weltrevolution im Zuge des Deutschen Oktobers 1923 endgültig gescheitert war, wandte sich ebenso schriftlich an das Zentralkomitee und warf dem „Triumvirat“ vor, ein Regime zu errichten, das weiter von der „Arbeiterdemokratie“ entfernt sei als der „Kriegskommunismus“ vor 1921. Er forderte die alte Garde auf, der noch unerfahrenen jüngeren Generation Platz zu machen, und sah das „Triumvirat“ kurz vor der „Entartung“. Nach dem offenen Ausbruch der innerparteilichen Meinungsverschiedenheiten im Jahr 1923 dauerte es indes noch mehrere Jahre, bis Stalin und seine Anhänger sich durchsetzen konnten und Trotzki Ende 1927 aus der Partei ausgeschlossen wurde. Der „Verräter“ wurde zuerst nach Kasachstan verbannt, 1929 endgültig aus der Sowjetunion ausgewiesen.
Nach Lenins Tod zerfiel auch das von Trotzki angeprangerte „Triumvirat“. Kamenew und Sinowjew wurden zu innerparteilichen Gegnern Stalins, welcher wiederum Unterstützung bei Nikolai Bucharin, Jan Rudsutak, Michail Frunse und Felix Dserschinski fand. Sie wurden 1926 aus der Partei gedrängt.
Die letzten hochrangigen Vertreter einer Opposition gegen Stalin waren Bucharin, Michail Tomski und Alexei Rykow, die sich seit Anfang 1928 gegen Stalins Politik der Zwangskollektivierung in der Landwirtschaft stellten. Sie wurden von Stalin in einer Kampagne gegen die „Rechten“ bis zum Ende des Jahres 1929 mundtot gemacht. Rykow verlor als letzter Vertreter der „Rechten“ im Dezember 1930 seinen Sitz im Politbüro. Danach gab es in der Sowjetunion keine politische Opposition gegen Stalin.

### Alleinherrschaft

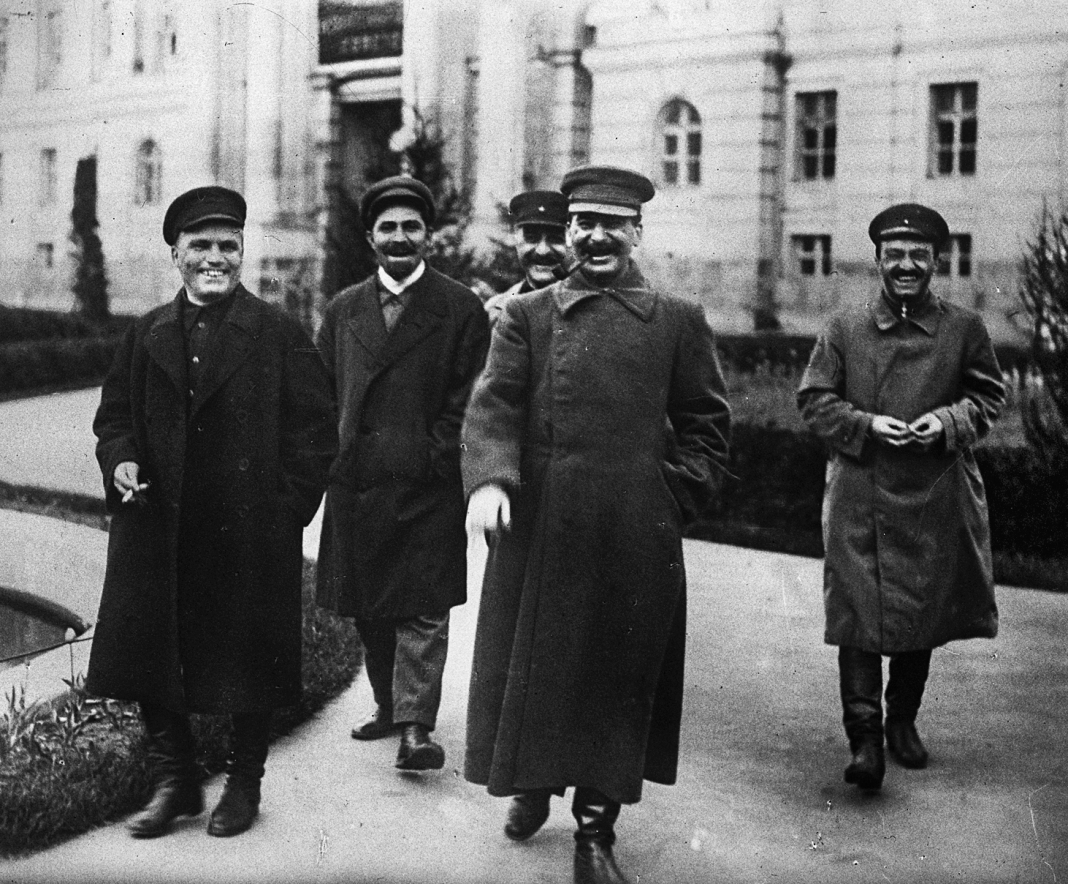
Sergei Kirow, Lasar Kaganowitsch, Grigori Ordschonikidse, Stalin und Anastas Mikojan nach der Abnahme der Maiparade auf dem Gelände des Moskauer Kreml (1. Mai 1930, in anderen Quellen wird das Jahr 1932 angegeben).

Nach dem Ausschluss Trotzkis aus der WKP(B) im November 1927 war Stalin de facto Alleinherrscher der Sowjetunion und das Haupt der kommunistischen Partei. Spätestens zu Beginn des Jahres 1931 hatte er seine Machtposition so weit gefestigt, um ihn als uneingeschränkten Diktator der Sowjetunion bezeichnen zu können. De jure beschränkte sich Stalin lange Zeit auf das Amt eines stellvertretenden Ministerpräsidenten der UdSSR. Seit seinem (selbst bestimmten) fünfzigsten Geburtstag im Dezember 1929 ließ er sich offiziell als „Führer“ (russisch вождь woschd) titulieren.
Gegen Ende des Jahres 1927 befand sich die Sowjetunion in einer schweren innen- und außenpolitischen Krise. Der immer noch sehr deutliche Rückgang der Getreideproduktion gegenüber den Werten vor Beginn des Ersten Weltkrieges, eine im Vergleich zum westlichen Ausland zu wenig ausgebaute Industrie, die im Jahr 1926 nur drei Viertel der Produktionsmengen des Jahres 1913 erreichte, die Schwäche der unterfinanzierten Roten Armee und ungünstige außenpolitische Entwicklungen wie etwa der Abschluss der Verträge von Locarno durch die Weimarer Republik, der die internationale Isolation Deutschlands beendete (und die Isolation der Sowjetunion verstärkte), die Machtübernahme des antisowjetisch eingestellten polnischen Marschalls Józef Piłsudski im Mai 1926 und die gewaltsame Bekämpfung der Kommunistischen Partei Chinas durch die Kuomintang ab Mai 1927 verursachten in der Sowjetunion den allgemeinen Eindruck, das Land sei eine „belagerte Festung“ des Sozialismus. Stalin wusste diese Stimmung zu nutzen, um mit Verweis auf die Lehren Lenins (siehe Theorie des Marxismus-Leninismus) und die Entwicklung des Sozialismus in einem Land seine eng miteinander verwobenen Zwangsmaßnahmen in der Sowjetunion zu realisieren, die das Land aus der schwierigen Situation führen sollten und die er später als „Große Wende“ bezeichnete. All diesen Maßnahmen war gemein, dass keinerlei Rücksicht mehr auf die Belange der sowjetischen Bevölkerung genommen wurde, die zur Realisierung der teilweise utopischen Ziele Stalins rücksichtslos ausgebeutet und geopfert wurde. Um jeglichen Widerstand dagegen zu unterdrücken, war nach der Lesart Stalins die „Verschärfung des Klassenkampfes“ auf dem Weg zum Kommunismus notwendig, der auch ein Wiederaufleben des Angriffs auf religiöse Glaubensrichtungen beinhaltete. Deshalb wurde der bereits mächtige Apparat der sowjetischen Sicherheitspolizei OGPU weiter verstärkt, erhielt immer umfassendere Kompetenzen und wurde zunehmend zu einem „Staat im Staate“.
Wie extrem der Machtanspruch der WKP(B) und damit Stalins gegenüber dem Rest der sowjetischen Bevölkerung wurde, zeigte sich in der Einführung des Sowjetischen Revolutionskalenders im Sommer 1929, der durch die Abschaffung der allgemeinen freien Wochenenden (und deren Ersetzung durch schichtweise freie Tage) eine kontinuierliche Produktion über 360 Tage im Jahr ermöglichen sollte. Die ersten Jahre von Stalins Alleinherrschaft waren geprägt von seinen politisch-wirtschaftlichen Experimenten und auch seiner zunehmenden Entfremdung von der wirklichen Lage, da er bald nur noch Realitäten akzeptierte, die er selbst ins Werk gesetzt hatte.

### Zwangskollektivierung und Hungersnot in der Sowjetunion

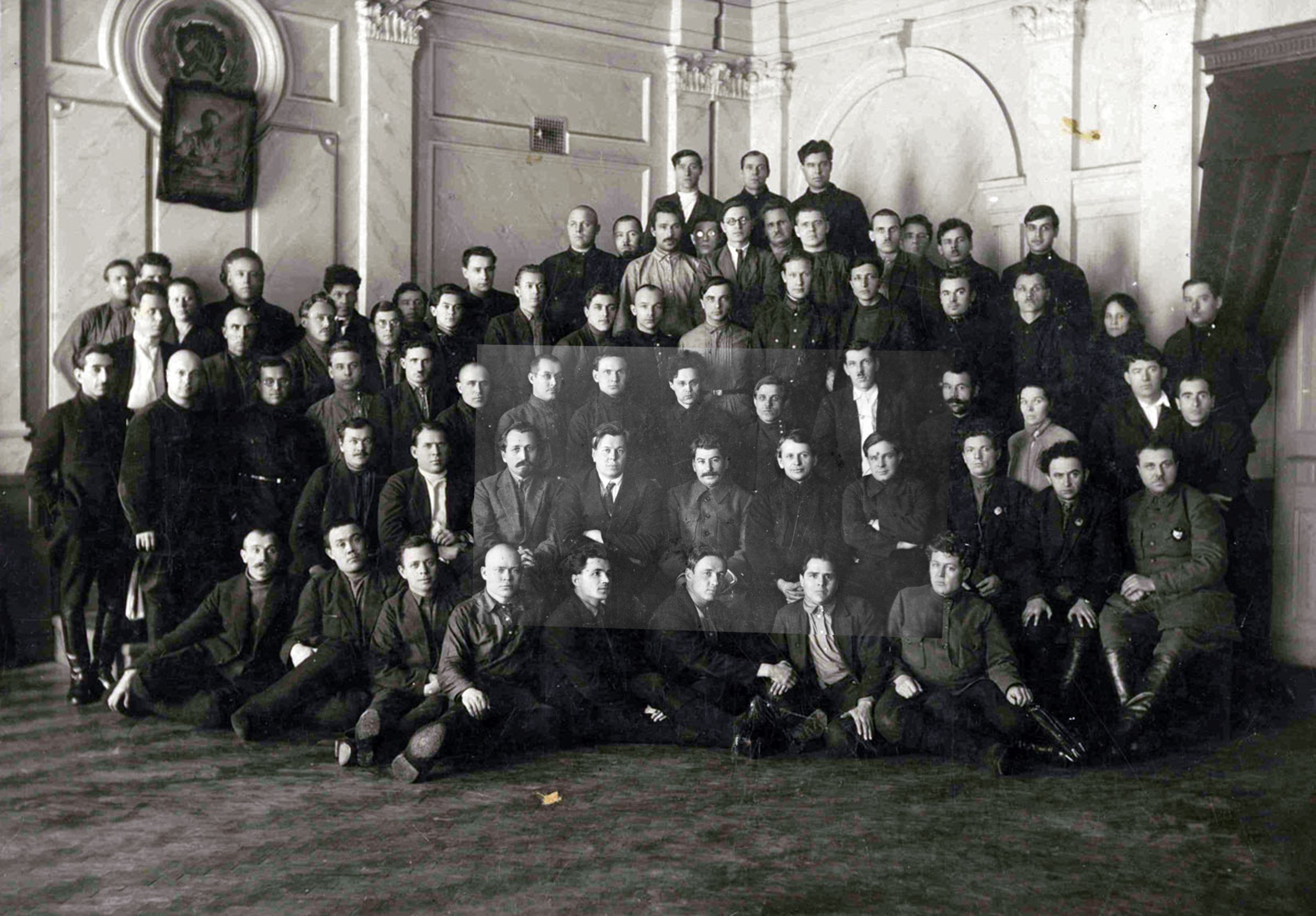
Stalin (Mitte), Sergei Syrzow (Vorsitzender der WKP(B) in Sibirien, links neben Stalin) in Rybzowsk (250 km südlich von Barnaul) zusammen weiteren Mitgliedern der sibirischen Parteiorganisation (22. Januar 1928). In Sibirien ließ Stalin die Zwangskollektivierung zuerst prototypisch umsetzen.

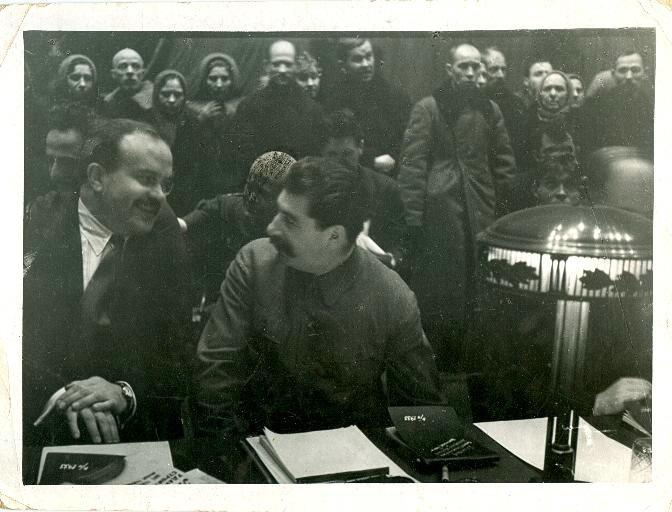
Molotow und Stalin auf dem „Kongress der Kolchosstoßarbeiter“ am 19. Februar 1933 in Moskau. Hinter Stalin befindet sich Stanislaw Kossior, dessen Gesicht später durch Zensoren der Glawlit unkenntlich gemacht wurde.

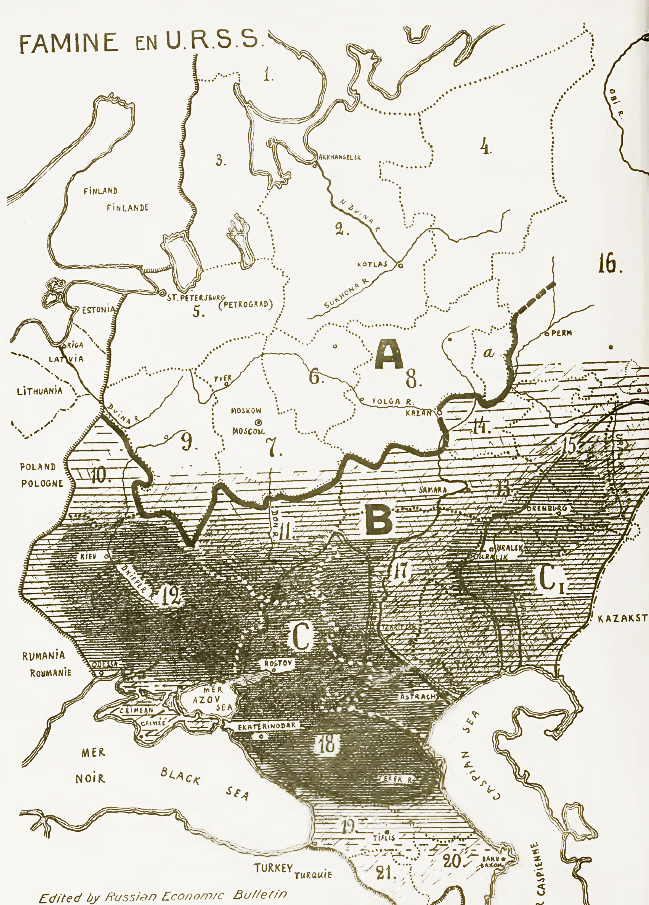
Zeitgenössische Karte zur Hungersnot in der Sowjetunion (1933). Ausländischen Journalisten und Diplomaten gelang es im Frühjahr 1933, in die Hungergebiete zu reisen und von der Katastrophe zu berichten. Danach verhängte das Regime der WKP(B) eine Nachrichten- und Informationssperre.

Der Rückgang der Getreideproduktion in der Sowjetunion Ende des Jahres 1927 war auf die halbherzige Umsetzung der Neuen Ökonomischen Politik (NEP) zurückzuführen, die den Bauern aufgrund geringer Abnahmepreise keinen Anreiz gab, etwa durch die Anschaffung von mechanisierten Erntemaschinen, ihre Produktivität zu steigern. Ende des Jahres 1927 wurde die Versorgungskrise in den großen Städten so akut, dass dort eine Hungersnot drohte. Auch konnten durch den ausbleibenden Export von Getreide keine dringend benötigten Devisen eingenommen werden. Stalin griff laut dem Historiker Jörg Baberowski auf die gewaltsamen Beschaffungsmethoden des Russischen Bürgerkriegs zurück, da er und das Regime der WKP(B) keine andere Möglichkeit hatten, sich gegen die Bauern durchzusetzen.
Stalin trieb deshalb ab 1928 die Zwangskollektivierung der Landwirtschaft unnachgiebig voran und beendete die NEP. Dabei ließ er rücksichtslos den Widerstand von als wohlhabend diffamierten Bauern brechen, die er als „Kulaken“ bezeichnen ließ. Die Bauern wurden mit Hilfe der Geheimpolizei OGPU dazu gezwungen, Nahrungsmittel abzugeben, auch wenn sie nicht dazu in der Lage waren. Ihnen wurden ihre letzten Vorräte gestohlen – auch der notwendige Vorrat an Saatgetreide. Dieses war dann für eine nächste Aussaat nicht mehr vorhanden. Daher waren auch Bauern, die ordentlich wirtschafteten, aber nicht reich waren, plötzlich ohne Nahrungsmittel und dem Hunger und Tod ausgesetzt. Bis in das Jahr 1933 hinein betrieb Stalin diese zusätzlich von Verhaftungen, Todesurteilen und Verschleppungen begleitete Enteignung aller Bauern in der ganzen Sowjetunion, die als Entkulakisierung bezeichnet wurde.
Die Kollektivierung und Repression gegen die „Kulaken“ waren die Hauptursachen für die in der Ukraine als Holodomor bezeichnete riesige Hungersnot in der Sowjetunion, die fürchterliche Ausmaße in Südrussland, Kasachstan und in der Ukraine annahm. Diese von Stalin mutwillig herbeigeführte Hungersnot kostete 3.500.000 Menschen in der Ukraine, über 3.000.000 Menschen in Südrussland, und über 1.200.000 Menschen in Kasachstan das Leben. Insgesamt waren in der gesamten Sowjetunion 25 bis 30 Millionen Menschen von der Hungersnot betroffen.
Stalin gab seine (offizielle) Sicht der Dinge in seiner Abschlussrede zum „Kongress der Kolchosstoßarbeiter“ am 19. Februar 1933 in Moskau wie folgt wieder:

„Wir haben erreicht, dass die Millionenmassen der armen Bauern, die früher ein Hungerdasein fristeten, jetzt […] zu Leuten mit gesicherter Existenz geworden sind […] Das ist eine Errungenschaft, wie die Welt sie niemals gekannt [ ] hat.“

Für seine Rede erhielt Stalin von den Delegierten des Kongresses stehende Ovationen. Auf Kritik und unverfälschte Informationen über die tatsächliche Lage in den Hungergebieten reagierte Stalin mit drastischer Ablehnung:

„Man hat uns gesagt […] das Sie auch ein guter Geschichtenerzähler sind, Sie haben Märchen über die Hungersnot geschrieben […] Wäre es nicht besser, Sie verließen den Posten des Sekretärs des Gebietskomitees [von Charkow] […] und arbeiteten im Schriftstellerverband? Sie werden Märchen schreiben und Idioten werden sie lesen.“

Stalin betrachtete die brutalen Requirierungen von Nahrungsmitteln als „Tribut“, den die Bauernschaft zu entrichten habe, damit aus dem Erlös die Industrialisierung des Landes vorangetrieben werden könne, da andere Einnahmequellen wie etwa Kredite oder Kolonialgebiete fehlten. Stalin machte also die ländlichen Gebiete der Sowjetunion de facto zu einer internen Kolonie, aus der das notwendige Kapital für die Wirtschaftsentwicklung herausgezogen werden sollte.

### Industrialisierung in der Sowjetunion
Auch auf wirtschaftlichem Gebiet änderte sich Einiges in der Sowjetunion, nachdem Stalin die Macht übernommen hatte. Er realisierte in der Sowjetunion das Konzept der Kommandowirtschaft, bei dem die Partei WKP(B) und damit er selbst ausschließlich die Vorgaben für industrielle Produktion innerhalb der Sowjetunion machten. De jure war weiterhin der 1921 gegründete Gosplan für die Steuerung der Wirtschaft zuständig, de facto war diese Behörde ab den 1930er Jahren nur der Transmissionsriemen für die Ideen Stalins und seines innersten Zirkels. Die industrielle Produktion wurde von Stalin nicht an den Bedürfnissen der Bevölkerung der Sowjetunion ausgerichtet, sondern allein für die militärische Stärkung des Landes optimiert. Dies bedeutete auch die Verlegung von großen Teilen der industriellen Produktion in die östliche, bisher industriell nicht erschlossene Region am Ural.
Um Widerstände seitens der Elite der Fabrikdirektoren und Ingenieure zu brechen, ließ Stalin den OGPU beginnend mit dem Schachty-Prozess vom 18. Mai 1928 bis in das Jahr 1931 hinein eine Reihe von Schauprozessen im Kontext angeblicher industrieller Schädlingstätigkeit inszenieren (→Prozess gegen die Industriepartei). Zu den Opfern dieser Kampagnen gehörten die besten Wirtschaftswissenschaftler, die die Sowjetunion besaß (→ Nikolai Kondratjew, Wladimir Groman).
Mit dem rückwirkend auf den 1. Oktober 1928 datierten ersten Fünfjahresplan, der auf dem XVI. Parteitag der WKP(B) im April 1929 gegen den Widerstand der „Rechten“ beschlossen wurde, forcierte Stalin die Industrialisierung der Sowjetunion extrem, die bis dahin im Wesentlichen von der industriellen Substanz des Russischen Kaiserreiches gezehrt hatte. Innerhalb von wenigen Jahren sollte die wirtschaftliche Rückständigkeit der Sowjetunion gegenüber dem Rest Europas überwunden werden. Dafür sah der Plan eine jährliche Steigerung der Industrieproduktion um 20 Prozent vor. Stalin rechtfertigte die plötzliche Eile mit Verweis auf die von ihm immer wieder hervorgehobene Belagerungssituation, in der sich die Sowjetunion seiner Meinung nach befand:

„Wir sind hinter den fortgeschrittenen Ländern um 50 bis 100 Jahre zurückgeblieben. Wir müssen diese Distanz in zehn Jahren durchlaufen. Entweder bringen wir das zuwege, oder wir werden zermalmt. […] Hierzu besitzen wir die objektiven Möglichkeiten. […] Es ist Zeit mit dem faulen Standpunkt der Nichteinmischung in die Produktion Schluss zu machen. Es ist Zeit […] sich in alles einzumischen. […] Die Bolschewiki müssen die Technik meistern. […] Und wenn wir das geleistet haben werden, dann werden wir ein Tempo einschlagen, von dem wir heute nicht […] zu träumen wagen.“

Der erste Fünfjahresplan sah die Aufbietung eines Großteils der sowjetischen Bevölkerung mittels Propagandakampagnen, enormer finanzieller Ressourcen und vor allem aber den Bau von Wasserkraftwerken, Stahlwerken und Maschinenfabriken in nie gesehenem Maßstab vor. Aufgrund der zeitgleich stattfindenden landwirtschaftlichen Kollektivierungsmaßnahmen und der daraus resultierenden Landflucht gab es ein enormes Überangebot billiger Arbeitskräfte. Hinzu kamen noch Tausende durch die sowjetische Propaganda mobilisierte freiwillige Arbeitskräfte aus der Jugendorganisation Komsomol. Millionen dieser meist ungelernten Arbeiter schufen bis zum Ende des Fünfjahresplans am 1. Oktober 1933 nahezu in Handarbeit hunderte neuer Fabriken, Energiekraftwerke und neuer Eisenbahnlinien und Straßen. Die Qualität dieser oft überhastet geplanten und errichteten Industriebauten war oft von zweifelhafter Natur. Der russische Wirtschaftshistoriker Schpotow resumierte später:

„Wirtschaftskrisen können auch durch politische Entscheidungen ausgelöst werden - unabhängig von deren Zielsetzung. Stalins Politik des „großen Sprungs“ führte zu einer Überbeanspruchung der Produktions- und Sozialbereiche [der Sowjetunion] bei unzureichenden Ressourcen des Landes. Die Fertigstellung wichtiger Projekte verzögerte sich häufig, oder sie wurden mit erheblichen Mängeln in Betrieb genommen. […]“

Mit Hilfe ausländischer Spezialisten wurden eine Reihe riesiger Industrieanlagen errichtet. Hierzu gehören beispielsweise das Wasserkraftwerk DneproGES, die Stadt und das Stahlwerk in Magnitogorsk, die Stahlwerke von Lipezk, Tscheljabinsk und Stalinsk. Die für diese Industrieanlagen benötigten Maschinen wurden mit den aus den Getreideexporten erzielten Erlösen zu einem Großteil in den USA und Europa, hier vor allem in der Weimarer Republik eingekauft. Die UdSSR war in den Jahren 1931 und 1932 der größte Abnehmer der deutschen Maschinenproduktion (→Pjatakov-Abkommen). Danach übernahmen die USA hier die Führungsrolle.
Wie auch im Falle der Kollektivierung wurde bei der Industrialisierung der Sowjetunion keinerlei Rücksicht auf die Bedürfnisse der beteiligten Arbeiter genommen, die an den Großbaustellen in elenden Verhältnissen lebten. Dort gab es lange Zeit keine Straßen, Schulen, Krankenhäuser oder Lebensmittel in ausreichender Menge. Damit waren die Bedingungen, unter denen die „freien“ Arbeiter auf den stalinschen Großbaustellen lebten, nur geringfügig besser als die Lebensbedingungen der Sondersiedler und Zwangsarbeiter des Gulag.

### Stalin und die Zwangsarbeit in der Sowjetunion

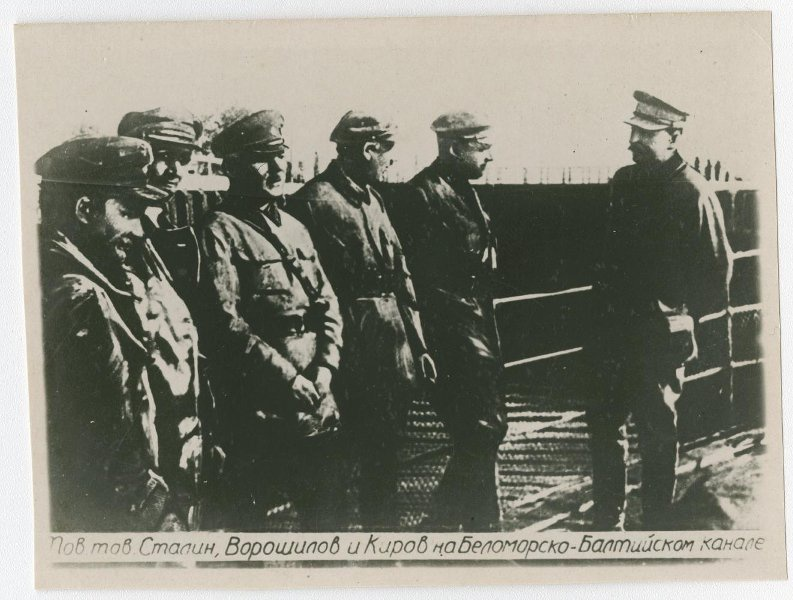
(Von rechts nach links:) Stalin, (unbekannt), der für den Bau verantwortliche stellvertretende OGPU-Leiter Genrich Jagoda, Kliment Woroschilow, (unbekannt) und Sergei Kirow bei der offiziellen Besichtigung des neu eröffneten Weißmeer-Ostsee-Kanals (Juli 1933)

Karte mit Lager-Industriekomplexen des Gulag auf dem Territorium der Sowjetunion (Stand März 1953)

Die von Stalin ab 1928 eingeleiteten Zwangsmaßnahmen und Repressionen Andersdenkender produzierten ein Millionen von Menschen umfassendes Heer von völlig entrechteten Menschen, die, sofern sie nicht ermordet wurden oder verhungerten, die Gefängnisse und bereits bestehenden Arbeitslager der Sowjetunion extrem überfüllten (→Sonderlager Solowezki). Die Sterblichkeit der unter prekären Verhältnissen dahinvegetierenden Häftlinge stieg enorm an und erreichte im Jahr 1933 eine Rate von monatlich bis zu 25 Prozent der Inhaftierten.
Stalin und seine Gehilfen betrachteten die billige Arbeitskraft dieser Menschen als eine außergewöhnliche Gelegenheit, die angespannte wirtschaftliche Lage der Sowjetunion zu verbessern. Wurden die Gefängnisse und Lager bis dahin hauptsächlich als ein Werkzeug der Repression verstanden, erweiterte sich deren Status mit der vom Politbüro der WKP(B) am 27. Juni 1929 erlassenen Resolution „Über den Gebrauch der Arbeit verurteilter Krimineller“ zu einem „Industrieunternehmen“ in dem unverhohlen auf der Basis von Sklavenarbeit produziert wurde.
Die Führung der sowjetischen Geheimpolizei OGPU, die nach dem Willen Stalins für die Umsetzung der Resolution verantwortlich zeichnete, testete in der Folgezeit verschiedene Konzepte der Zwangsarbeit. Zum einen wurden Sondersiedlungen ins Leben gerufen, in denen die Verurteilten unter primitivsten Bedingungen die Wildnis Sibiriens und des sowjetischen Fernen Ostens besiedeln sollten. Die Präferenz des OGPU für diese mit wenig Aufwand deklarierten Sondersiedlungen endete im Sommer 1933 mit der Tragödie von Nasino und Stalin untersagte (vorläufig) weitere Massendeportationen in diese dilettantisch geplanten Siedlungsprojekte, aus denen die Mehrheit der Deportierten binnen kurzer Zeit floh.
Weit größeres Interesse Stalins erhielt das im Juni 1930 ins Leben gerufene System von OGPU-verwalteten Arbeitslagern (GULag), das sich innerhalb weniger Jahre über die gesamte Sowjetunion ausbreitete. Als erstes Großprojekt dieser Einrichtung wurde von Stalin die Errichtung des Weißmeer-Ostsee-Kanals vorgesehen. Stalin schrieb hierzu im Mai 1930:

„Ich denke, dass [der Kanal mit herkömmlichen Mitteln] bis hoch zum Onega-See errichtet werden kann. Aber was den nördlichen Teil [des Kanals bis zum Weißen Meer] betrifft, beschränken wir uns auf eine Untersuchung. Ich meine, dass [der Kanal] hauptsächlich vom OGPU errichtet werden sollte. Gleichzeitig ist es notwendig, die Kosten der ersten Bauabschnitte zu rekalkulieren; 20 Millionen [Rubel] plus 70 Millionen [Rubel] sind zu viel.“

Durch ein letztes Aufbäumen der Opposition unter maßgeblicher Führung von Alexei Rykow, der zusammen mit dem von Stalin selbst in diese Position gebrachten Vorsitzenden des Rates der Volkskommissare der RSFSR Sergei Syrzow gegen die Überstellung der bis dahin dem Innenministerium der RSFSR unterstellten Gefangenen an den OGPU opponierte, verzögerte sich der Baubeginn dieses von Stalin durchgesetzten Infrastruktur-Großprojekts bis in das Jahr 1931. Die Kritiker wurden im Zuge der von Stalin erdachten Syrzow-Lominadse-Verschwörung entmachtet. Trotz der entstandenen Verzögerungen bestand Stalin auf der Fertigstellung des Kanals bis zum Ende des ersten Fünfjahresplans im Oktober 1933.
Der Kanal wurde gemäß dem Willen Stalins weitgehend ohne Stahl, Beton und Maschineneinsatz erstellt. Materialien wie Holz, Stein und Erde wurden nahezu ausschließlich von Zwangsarbeitern bewegt und zum Bau verwendet. Während des Baus starben zahlreiche Menschen. Die US-amerikanische Historikerin Anne Applebaum gibt an, es seien 170.000 Häftlinge beim Bau eingesetzt worden, dabei seien mindestens 25.000 ums Leben gekommen, ohne jene, die aufgrund von Arbeitsunfällen oder Krankheit von der Baustelle abgezogen wurden und bald darauf verstarben. Nach Ausführungen des sowjetischen Dissidenten Alexander Solschenizyn wurden die Bauvorhaben schlecht durchgeführt (der Kanal war etwa für wirtschaftliche und militärische Transporte zu seicht), weil die Arbeitsnormen für die Häftlinge aufgrund des überflüssigen, von Stalin verursachten Zeitdrucks praktisch unerfüllbar waren. Die Fertigstellung des Kanals kostete tatsächlich 101 Millionen Rubel.
Der Weißmeer-Ostsee-Kanal wurde dennoch zum Muster für weitere Infrastrukturgroßprojekte des Gulag, die in dieser Form bis zum Ableben Stalins im Jahr 1953 umgesetzt wurden. Weitere bekannte Beispiele hierfür sind der Moskaukanal, die ersten Bauabschnitte der Baikal-Amur-Magistrale, die unvollendete Polarkreiseisenbahn oder der Wolga-Don-Kanal. Vor allem gegen Ende seines Lebens ließ der Diktator unter dem Slogan des „Stalinschen Aufbaus des Kommunismus“ infrastrukturelle Großprojekte durch den Gulag ausführen.
Neben diesen Baustellen gehörte für den Gulag die Erschließung von Rohstoffen in der Sowjetunion zu den wichtigsten Aufgaben. Beginnend mit der erfolgreichen Waigatsch-Expedition der OGPU im Jahr 1930 wurden mit weiteren Explorationsunternehmen wie etwa der Uchta-Expedition große Rohstoffvorkommen in den unwirtlichen Nord- und Ostgebieten der Sowjetunion entdeckt und durch neue Lager-Industriekomplexe erschlossen. Eines der größten und berüchtigtsten Rohstoffexplorationsprojekte des Gulag, das im Jahr 1931 von Stalin selbst ins Leben gerufen wurde, war der Lager-Industriekomplex Dalstroi im Nordosten Sibiriens in der Kolyma-Region, in Jakutien, auf der Tschuktschen-Halbinsel und der Halbinsel Kamtschatka, der mit dem Abbau von Gold, Diamanten und weiteren seltenen Rohstoffen befasst war. Stalin betrachtete die Stadt Magadan als Zentrum der Goldproduktion der Sowjetunion und gratulierte im Jahr 1936 dem Leiter des Dalstroi persönlich zur Erfüllung der Planvorgaben, nachdem die Goldproduktion im Zeitraum 1934 bis 1936 verachtfacht werden konnte. Die Lager der Kolyma-Region erwiesen sich aufgrund der extremen klimatischen Verhältnisse und ihrer unzugänglichen Lage als die tödlichsten Haftorte innerhalb des gesamten Gulag. 1932 erreichten von den rund 16.000 Gefangenen, die nach Magadan in die Lager des Dalstroi transportiert wurden, nur etwa 9.900 Menschen ihren Bestimmungsort.
Die Bereitstellung von Fertigungsanlagen und Rohstoffen für das von Stalin ab 1945 mit höchster Priorität vorangetriebene Sowjetische Atombombenprojekt oblag auch dem Gulag. Die Mehrheit der an der Durchführung beteiligten Personen bestand aus Gulag-Häftlingen. Auch die Eindämmung der Folgen radioaktiver Kontamination, die etwa zu Beginn der 1950er Jahre bei der Stadt Tscheljabinsk spürbar wurde, führten Häftlinge des Gulag durch.

### Aufrüstung der Roten Armee

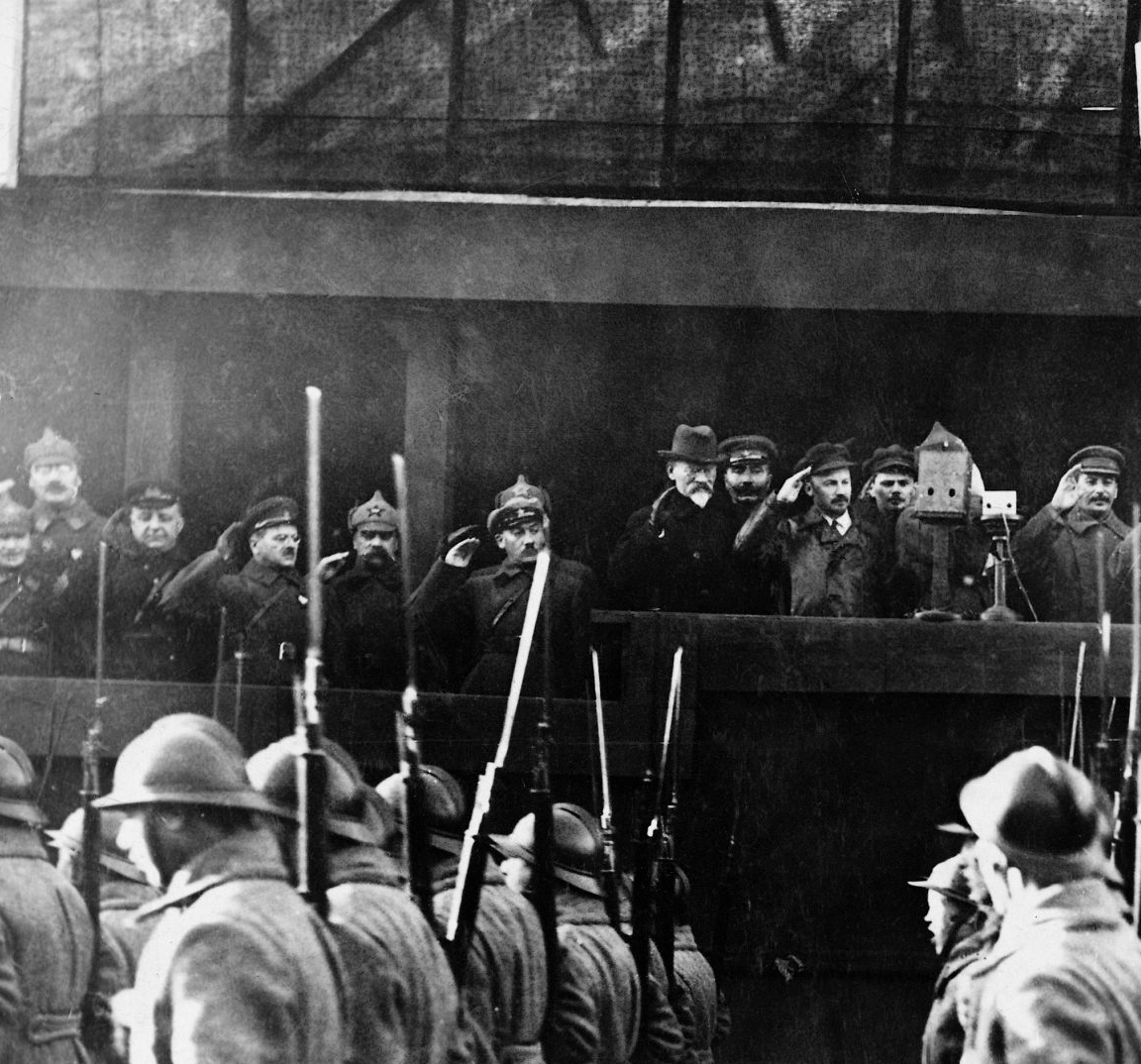
Militärparade auf dem Roten Platz zum 12. Jahrestag der Oktoberrevolution (7. November 1929). Die am provisorischen Leninmausoleum aus Holz vorbeimarschierenden Soldaten der Roten Armee tragen veraltete französische Adrian-Stahlhelme aus der Zeit des Ersten Weltkrieges.

Bereits im Sommer 1925 fasste Stalin aus militärischen Gründen den Plan, große Teile der sowjetischen Industrie in den östlichen Regionen am Uralgebirge, Powolschje, Tatarstan, dem Oblast Nischni Nowgorod und im russischen Schwarzerdegebiet in die Oblast Tambow, Woronesch und Orjol anzusiedeln. Bis zum Beginn von Stalins Industrialisierungskampagne im Jahr 1929 befand sich der Großteil der sowjetischen Rüstungsproduktion im Gebiet der ehemaligen Hauptstadt Leningrad. Dort wurde beispielsweise nahezu die gesamte Artillerie der Roten Armee produziert. Laut den Ausführungen des Historikers David R. Stone gelang der sowjetischen Führung bis zum Jahr 1934 die Verlegung der Industrie nach Osten nur teilweise. Die wichtigen Fabriken (und auch zusätzliche Neubauten) verblieben aus technischen Gründen in den westlichen, von einer feindlichen Invasion bedrohten Gebieten der Sowjetunion. Die neu aufgebaute Industrie in den östlichen Regionen benötigte wegen der fehlenden Infrastruktur noch Zeit, um ein gegenüber den alten Industriestandorten vergleichbares Maß an Produktivität zu erreichen.
In Bezug auf die Aufrüstung der Roten Armee war die Schaffung neuer industrieller Kapazitäten bis zum Oktober 1933 im Großen und Ganzen erfolgreich. Der spätere Marschall der Sowjetunion Georgi Schukow führte dies in seinen Memoiren aus:

„Wer sich damals mit Fragen der Artillerie befasste, stand vor schweren Aufgaben. Die Artillerietechnik war stark abgenutzt und in taktisch-technischer Hinsicht beträchtlich veraltet. Was vorhanden war, hatten wir […] von der [Kaiserlich-Russischen] Armee übernommen. […] Aber schon Mitte 1929 entwickelte der Revolutionäre Kriegsrat […] ein Programm für die artilleristische Neubewaffnung der Roten Armee […] Von 1928 bis 1933 stieg die Produktionskapazität der Geschützfabriken auf mehr als das 6fache, für leichte Geschütze sogar auf das 35fache.“

Auch im Hinblick auf andere Waffengattungen konnte eine erhebliche Steigerung herbeigeführt werden. Während die Rote Armee am 1. Januar 1932 über 1.446 Panzer und 213 gepanzerte Fahrzeuge verfügte, waren es am 1. Januar 1934 7.574 Panzer und 326 gepanzerte Fahrzeuge, ohne Betrachtung des Kampfwertes mehr als die Armeen Großbritanniens, Frankreichs und des Deutschen Reiches zusammengenommen. In den Zeitraum von 1929 bis 1934 fällt auch der erstmalige Aufbau einer nennenswerten Luftfahrtindustrie in der Sowjetunion.
Mit dem sowjetischen Sieg im Sowjetisch-Chinesischen Grenzkrieg um die Nutzungsrechte der durch die Mandschurei verlaufenden Ostchinesischen Eisenbahn im Jahr 1929 zeigte sich ein erster Erfolg der durch Stalin veranlassten Reformen der Roten Armee. In der historischen Nachschau gibt es einen allgemeinen Konsens darüber, dass die von Stalin betriebene Verlegung der industriellen Zentren und die Aufrüstung der Roten Armee wichtige Faktoren für den späteren Sieg der Sowjetunion im Deutsch-Sowjetischen Krieg gewesen sind. Westliche Historiker bemängeln jedoch, dass der Umfang der Verlagerung der Rüstungsindustrie und auch der dafür gewählte geografische Raum zu kurz gegriffen war.
In den Jahren 1930 und 1931 führte der OGPU mit dem Fall „Frühling“ (russisch Дело «Весна» Delo „Wesna“) eine erste Säuberung der Roten Armee durch, die ehemalige Offiziere der Kaiserlich-Russischen Armee betraf, die sich nach der Oktoberrevolution den Bolschewiki angeschlossen hatten. Den ehemaligen Militärspezialisten wurde vorgeworfen, Mitglieder einer konterrevolutionären Organisation zu sein. Das Ausmaß dieser Repressionsmaßnahme war mit der zeitgleich stattfindenden Operation gegen die Industriepartei vergleichbar. Insgesamt wurden mehr als 3.000 Personen verhaftet, von diesen wurden etwa 120 hingerichtet und ungefähr doppelt so viele wurden zu drei, fünf und zehn Jahren Zwangsarbeit im Gulag verurteilt. Die Mehrheit der zu Freiheitsstrafen verurteilten Personen wurde wenig später freigelassen und in ihre alten Positionen eingesetzt. Bemerkenswert ist, dass Stalin beispielsweise persönlich die Freilassung des späteren Marschalls der Sowjetunion Boris Schaposchnikow und weiterer Offiziere veranlasste.
Andrei Snessarew, sein alter Widersacher aus Zarizyn, der im Zuge des Falls „Frühling“ sogar zweimal zum Tode verurteilt worden war, wurde von Stalin zu 10 Jahren Zwangsarbeit „begnadigt“.

### Personenkult und Zensur in der Sowjetunion

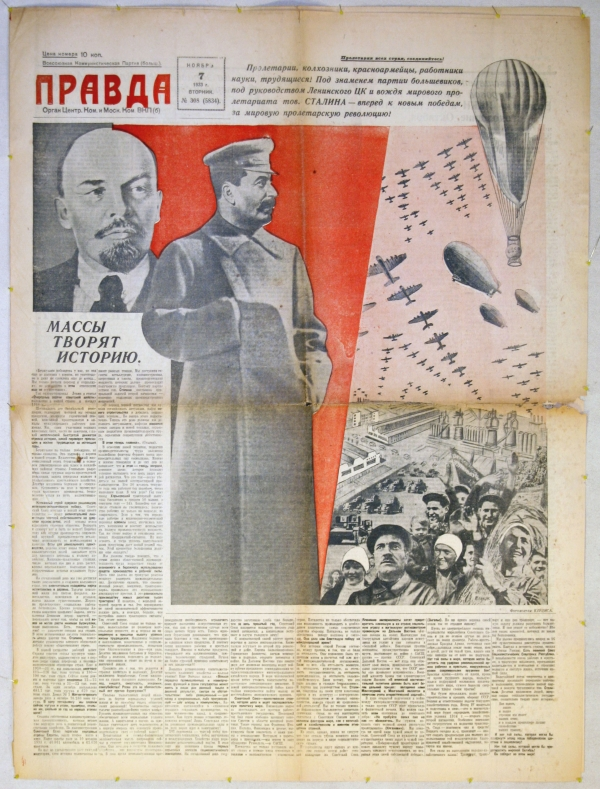
Titelblatt der sowjetischen Tageszeitung „Prawda“ vom 7. November 1933 mit einer Anspielung auf den kommenden XVII. Parteitag der WKP(B)

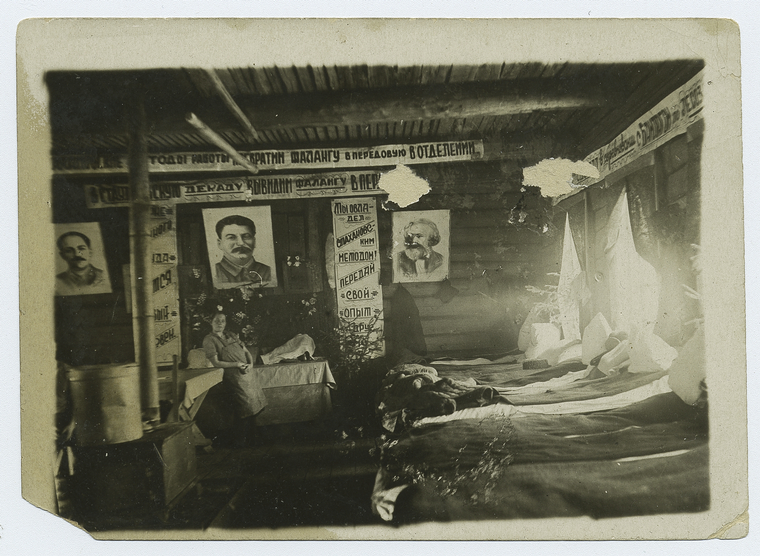
Innenansicht einer Frauenbaracke im Gulag (undatiert)

Stalins Personenkult wurde nach seinem selbstbestimmten 50. Geburtstag am 21. Dezember 1929 ein prägendes Merkmal der sowjetischen Kultur. Ab diesem Zeitpunkt wurde er von sowjetischen Medien als allmächtiger, allwissender Führer dargestellt, dessen Name und Bild überall zu sehen waren.
In sowjetischen Tageszeitungen wurde Stalin ständig als „groß“, „geliebt“, „kühn“, „weise“, „Inspirator“ und „Genie“ bezeichnet, als fürsorgliche aber starke Vaterfigur beschrieben, deren „Kinder“ die Bevölkerung der Sowjetunion sei. Ab 1936 wurde Stalin „Vater der Nationen“ genannt, Benennungen wie „unser großer weiser Führer“, „der Führer der Arbeiter der ganzen Welt“ waren zu dieser Zeit ebenfalls alltäglich. Stalins Bild wurde in sowjetischen Öffentlichkeit in der Form von Plakaten, übergroßen Porträts und Statuen omnipräsent. Sogar in den Zwangsarbeitslagern des Gulag wurde der Personenkult bis zum Jahr 1936 ausufernd betrieben.
Selbst die Geschichte wurde in Stalins Sinne umgeschrieben, indem behauptet wurde, dass Stalins Rolle während der Oktoberrevolution der Lenins gleichkäme. Stalins Werke galten ab den 1930er Jahren als ebenso bedeutsam wie die Lenins, es wurde üblich, sich bei jeder Gelegenheit auf ihn zu berufen. In den Betrieben wurden Gegenpläne aufgestellt, in denen für Stalin die Vorgaben des Fünfjahresplans überboten wurden, im Kreml gingen Dankesbriefe aus der Bevölkerung an ihn ein. Eine Anzahl von Städten wurde nach Stalin umbenannt:
- Donezk, (1924–1961, Stalino)
- Wolgograd, (1925–1961, Stalingrad)
- Duschanbe, (1929–1961, Stalinabad)
- Nowokusnezk, (1932–1961, Stalinsk)
- Nowomoskowsk, (1934–1961, Stalinogorsk)

Der Chef der sowjetischen Geheimpolizei NKWD Nikolai Jeschow scheiterte 1938 mit dem Vorschlag, die sowjetische Hauptstadt Moskau in Stalinodar umzubenennen.
In den 1930er Jahren kopierten verschiedene sowjetische Führer Stalins Personenkult auf lokaler Ebene. So ist beispielsweise bekannt, dass sich der OGPU-Chef Genrich Jagoda ein überlebensgroßes Denkmal am Eingang des Weißmeer-Ostseekanals errichten ließ. Der spätere NKWD-Chef Lawrenti Beria praktizierte in den 1930er Jahren seinen eigenen Personenkult in Georgien.
Nach dem Sieg der Sowjetunion im Deutsch-Sowjetischen Krieg wurde der Personenkult um Stalin auch nach China, Nordkorea, in die Länder Osteuropas und in die Sowjetische Besatzungszone bzw. später die Deutsche Demokratische Republik exportiert.
Die Periode nach Stalins Machtübernahme wird in der Entwicklung der sowjetischen Zensur von dem russischen Historiker Gennadi Schirkow als die Phase einer „totalen Zensur der kommunistischen Partei“ bezeichnet, ohne die die Praktizierung des Personenkults um Stalin, die Zwangskollektivierung und die Industrialisierung in der Sowjetunion so nicht möglich gewesen wäre. Diese Jahre wurden durch das vielschichtige System der Zensur geprägt, von der Selbstzensur bis hin zur Kontrolle der kommunistischen Partei über den staatlichen Zensurapparat. In dieser Zeit wurden nicht nur beliebige Werke verfolgter Schriftsteller, sondern sogar jegliche Erwähnung ihrer Autoren verboten (→Damnatio memoriae). Ganze Wissenschaftszweige, besonders im Bereich der Geisteswissenschaften sowie der Darstellenden und Bildenden Künste, waren während dieser Zeit in der Sowjetunion de jure nicht existent. Durch die extreme Ausübung von Zensurmaßnahmen wurden nach dem US-amerikanischen Politikwissenschaftler Merle Fainsod „die Bibliotheken zu Schrifttumsspeichern der stalinistischen Orthodoxie. […] Das Symbol des Zensors wurde zum geistigen Kennzeichen der stalinistischen Ära.“
Unter diesen Umständen war es natürlich nicht möglich, irgendeinen Inhalt abweichend von der vorgegebenen „Generallinie“ Stalins in der Sowjetunion zu veröffentlichen. Dennoch hatten die Redakteure, Drucker und Zensoren in dieser Zeit keinen leichten Stand, da sich insbesondere Stalins Name als anfällig für Entstellungen durch Tippfehler erwies. Schlimm wurde es für die Betreffenden, wenn statt des „t“ versehentlich ein „r“ als zweiter Buchstabe verwendet wurde. Laut dem russischen Bibliographen und Literaturforscher Arlen Bljum kam dies trotzdem häufig vor.

### Großer Terror

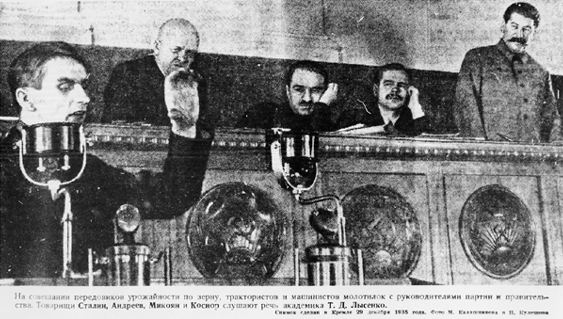
Der Agrarwissenschaftler und führende sowjetische Biologe Trofim Lyssenko hält eine Rede vor Stanislaw Kossior, Anastas Mikojan, Andrei Andrejew und Stalin (29. Dezember 1935)

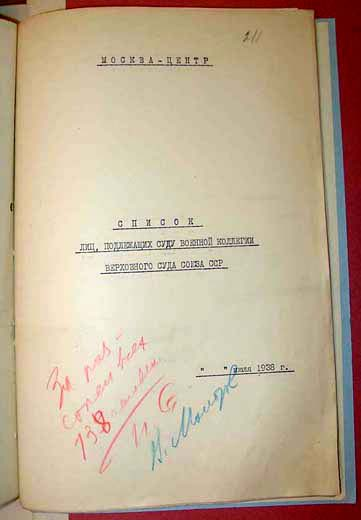
Stalins Befürwortung der Erschießung von 138 durch das Militärkollegium des Obersten Gerichts der UdSSR zum Tode verurteilten Personen (rote Schrift, 26. Juli 1938)

Eine der großen ungeklärten Fragen, die Josef Stalin den Historikern hinterließ, sind seine tatsächlichen Beweggründe für die Ingangsetzung und Unterhaltung der unter den Begriffen „Großer Terror“, „Große Säuberung“ oder verfälschend „Jeschowtschina“ genannten beispiellosen Terrorkampagne, mit der die Sowjetunion in den Jahren 1936 bis 1938 überzogen wurde. Bereits vor dem allgemein als auslösendes Ereignis angesehenen Mord am Leningrader Parteisekretär Sergei Kirow am 1. Dezember 1934 hatte Stalin eine absolutistische Machtfülle erlangt, die es ihm erlaubte, politisch nach Belieben zu schalten und zu walten. Die These, dass Kirow als potentieller politischer Gegenspieler aus dem Weg geräumt wurde, da er auf dem XVII. Parteitag der WKP (B) („Parteitag der Sieger“) mehr Stimmen als Stalin erhalten hätte, konnte in den 1990er Jahren auch durch Recherchen in den sowjetischen Archiven nicht bestätigt werden. Vielmehr war Kirow als treuer Verfechter von Stalins politischer „Generallinie“ ein wichtiger politischer Schützling Stalins.
Eine andere These besagt, dass die „Große Säuberung“ eine Reaktion Stalins auf eine Menge von ausgedachten, mit einigen realen Fakten versehene Meldungen des NKWD über Spionage, Terror und Sabotage in der Sowjetunion war, die in den Jahren 1934 bis 1936 an ihn von der sowjetischen Staatssicherheit herangetragen wurden.
Umstritten ist auch in der Forschung, inwieweit die Verfolgungen einen logisch erklärbaren Kern hatten oder auf reinen psychologisch krankhaften Wahnvorstellungen Stalins basierten. Stalin war seinen restlichen Kollegen im für die Führung der Sowjetunion verantwortlichen Politbüro der WKP(B) im Lauf der 1930er Jahre immer weiter entrückt, was sich beispielsweise durch die schwindende Anzahl der Sitzungen zeigte: 1936 fand nur noch einmal pro Monat eine Sitzung des Politbüros statt, in den Jahren 1937 und 1938 sind Sitzungen dieses Gremiums nicht mehr eindeutig ermittelbar. Jährlich traf Stalin in dieser Zeit etwa 3000 Entscheidungen; einen Großteil davon vermutlich allein oder im kleinen Kreis.
Als ein wichtiger Faktor wird auch das Auftreten einer erneuten Hungersnot in der Sowjetunion als Folge der Militarisierungsbestrebungen Stalins angesehen. In diesem Fall wäre der „Große Terror“ eine als Ablenkung der sowjetischen Bevölkerung vom erneuten Versagen Stalins gedachte Maßnahme zu verstehen.
Stalin begann im Sommer 1936 mit der Verfolgung der eng mit der WKP(B) in Verbindung stehenden sowjetischen Elite. Die drei in Zusammenhang mit der „Großen Säuberung“ stehenden Moskauer Prozesse, in deren Verlauf beispielsweise Stalins alte Weggefährten Sinowjew, Kamenew und seine späteren politischen Gegner Bucharin und Rykow zum Tode verurteilt wurden, entlarvte die Weltöffentlichkeit aufgrund vieler Ungereimtheiten in den Aussagen der Angeklagten als Inszenierung. Weiterhin wurde unter Ausschluss der Öffentlichkeit ein Prozess gegen die Führungsspitze der Roten Armee geführt. Alle vier Prozesse waren der Auftakt zu allgemeinen, von Stalin gesteuerten Massenoperationen des NKWD, die jegliche Opposition in der UdSSR ausschalten sollten.
Die Durchführung übertrug Stalin dem Leiter des inzwischen aus dem OGPU hervorgegangenen NKWD, zuerst Genrich Jagoda und ab dem Sommer 1936 Nikolai Jeschow. Das NKWD ließ die Betroffenen meist verhaften und viele davon erschießen. Die von der Geheimpolizei verwendeten Straftatbestände wegen „antisowjetischen Verhaltens“, trotzkistischer oder anderer Opposition gegen die WKP(B) sowie einer Vielzahl anderer angeblicher Verschwörungen wurden allesamt mit Verstößen gegen den Artikel 58 des Strafgesetzbuches der RSFSR begründet, der die „rechtliche Grundlage“ für die Verfolgungen bildete. Anhand der Meldungen des NKWD lenkte Stalin die Verfolgungen in die Richtung, die er gerade brauchte. Teilweise mischte er sich auch persönlich in die Details der betreffenden Vorgänge ein, wie verschiedene handschriftliche Anmerkungen Stalins in den NKWD-Akten beweisen.
In der Zeit des Großen Terrors zwischen September 1936 und Dezember 1938 ließen Stalin und seine Helfer auf der Basis von Anweisungen wie dem NKWD-Befehl Nr. 00447 von mehr als 1,5 Millionen Festgenommenen willkürlich etwa 680.000 Menschen erschießen. Von den „Säuberungen“ war ein Großteil des Offizierskorps der Roten Armee betroffen, die dadurch paralysiert und um Jahre in ihrer Entwicklung zurückgeworfen wurde. Ab dem Frühjahr 1937 begann das NKWD „nationale Massenoperationen“ gegen „verdächtige“ Bevölkerungsgruppen durchzuführen. Die Opfer der „Säuberungen“ wurden auf speziell dafür vorgesehenen, geheim gehaltenen Arealen hingerichtet und dort in Massengräbern verscharrt. Zu diesen Plätzen gehören beispielsweise das Butowo-Poligon und Kommunarka bei Moskau oder Sandarmoch in Karelien.
Im Ergebnis der „Säuberungen“ besaß Stalin zwar die absolute Macht in der Sowjetunion, aber das Land war kurz vor dem Zusammenbruch. Nach dem Ende der „Säuberungen“ am 17. November 1938 und der Ersetzung Nikolai Jeschows durch Lawrenti Beria wurden die willkürlichen Verhaftungen zwar nicht gestoppt, die Festgenommenen wurden aber meist zu bis zu zehn Jahren Haft in Straflagern verurteilt. Jeschow wurde in der Folgezeit von Stalin zum Alleinverantwortlichen für die Exzesse der Jahre 1936 bis 1938 erklärt, verhaftet und im Februar 1940 vom NKWD hingerichtet.
Wichtige Mitarbeiter Stalins waren nach dem Ende der „Säuberungen“ Lasar Kaganowitsch, der Volkskommissar für innere Angelegenheiten (NKWD) Lawrenti Beria, Michail Kalinin, Kliment Woroschilow, Andrei Andrejew, Anastas Mikojan, Wjatscheslaw Molotow, Andrei Schdanow, Nikita Chruschtschow und Boris Schaposchnikow. Nach der Absetzung Nikolai Jeschows wurde durch die Freilassung von Offizieren und wichtigen Wissenschaftlern Schadensminimierung betrieben. Beispielsweise wurde im März 1940 nach dem desaströs verlaufenden Winterkrieg der spätere Marschall der Sowjetunion Konstantin Rokossowski ohne Angabe von Gründen aus der Haft befreit und nach einem Kuraufenthalt in Sotschi wieder in seinem alten Dienstrang in der Rote Armee aufgenommen. Der sowjetische Raketenkonstrukteur Sergei Koroljow überlebte nur knapp sieben Monate Aufenthalt im Arbeitslager Maldjak an der Kolyma, bevor er im November 1939 zur Wiederaufnahme seines Verfahrens nach Moskau zurückgeschickt wurde.

### Außenpolitik Stalins und der Sowjetunion von 1928 bis 1941

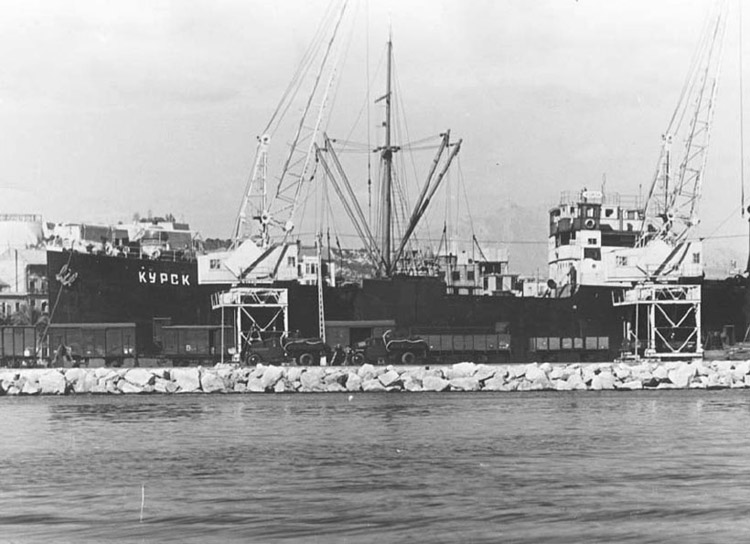
Der sowjetische Frachter Kursk, beladen mit Hilfslieferungen für die spanisch-republikanischen Truppen im Hafen von Alicante. (28. Dezember 1936)

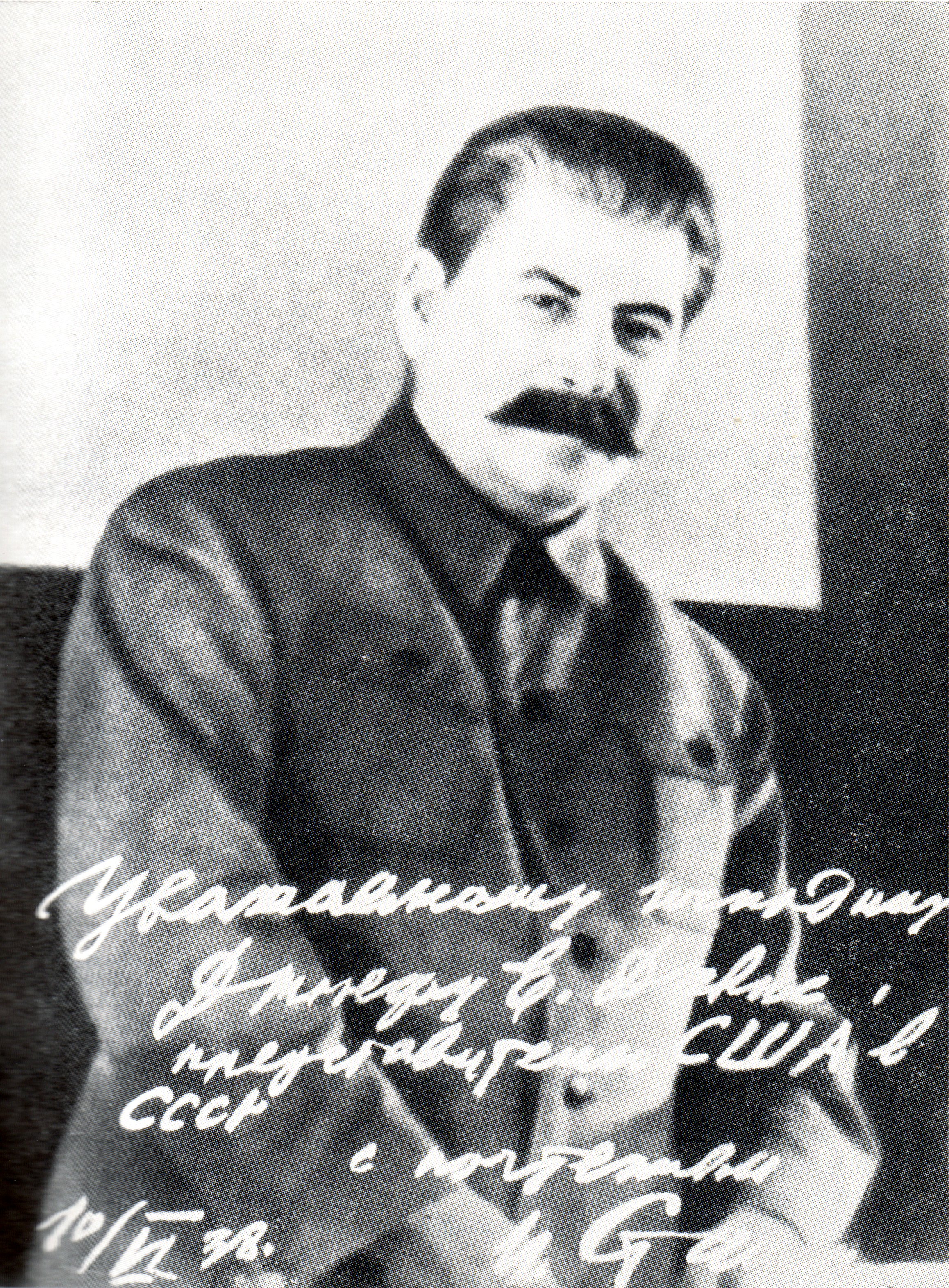
Grußkarte Stalins an den US-amerikanischen Botschafter in Moskau Joseph E. Davies (10. Juni 1938)

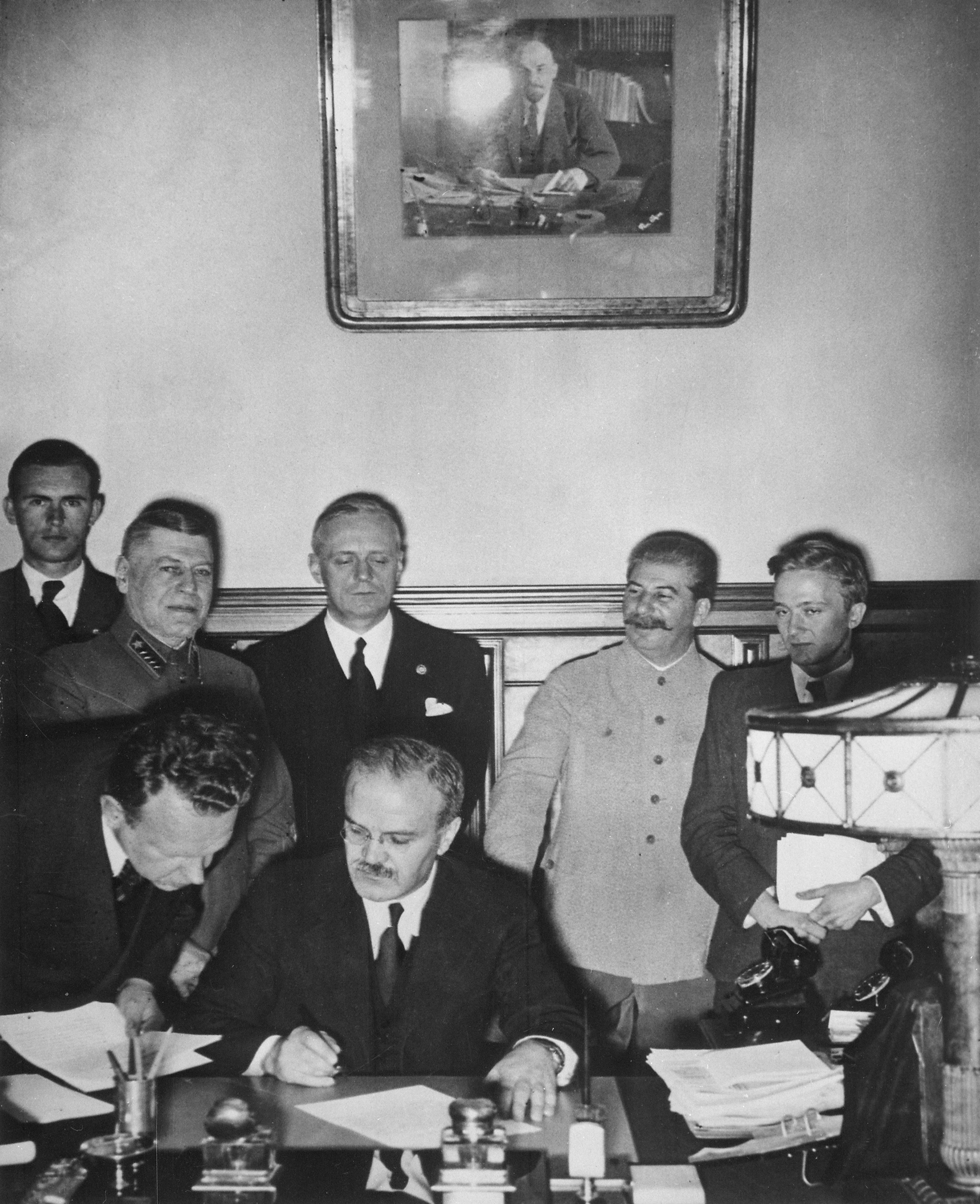
Stalin während des Abschlusses des Deutsch-Sowjetischen Grenz- und Freundschaftsvertrags am 28. September 1939

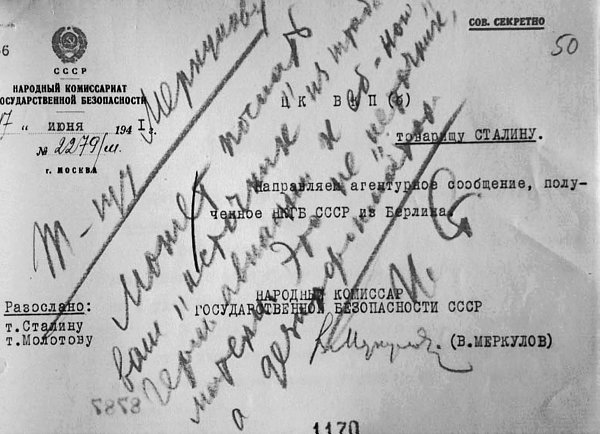
Stalins Anmerkung auf dem Deckblatt eines NKWD Geheimberichts vom 17. Juni 1941 über den kurz bevorstehenden deutschen Überfall auf die Sowjetunion. Übers.: „An den Genossen Merkulow: Du kannst deine ‚Quelle‘ aus dem Hauptquartier der deutschen Luftwaffe zu ihrer […] Mutter schicken. Das ist keine ‚Quelle‘, sondern ein Desinformant. J. St.“

Auch nach der Machtübernahme Stalins spielte die Sowjetunion außenpolitisch eine Außenseiterrolle. Um die innenpolitischen Umwälzungen
in der Sowjetunion ungestört vorantreiben zu können, war Stalin bestrebt, das außenpolitische Verhältnis zu den Nachbarstaaten der Sowjetunion
und weiteren Ländern zu normalisieren. Im Gegensatz zu den anderen Volkskommissariaten ließ Stalin dem Volkskommissariat für auswärtige
Angelegenheiten (russisch Народный коммиссариат иностранных дел, Narodny komissariat inostrannych del), kurz „Narkomindel“ (russisch Наркоминдел),
dabei relativ freie Hand. Neben dieser offiziellen, durch die Außenminister Tschitscherin und später Litwinow geprägten
außenpolitischen Linie, verfolgte Stalin auf anderen, inoffiziellen Kanälen seine eigene Außenpolitik, die teilweise am Narkomindel vorbei geführt wurde.
Deswegen kann man die sowjetische Außenpolitik bis zum 22. Juni 1941 als ambivalent bezeichnen.
In den Zeiten der Weimarer Republik unterhielt die Sowjetunion besonders enge wirtschaftliche und militärische Beziehungen zu Deutschland.
Dies änderte sich nicht, nachdem Stalin die absolute politische Macht in der Sowjetunion innehatte. Tatsächlich war er bestrebt,
die bestehenden Verträge aufrechtzuerhalten und maximal im Sinne der Sowjetunion zu nutzen. Neben der geheimen militärischen Zusammenarbeit
zwischen Roter Armee und Reichswehr betraf dies vor allem den Import der für Stalins Industrialisierungspläne unbedingt notwendigen Maschinen
und den dazugehörigen technischen Experten.
Die Machtergreifung Hitlers am 30. Januar 1933 stellte einen aus Stalins Sicht zur Unzeit entstandenen Bruch dieser bis dahin sehr fruchtbaren Beziehungen zwischen beiden Ländern dar. Diese Entwicklung ging ausschließlich von Hitler aus, der stumpf daran ging, seine in dem Buch Mein Kampf ausgeführten kruden Welteroberungspläne in die Tat umzusetzen. Dies bedeutete beispielsweise die Initialisierung von Verfolgungsmaßnahmen gegen alle sowjetischen Staatsbürger, die zu dieser Zeit im Deutschen Reich tätig waren. Auch wurde die KPD, die bis dahin größte Sektion unter der Führung der KomIntern, im Laufe des Jahres 1933 zerschlagen. Hitler versuchte das bestehende internationale politische System zu sprengen, indem er Deutschlands Beteiligung an multilateralen Abkommen und internationalen Organisationen beendete. Stattdessen versuchte er durch den Abschluss bilateraler Abkommen zum Nutzen des Deutschen Reiches bestimmte Partnerländer in erheblichem Maße an das Deutsche Reich als Hegemonialmacht zu binden.
Die politische Reaktion der Sowjetunion auf die Verfolgung ihrer Staatsangehörigen im NS-Staat beschränkte sich auf diplomatische Protestnoten. Der im Oktober 1933 de facto vollzogene Austritt Deutschlands aus dem Völkerbund wurde von der Sowjetunion mit großem Verständnis aufgenommen. Stalin weigerte sich im gleichen Monat, die vorher geplante Deutschlandreise des stellvertretenden Kommissars für auswärtige Angelegenheiten Nikolai Krestinski abzusagen. Stattdessen nahm er über Krestinski, acht Monate nach Hitlers Machtübernahme in Deutschland, vertrauliche Kontakte zum Reichskanzler auf. Bis zum Röhm-Putsch Ende Juni 1934 nahm er Hitler aufgrund der gegenüber sowjetischen Geheimdienstlern gemachten Aussagen deutscher hoher Militärs und Beamter nicht ernst und hoffte darauf, dass dessen Herrschaftsphase nur eine Episode bleiben würde. Die politische Agenda der neuen deutschen Machthaber und die sich abzeichnende Aufrüstung des NS-Staats waren für Stalin von untergeordneter Bedeutung. Er betrieb deswegen weiterhin eine beschwichtigende Politik gegenüber dem Dritten Reich und kam Hitler politisch entgegen. Hitler wies alle politischen Angebote Stalins zurück.
Einen Wendepunkt der offiziellen Politik der Sowjetunion stellte der Abschluss des Deutsch-polnischen Nichtangriffspakts im Januar 1934 dar. Dies führte auf sowjetischer Seite zu Befürchtungen eines gemeinsamen deutsch-polnischen Angriffs und in der Folge zum Abbruch der militärischen Zusammenarbeit zwischen der Reichswehr und der Roten Armee durch Stalin. Er spekulierte hierbei erfolglos darauf, dass dieser Hebel Hitler zum Überdenken seiner außenpolitischen Position bewegen könnte. Stalin bewunderte Hitler, insbesondere sein Manöver zur Ausschaltung seiner politischen Rivalen innerhalb der NSDAP in der Nacht der langen Messer. In einer eilig am Abend des 30. Juni 1934 einberufenen Sitzung des Politbüros der WKP(B) äußerte er sich wie folgt:

„Die Ereignisse in Deutschland zeigen keineswegs den Zusammenbruch des Nazi-Regimes an. Im Gegenteil, sie müssen zu einer Konsolidierung dieses Regimes und zu einer Stärkung Hitlers führen.“

Trotz seiner Sympathien erkannte Stalin spätestens jetzt die Bedrohung durch den deutschen Faschismus an und betrachtete Deutschland in der Folgezeit als wahrscheinlichen Hauptgegner in einem künftigen Krieg, da er (in der historischen Nachschau absurderweise) von einer Vereinigung der Streitkräfte Polens und Deutschlands bei dem von ihm vermuteten Angriff ausging. Deutsche Staatsbürger und die deutsche Minderheit in der Sowjetunion wurden aufgrund dieser Paranoia von Stalin als Kern der sowjetinternen Kräfte angesehen, die seinen sozialistischen Neubau in Schutt und Asche legen wollten. Entsprechend eng wurden sie in der Folgezeit von der sowjetischen Staatssicherheit NKWD überwacht. Das NKWD platzierte bis 1936 Agenten in der deutschen Botschaft in Moskau. Im Sommer 1937 wurde die deutsche Minderheit in der Sowjetunion auf Stalins Betreiben zum Ziel einer Massenoperation des NKWD. (→NKWD-Befehl Nr. 00439)
Stalin bemühte sich im Rahmen seiner offiziellen außenpolitischen Linie um bessere Beziehungen zu den liberalen Demokratien Westeuropas. Um eine Verbesserung ihrer internationalen Beziehungen zu erreichen, sicherte sich die Sowjetunion am 18. September 1934 die Mitgliedschaft im Völkerbund, aus dem sie bisher ausgeschlossen war. Im Mai 1935 schloss die Sowjetunion den Sowjetisch-französischen Beistandsvertrag und den Tschechoslowakisch-Sowjetischen Beistandsvertrag ab. Auf dem 7. Weltkongress der Komintern im Juli und August 1935 ermutigte die sowjetische Regierung die unter ihrer Führung stehenden marxistisch-leninistischen Kräfte Bündnisse mit anderen linken Gruppen in einer Volksfront gegen den Faschismus einzugehen. Im Gegenzug unterzeichneten die antikommunistischen Regierungen des Dritten Reiches und des Japanischen Kaiserreiches am 25. November 1936 in Berlin den Antikominternpakt, dem später das faschistische Italien und weitere Staaten beitraten.
Nach dem Ausbruch des Spanischen Bürgerkrieges beschloss die Komintern am 3. August 1936 eine allgemein gehaltene Resolution zur Aufstellung einer Internationalen Brigade. Am 18. September 1936, nachdem der bis dahin zurückhaltende Stalin in dieser Sache einen Entschluss gefasst hatte, wurde in Paris eine Sitzung einberufen, in der Eugen Fried den Beschluss Stalins zur Aufstellung einer Internationalen Brigade verkündete. Daraufhin organisierten Kommunistische Parteien verschiedener Länder die Rekrutierung von Freiwilligen. Insgesamt kämpften 42.000 Freiwillige in den internationalen Brigaden in Spanien. Zusätzlich dazu wurden insgesamt 3.000 Soldaten der Roten Armee, 648 Flugzeuge und 407 gepanzerte Fahrzeuge zur Unterstützung der Zweiten Spanischen Republik entsandt. Stalin interessierte sich in der Folge sehr für den Verlauf der Auseinandersetzungen in Spanien. Das sowjetische Engagement erreichte materiell wie personell jedoch nie das Ausmaß, das nötig gewesen wäre, den Republikanern zum Sieg zu verhelfen. Durch den massiven Zuwachs des stalinistischen Einflusses wurde durch Angehörige des sowjetischen Geheimdienstes NKWD die zeitgleich stattfindende „große Säuberung“ nach Spanien exportiert. Dort richteten sich die Verfolgungen gegen die anarchistische CNT, die marxistische POUM oder echte und vermeintliche Trotzkisten. Sie wurden als „faschistisch-trotzkistische Spione“, als „fünfte Kolonne Francos“ oder als Defätisten diffamiert. Der NKWD ermordete missliebige Mitkämpfer, die tatsächlich oder vermeintlich von der Moskauer Linie abwichen. Die Auseinandersetzungen gipfelten in den Maiereignissen von Barcelona, einem „Bürgerkrieg im Bürgerkrieg“, der die Zweite Spanische Republik zusätzlich schwächte.
Die in der Sowjetunion stattfindende Säuberung der Auslandsabteilungen der sowjetischen Geheimdienste führte dazu, dass Stalin und die sowjetische Führung ab dem Herbst 1937 für den Zeitraum mindestens eines Jahres nur noch unzureichend über die Vorgänge im Ausland informiert waren.
Nach dem Ausbruch des Zweiten Japanisch-Chinesischen Krieges am 7. Juli 1937 unterzeichneten die Sowjetunion und die Republik China im August 1937 einen Nichtangriffspakt. Dies war durch den von Zhang Xueliang im Zwischenfall von Xi’an im Dezember 1936 initiierten Waffenstillstand zwischen den Kuomintang und der KPCh und der Angst Stalins vor der aggressiven Expansionspolitik Japans politisch möglich geworden. Bis zum deutsch-sowjetischen Nichtangriffspakt 1939 lieferte die Sowjetunion über eine Luftbrücke von Alma-Ata nach Lanzhou 985 Flugzeuge, 82 Panzer und 1317 Geschütze. Bis 1940 waren 3.665 Soldaten der Roten Armee unter anderem als Piloten, Bodenpersonal und bei der Luftabwehr in China im Einsatz. Die Sowjetunion unterstützte auch auf politischer Ebene China und versuchte, im Völkerbund Sanktionen gegen Japan zu bewirken. Dieses Engagement der Sowjetunion hatte in den Jahren 1938 und 1939 den militärischen Japanisch-Sowjetischen Grenzkonflikt zur Folge, in dem die durch Stalin initiierte Kampfkraftsteigerung der Roten Armee zum Sieg über die Kaiserlich Japanische Armee führte.
Im Geheimen gab Stalin jedoch seinen Plan eines Bündnisses mit dem NS-Staat nicht auf und initiierte ab Dezember 1934 über den Handelsvertreter Dawit Kandelaki am Narkomindel vorbei in den Jahren 1935 bis 1937 verschiedene Vorstöße über den NS-Wirtschaftsminister Hjalmar Schacht, um mit Hitler zu einer Einigung zu gelangen. Diese „Kandelaki-Mission“ verlief im Großen und Ganzen ergebnislos, was jedoch den Plan Stalins nicht grundlegend änderte. Erst gegen Ende des Jahres 1938 trat eine Entspannung der Beziehungen zwischen dem NS-Staat und der Sowjetunion ein, nachdem die Sowjetunion auch aufgrund des Zustandekommens des Münchner Abkommens ihre Unterstützung der Spanischen Republik eingestellt und weitere politische Vorstöße in Richtung des NS-Staats unternommen hatte. Stalin warf Großbritannien und Frankreich ihre Appeasement-Politik gegenüber dem NS-Staat und Italien vor und unterstellte, dass die faschistische Aggression gegen die Sowjetunion gelenkt werden sollte. Die Volksfrontpolitik gegen den Faschismus wurde beendet und der bisherige Narkomindel Litwinow im Mai 1939 durch Wjatscheslaw Molotow ersetzt. Die diplomatische Annäherung zum NS-Staat gipfelte in dem am 23. August 1939 in Moskau abgeschlossenen Nichtangriffspakt, dem Hitler-Stalin-Pakt. In ihm war ein Geheimabkommen enthalten, das die Interessensphären zwischen Deutschland und der Sowjetunion in Europa gegeneinander abgrenzte.
Nach dem deutschen Überfall auf Polen kam es am 17. September 1939 zur sowjetischen Besetzung Ostpolens. Später wurden die baltischen Staaten und das rumänische Bessarabien, die im Hitler-Stalin-Pakt der Sowjetunion zugesprochen worden waren, ebenfalls von der Roten Armee besetzt und der Sowjetunion einverleibt. Die neue Grenze wurde am 28. September 1939 in einem Grenz- und Freundschaftsvertrag festgeschrieben. Am 19. August 1939, am 11. Februar 1940 und am 10. Januar 1941 wurden umfangreiche Kredit- und Handelsverträge geschlossen, mit denen das Deutsche Reich Sicherheit vor den wirtschaftlichen Folgen einer erneuten Seeblockade erlangte – dies im Wunsch, erfolgreich Krieg gegen Großbritannien zu führen. Im Gegenzug erhielt die Sowjetunion die von Stalin so lange begehrten industriellen Ausrüstungen aus dem NS-Staat, darunter befanden sich 6.500 Werkzeugmaschinen und Musterwaffen.
In Finnland sah Stalin ebenso eine mögliche Gefährdung der Sicherheit des sowjetischen Staates. Er fürchtete die Nähe der finnischen Grenze zu Leningrad und Finnland als mögliche Basis für Luftangriffe fremder Mächte. Nachdem das Land nicht auf diplomatischem Wege zu Gebietsabtretungen zu bewegen gewesen war, ordnete Stalin im November 1939 ohne eine Kriegserklärung an, den Winterkrieg gegen Finnland zu beginnen. Dabei ließ er entgegen dem Kriegsplan seines Generalstabschefs Boris Schaposchnikow den Krieg zuerst mit begrenzten Kräften führen. Diese Offensive, nur mit den Truppen des Militärbezirks Leningrad, scheiterte. Ein zweiter sowjetischer Angriff, nun mit mehr Truppen und anderem Schwerpunkt, zwang Finnland im März 1940 im Frieden von Moskau zur Abtretung von Karelien und weiterer Gebiete. Danach ließ Stalin sein Kriegsziel der Besetzung des gesamten Landes und der Errichtung einer kommunistischen Marionettenregierung fallen. Das aggressive Vorgehen der Sowjetunion gegen Finnland führte noch während der Kämpfe zu ihrem Ausschluss aus dem Völkerbund und zu empörten Reaktionen im westlichen Ausland. Schlimmer war für die sowjetische Führung jedoch, dass sich die Rote Armee im Lauf der Kämpfe als nicht kampfbereit erwies, ihre Verluste betrugen mit 125.000 Soldaten ungefähr das Fünffache der Verluste der finnischen Streitkräfte. Die Ursache hierfür lag vor allem in der mit der Aufgabe überforderten Führung der Streitkräfte. Dies war eine direkte Folge der „Säuberungen“ des Offizierskorps in den vorhergehenden Jahren. Stalin machte im Mai 1940 den langjährigen Volkskommissar für Verteidigung Kliment Woroschilow für den Zustand der Roten Armee verantwortlich und ersetzte ihn durch Semjon Timoschenko. Zur gleichen Zeit feierte die deutsche Wehrmacht ihre militärischen Erfolge, die mit dem deutschen Sieg über Frankreich am 25. Juni 1940 ihren Höhepunkt fanden. Dies entsprach überhaupt nicht dem politischen Kalkül Stalins, der mit einem langen Krieg zwischen dem NS-Staat und Frankreich gerechnet hatte.
Den ab dem Beginn des Jahres 1941 immer deutlicher werdenden Geheimdienstinformationen des GRU und NKWD über den sich abzeichnenden Angriffskrieg des NS-Staats gegen die Sowjetunion schenkte Stalin bis zuletzt keinen Glauben. Das betraf sowohl diplomatische Informationswege, aus den Bereichen bestehender Wirtschaftsbeziehungen im Ausland, aus den Bereichen der eigenen Grenzsicherung, aus militärischen Führungsbereichen aber auch der eigenen In- und Auslandsnachrichtendienste bzw. deren Residenten wie Arvid Harnack, Gerhard Kegel, Harro Schulze-Boysen, Richard Sorge und Leopold Trepper. Noch am 5. Mai 1941 war Stalin fest davon überzeugt, „dass Deutschland Russland nie aus eigenem Antrieb angreifen wird.“ wie er in einer Rede vor Absolventen der Militärakademie sehr deutlich ausführte. Er drohte sogar sowjetischen Militärführern, „dass Köpfe rollen werden“, wenn sie ohne Erlaubnis Truppenbewegungen durchführen würden. Nach im Jahr 1985 veröffentlichten Ausführungen von Anastas Mikojan folgerte Stalin aus dem Verlauf der deutschen Geschichte bis 1941, dass Hitler niemals einen Zweifrontenkrieg riskieren würde.
Es existieren noch weitere mögliche Interpretationen von Stalins Verhalten. Laut dem israelischen Historiker Gabriel Gorodetsky unterstützt das Archivmaterial des Zentralarchivs des SWR und des GRU die Erinnerung des stellvertretenden Leiters der Auslandsaufklärung des NKWD Pawel Sudoplatow, dass nahezu die Hälfte der eingehenden Informationen darauf hindeuteten, das der Waffengang durch eine Beschwichtigungspolitik vermieden werden könne. So glaubte Stalin an ein Zerwürfnis innerhalb der deutschen Führung in der Frage des Angriffs. Die Wehrmacht und ein „harter Kern von Naziideologen“ sei für den Angriff gewesen, aber Hitler schien unterstützt von „mächtigen Industriellen“ eine weitere Zusammenarbeit zu befürworten. Dabei fand ein Geheimdienstbericht Stalins besondere Beachtung, in dem in einer Sitzung des deutschen Reichsamts für Wirtschaftsausbau die Meinung vertreten wurde, Deutschland könne „viel mehr gewinnen“ wenn es weiterhin Handel mit Russland treibe, anstatt sein Gebiet zu besetzen. Auch der Chef des sowjetischen Militärgeheimdienstes GRU Filipp Golikow glaubte, dass die eine Fraktion der Führung des Dritten Reiches die UdSSR für gegenwärtig militärisch und innenpolitisch schwach hielt und diese Gelegenheit für einen Überfall nutzen wollte, jedoch der anderen Fraktion das Risiko eines Angriffs zu groß sei, da die russischen Soldaten gute Verteidiger seien. Golikows im März 1941 vorgelegter Bericht bestätigte Stalin in seiner Meinung. Laut Geoffrey Roberts wollte Stalin mit einer Mobilmachung Hitler nicht zu einem Angriff provozieren. Mobilmachung bedeutete anhand der Erfahrungen der Julikrise des Ersten Weltkrieges Krieg im strategischen Denken der sowjetischen Führung. Diese These vertritt auch der irische Historiker David Holloway.

### Stalins Rolle im Deutsch-Sowjetischen Krieg
In den ersten Tagen nach dem Beginn des deutschen Überfalls auf die Sowjetunion war Stalin für niemanden ansprechbar und wurde laut Jörg Baberowski seiner selbstgewählten Position als Lenker der Sowjetunion überhaupt nicht gerecht. Anastas Mikojan schrieb in seinen Memoiren, dass Stalin nicht wusste, „was er dem Volk sagen sollte“. Stalin war immer noch überzeugt, dass die Deutschen keinen direkten Angriff wagen würden, sondern lediglich provozieren wollten. Er meinte sogar, dass sie selbst eigene Städte zum Zweck der Provokation bombardieren würden. Nach Mark Harrison wird jedoch das Bild eines fassungslosen und handlungsunfähigen Stalins zu Beginn des Krieges durch seine Aktivitäten zur Rettung der sowjetischen Industrie erheblich untergraben. Am zweiten Tag des Krieges befahl er, die Verlegung des Kirowwerks in Leningrad in den Ural zu untersuchen. Am 25. Juni 1941 befahl er, das bedeutendste sowjetische Walzwerk für Panzerstahl in Mariupol zu evakuieren und berief ein Komitee für die umfassende Verlagerung der sowjetischen Industrie ein. Die Evakuierung von 1.500 Industriebetrieben machte das militärische Überleben der Sowjetunion erst möglich und hätte keinen Sinn gehabt, wenn Stalin nicht mit einem tiefen Vorstoß und einen monate- oder jahrelangen Krieg gerechnet hätte. Auch Geoffrey Roberts widerspricht der oft erzählten Geschichte, dass Stalin vom deutschen Angriff so schockiert gewesen sein soll, dass er in eine Depression verfallen sei und nicht glauben wollte was geschah. Nach Roberts Schilderung hatte Stalin am Tag des Angriffs 20 unterschiedliche Befehle und Dekrete erlassen und hielt laut seinem Terminkalender in den folgenden Tagen zahlreiche Besprechungen mit Mitgliedern der militärischen und politischen Führung ab.
Nach einer am 28. Juni stattfindenden Sitzung des Volkskommissariats für Verteidigung fluchte Stalin: „Lenin hat unseren Staat geschaffen, und wir haben ihn verschissen.“ Diese Äußerung war das bemerkenswerte Eingeständnis seiner verhängnisvollen politischen Fehleinschätzung Hitlers. Sie zeigt, dass Stalin seine Fähigkeit zur Selbstkritik nicht komplett verloren hatte, obwohl er seit über einem Jahrzehnt keine Widerworte mehr aus den Reihen seiner Untergebenen erwarten musste. Auch wird deutlich, dass er den Ernst der Lage klar erkannt hatte. Stalin war überzeugt gewesen, den Konflikt mit Deutschland bis in das Jahr 1942 oder 1943 verschieben zu können, und hatte dem alles andere untergeordnet.
Anstelle Stalins wandte sich Außenminister Wjatscheslaw Molotow als Erster an die Bevölkerung und informierte sie über den deutschen Angriff. Ein persönliches Auftreten Stalins in den ersten Tagen der später von der sowjetischen Geschichtsschreibung in Bezugnahme auf Napoléons Russlandfeldzug als Großer Vaterländischer Krieg bezeichneten Auseinandersetzung hätte nach Lesart der Führung der WKP(B) Stalins Politik der vergangenen Jahre zu stark als irrsinnig hervorgehoben. Dies änderte aber nichts am Führungsanspruch Stalins: Durch einen gemeinsamen Beschluss des Präsidiums des Obersten Sowjets, des Rats der Volkskommissare und des Zentralkomitees der Kommunistischen Partei vom 30. Juni 1941 wurde ein Staatliches Verteidigungskomitee der UdSSR geschaffen, dessen Vorsitz Stalin übernahm und das die Kriegsanstrengungen der folgenden Jahre leitete.
Erst am 3. Juli meldete sich Stalin zu Wort und hielt eine Radioansprache, der im Gegensatz zu früheren Reden jegliches Pathos fehlte. Viel erstaunlicher war allerdings der Inhalt der Rede. Neben der Verschleierung der tatsächlichen militärischen Situation an der Front war vor allem die verwendete Sprache Stalins ein Novum. Statt wie gewohnt mit „Genossen“ redete Stalin seine Zuhörer mit den Worten an:

„Товарищи! Граждане! Братья и сестры! Бойцы нашей армии и флота! К вам обращаюсь я, друзья мои!“

„Genossen! Bürger! Brüder und Schwestern! Kämpfer unserer Armee und Flotte! An Euch wende ich mich, meine Freunde!“

Angesichts des bis dahin praktizierten Personenkultes um Stalin war diese Anrede, in der die Sowjetbürger faktisch auf Augenhöhe angesprochen wurden, sehr ungewöhnlich. In den Folgemonaten veränderte sich das Bild Stalins in der sowjetischen Propaganda völlig. Stalin trat in den Hintergrund, die wichtigste sowjetische Tageszeitung Prawda veröffentlichte nur noch alte Fotos des Diktators, Reden wurden von Stalin zunächst gar nicht mehr gehalten. Anstelle der ideologisch motivierten Propaganda trat eine patriotisch orientierte Kriegskampagne. Stalin verschwand größtenteils von Plakaten, aus Filmen usw. und wurde durch die allgegenwärtige Mutter Heimat (Rodina mat) ersetzt. Die seit der Oktoberrevolution praktizierten Verfolgungen der Russisch-Orthodoxen Kirche wurden von Stalin im Juli 1941 komplett unterbunden.
Die anfänglichen Niederlagen der Roten Armee waren auch zu einem großen Teil auf die „Säuberungen“ des bis dahin durchaus fähigen sowjetischen Offizierskorps zurückzuführen. Überforderte Kommandeure, die Fehler gemacht oder in seinen Augen versagt hatten, ließ Stalin degradieren, verhaften oder erschießen. Viele begingen Selbstmord. Der Befehlshaber der sowjetischen Heeresgruppe Westfront, Dmitri Pawlow, und drei weitere Generäle, deren Truppen in den Anfangstagen des Krieges auch aufgrund der vorhergehenden Anweisungen Stalins von der Wehrmacht überrannt worden waren, wurden nach einem Prozess, dessen Urteil Stalin vorher festgelegt hatte, am 22. Juli 1941 wegen Pflichtversäumnis erschossen. Am gleichen Tag ließ Stalin allen Kommandeuren der Roten Armee gleichrangige Politkommissare der WKP(B) zuteilen.
Der ehemalige Chef der sowjetischen Luftstreitkräfte Pawel Rytschagow wurde am 24. Juni 1941 verhaftet, weil er in einer Besprechung am 9. April 1941 die sowjetischen Flugzeuge aufgrund mangelnder Flugsicherheit als “fliegende Särge” bezeichnet hatte. Stalin hatte die sowjetischen Luftstreitkräfte nach Kräften gefördert, ihr Zustand war sein persönliches Interesse. Rytschagow wurde wegen seiner Stalins Wut erregenden Aussagen am 28. Oktober 1941 zusammen mit 20 weiteren Offizieren hingerichtet. Die Liste der für Stalins politisch-militärische Fehler im Sommer und Herbst 1941 in die Verantwortung genommenen Offiziere der Roten Armee ist lang. In den Jahren 1941 und 1942 wurden allein 15 Generäle der Roten Armee vom NKWD erschossen. Nach den Vorkommnissen der Jahre 1941 und 1942 gab es allerdings, wie der britische Historiker Geoffrey Roberts mit dem US-amerikanischen Militärhistoriker David M. Glantz übereinstimmend feststellt, eine bemerkenswerte Kontinuität in der personellen Zusammensetzung in der Führung der Roten Armee. Im Oktober 1942 wurde die Institution der Politkommissare abgeschafft und den Kommandeuren der Roten Armee wieder die alleinige Befehlsgewalt überlassen. Ab diesem Zeitpunkt bestrafte Stalin seine Kommandanten nicht und machte sie auch nicht zu Sündenböcken. Trotz gelegentlicher Schärfe war der Umgang mit den Kommandeuren höflich und respektvoll und Stalin vergaß selten ihnen viel Glück bei der Erfüllung ihrer Aufträge zu wünschen.
Der sowjetisch-russische Historiker Generaloberst Dimitri Wolkogonow urteilte in seiner im Jahr 1991 herausgegebenen Stalin-Biografie:

„Er, der die Hauptschuld an der [militärischen] Katastrophe [des Jahres 1941] trug, zeigte eine außerordentliche Härte gegenüber denen, die Opfer seiner Fehlkalkulationen wurden.“

Stalin selbst übernahm am 19. Juli das Amt des Volkskommissars für Verteidigung von Semjon Timoschenko und behielt es unter wechselnden Amtsbezeichnungen bis zum 3. März 1947. Stalin war der staatlich propagierte Antisemitismus des NS-Staats bekannt; die Ersetzung des Narkomindel Litwinow durch Molotow war auch wegen Litwinows jüdischer Herkunft erfolgt. Nach dem deutschen Überfall unterließ Stalin es, die jüdische Bevölkerung der Sowjetunion vor der drohenden besonderen Gefahr zu warnen und ihre Evakuierung zu beschleunigen.

#### Stalin als militärischer Führer im Deutsch-Sowjetischen Krieg

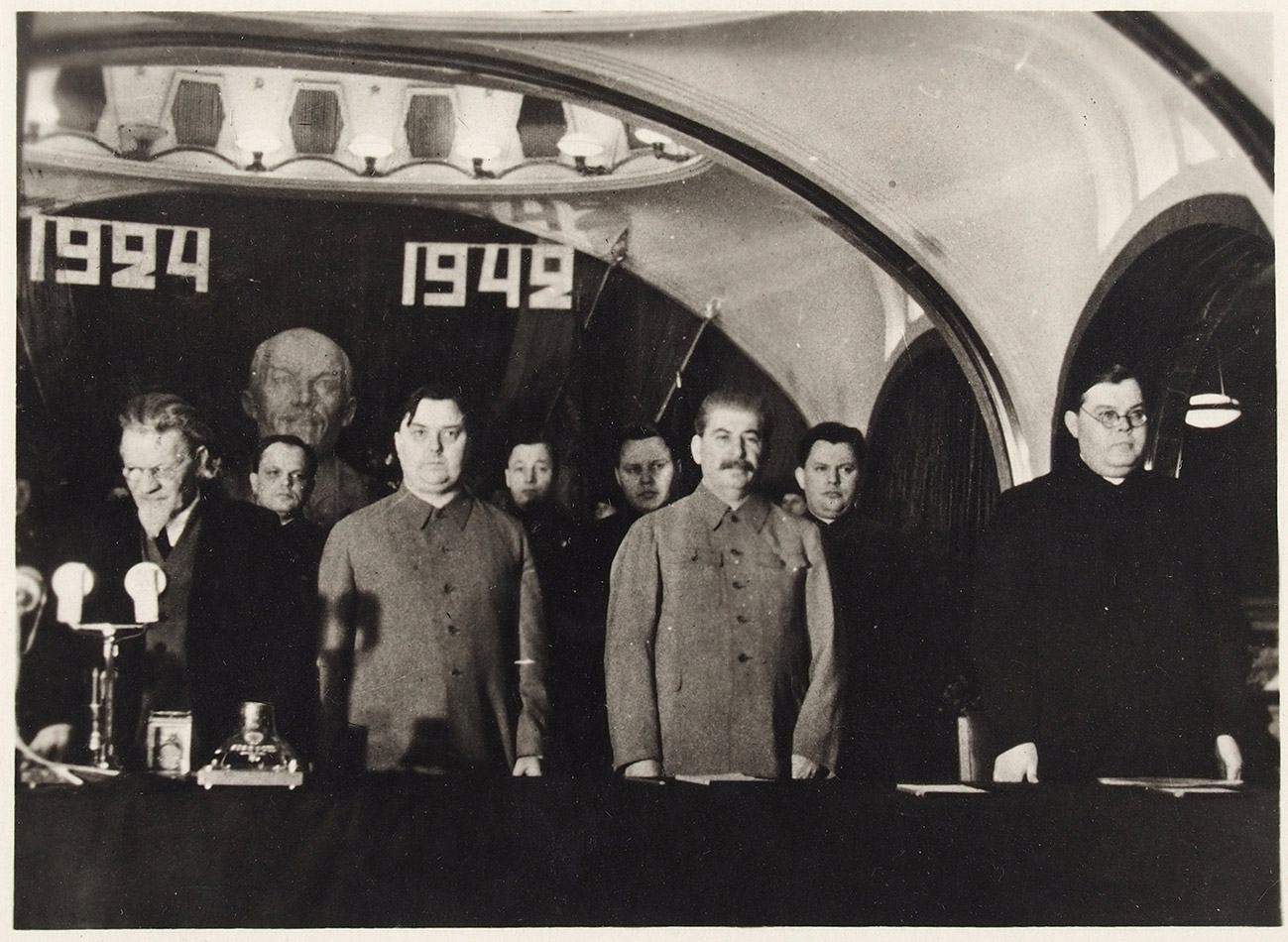
(v.l.n.r) Michail Kalinin, Georgi Malenkow, Josef Stalin und weitere Personen bei der Gedenkfeier zum 18. Todestag Wladimir Lenins in der Moskauer Metrostation Majakowskaja. (21. Januar 1942)

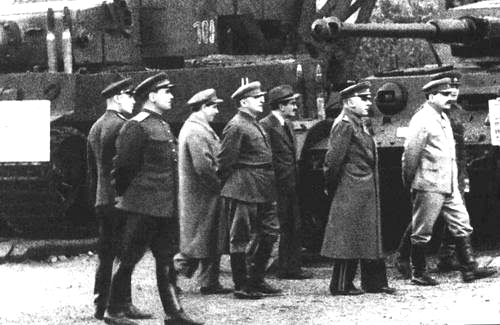
(Von rechts nach links) Stalin, Woroschilow, Mikojan, Berija und weitere Personen bei der Besichtigung erbeuteter deutscher Militärtechnik (Gorkipark Moskau, 22. Juni 1943)

Zu Beginn des Großen Vaterländischen Krieges kam es immer wieder zu fatalen militärischen Fehleinschätzungen durch Stalin. Er erteilte sinnlose Durchhaltebefehle und untersagte seinen Generälen beispielsweise den Rückzug aus Kiew. Dies hatte im August und September 1941 die desaströse Niederlage in der Schlacht um Kiew zur Folge, die zum Verlust von über 700.000 Soldaten der Roten Armee führte. Nach dem Schock der ersten Kriegswochen hatte sich Stalin auf die neue Situation eingestellt und veranlasste die Aktivierung aller greifbaren Ressourcen für die Kriegsanstrengungen. Als die deutsche Wehrmacht Mitte Oktober ihre Offensive in Richtung Moskau nach der Doppelschlacht bei Wjasma und Brjansk fortsetzte, blieben Stalin und Molotow in der Stadt, um in der aufkommenden Panik zu zeigen, dass sie den Krieg nicht verloren gaben. Am 7. November 1941 nahm Stalin in der Moskauer U-Bahn-Station Majakowskaja eine Parade einer unmittelbar danach an die Front gehenden Einheit der Roten Armee ab.
Da weder Hitler noch Stalin sich an das Kriegsvölkerrecht gebunden fühlten, wurde der Konflikt in den Worten des deutschen Historikers Baberowski zu einer „Gewaltorgie apokalyptischen Ausmaßes“. Im ersten Kriegsjahr übte Stalin beispielsweise über den Politkommissar Lew Mechlis maximalen Druck auf die Führung der Roten Armee aus. Mechlis verbot im April 1942 den sowjetischen Truppen auf der Halbinsel Kertsch die Anlage von Verteidigungsstellungen um den Offensivgeist der Soldaten aufrechtzuerhalten. Im Ergebnis verlor die Rote Armee bis zum Juli 1942 die Halbinsel Krim komplett. Der von Stalin initiierte Terror führte zum Einsatz von Menschenwellen gegen die angreifenden Deutschen, die dadurch entstehenden exorbitant hohen Verluste der Roten Armee interessierten weder die Generäle der Roten Armee noch etwa Stalin. (→Schlacht am Wolchow, →Schlacht von Rschew) Institutionalisiert wurde dieses Vorgehen am 16. August 1941 und am 28. Juli 1942 durch Stalins berüchtigte Befehle Nr. 270 (“Feiglinge und Deserteure müssen vernichtet werden”) und Nr. 227 (“Keinen Schritt zurück”). Als Stalin im September 1941 mitgeteilt wurde, dass die deutschen Angreifer in der Anfangsphase der Leningrader Blockade Zivilisten als menschliche Schutzschilde benutzten, reagierte er wie folgt:

„Mein Rat: keine Sentimentalität, sondern dem Feind und seinen freiwilligen und unfreiwilligen Helfern in die Fresse schlagen. Der Krieg ist unerbittlich und er bringt in erster Linie denjenigen die Niederlage, die Schwäche zeigen und Unentschlossenheit zulassen. [...]“

In der Anfangsphase der Schlacht von Stalingrad wurde die Bevölkerung daran gehindert, die mit Flüchtlingen überfüllte Stadt zu verlassen, da Stalin der Meinung war, dass deren Verbleiben die Moral der kämpfenden Soldaten steigern würde.
Der sowjetische Sieg bei Stalingrad wurde von Stalin als welthistorischer Moment inszeniert. Nach den Niederlagen des ersten Kriegsjahrs lernte Stalin allmählich, militärisch-strategische Entscheidungen seinen Generälen zu überlassen, ohne dabei auf sein Vetorecht zu verzichten. Laut Geoffrey Roberts ist dieses auf den Erinnerungen Schukows und Wassilewskis beruhende Bild nur teilweise wahr. Tatsächlich habe Stalin immer auf seine Generäle gehört und oft den Rat des Oberkommandos angenommen. Stalin und die Kommandeure befanden sich in einer steilen Lernkurve, und als die Ratschläge der Generäle besser wurden, war Stalin zunehmend geneigt, sie auch zu befolgen. Stalins Lehrmeister in Fragen der Militärstrategie war Boris Schaposchnikow. Er unterhielt zu ihm ein besonderes Vertrauensverhältnis, nannte ihn lediglich beim Vor- und Vatersnamen und sprach mit ihm, ohne jemals die Stimme zu erheben, auch wenn er mit Schaposchnikows Meinung nicht einverstanden war. Im Laufe des Krieges erkannte Stalin, dass er von den Leistungen der ihm untergebenen Armeegeneräle abhängig war und gab ihnen in militärischen Belangen zunehmend freiere Hand. Geoffrey Roberts findet es bemerkenswert, wie Stalin innerhalb der Strukturen, die von Loyalität und Disziplin geprägt waren, Kreativität und Talent förderte. Zunehmend wurden die Offiziere ermutigt, Risiken einzugehen und Entscheidungen auf eigenverantwortlicher Grundlage zu treffen.
Auch wurden Führungsfehler von Stalin nicht mehr sofort bestraft. Ein Beispiel hierfür ist der Generalleutnant der Panzertruppen Pawel Rotmistrow, dessen 5. Gardepanzerarmee während der Schlacht bei Kursk aufgrund eines im Angriffsplan übersehenen Panzerabwehrgrabens am 12. Juli 1943 etwa 400 Panzer verlor, ohne nennenswerte Verluste auf deutscher Seite verursacht zu haben. Obwohl Stalin außer sich war und Rotmistrow vor ein Kriegsgericht stellen wollte, unterblieb dies, da der Fehler aufgrund zu hohen Zeitdrucks auf Rotmistrow vom sowjetischen Generalstab selbst verursacht worden war.
In der Planungsphase der sowjetischen Sommeroffensive des Jahres 1944 setzte der Armeegeneral Rokossowski seine Vorstellungen gegenüber Stalin durch und erwirkte eine Änderung der Planungen. Stalin beließ es dabei, seine Zustimmung zu den geänderten Plänen zu erteilen und die Offensive nach dem georgisch-russischen General Pjotr Iwanowitsch Bagration zu benennen.
Nach dem sowjetischen Sieg in der Schlacht bei Kursk beschloss Stalin ein einziges Mal während des gesamten Krieges, die Front aufzusuchen. Mit einem getarnten Zug fuhr er am 2. August 1943 zur Kalininer Front, 170 km nordwestlich von Moskau. Da er weder mit Offizieren noch mit Soldaten sprach, „kann man nur annehmen, dass der einzige Zweck dieser Fahrt darin bestand, sich gegenüber Churchill und Roosevelt damit zu rühmen.“
Während der Sommeroffensive von 1944 gelangte die Rote Armee bis Ende des Jahres an die Grenzen des NS-Staats. Wenige Monate später war mit der Schlacht um Berlin die Herrschaft des Nationalsozialismus beendet.
Während des Krieges las Stalin Bücher über Krieg und Strategie. In seiner Bibliothek besaß er die Arbeiten der führenden deutschen, französischen, russischen und sowjetischen Militärstrategen. Besonders interessierten ihn Bücher über die russischen Generäle Alexander Wassiljewitsch Suworow und Michail Illarionowitsch Kutusow.
Die Urteile der Historiker über Stalins militärische Fähigkeiten gehen stark auseinander. Für den sowjetisch-russischen Historiker und Militär Dmitri Wolkogonow war Stalin nicht der „geniale Militärführer“, wie ihn die sowjetische Propaganda darstellte. Er habe keine professionellen militärischen Kenntnisse gehabt, nie über „prognostische Fähigkeiten“ verfügt und die „Komplexität militärischer Operationen“ nicht begriffen. Für den Historiker Evan Mawdsley war Stalin „weder ein militärisches Genie noch ein stümperhafter Dilettant“; er sei aber zweifellos ein „großer Kriegsherr“ und dazu noch ein siegreicher gewesen. In einer Studie für die RAND Corporation kommt Raymond L. Garthoff zum Schluss, dass Stalins „allgemeine strategische Fähigkeiten“ „außer Diskussion“ stehen. Er nahm mit „einer unbestrittenen Autorität“ an der militärischen Planung in „beträchtlichen Maße teil“, entschied laut Garthoff aber niemals gegen den Rat seiner militärischen Berater. Der französische General Guillaume, der vom Juli 1945 bis Oktober 1947 Militärattaché in der Französischen Botschaft in Moskau war, sah einen drastischen Kontrast zwischen den „maßvollen“ Worten Stalins und dem „heiseren Gebrüll“, mit dem Hitler seine Armeen antreiben wollte. Für ihn setzte Stalin den maßlosen Plänen Hitlers die kühle Vernunft des Dialektischen Materialismus gegenüber.

#### Stalin und die Entwicklung der sowjetischen Atombombe bis zum August 1945
Im März 1942 wurde die Erkenntnis der Möglichkeit zur Konstruktion einer auf Kernspaltungsprozessen basierenden Waffe erstmals durch NKWD-Chef Lawrenti Beria an Stalin herangetragen, nachdem das NKWD durch Auslandsspionage im Oktober 1941 den Stand des britischen Atombombenprojekts und insbesondere den Bericht der MAUD-Kommission erhalten hatte. Einen Monat später schrieb unabhängig davon der sowjetische Kernphysiker Fljorow einen verzweifelten Brief an Stalin, um in dessen Beisein die Möglichkeit eines Kernwaffenprojekts zusammen mit weiteren sowjetischen Kernphysikern zu erörtern. Obwohl der genaue Prozess von Stalins Entscheidungsfindung zum Start des sowjetischen Atombombenprojekts heute nicht mehr nachvollzogen werden kann, führten diese beiden Benachrichtigungen dazu, dass sich Stalin im Juli oder August 1942 dazu entschloss, dieses Projekt zu beginnen. Er beauftragte Molotow mit der Organisation der Details, der wiederum dem Kernphysiker Igor Kurtschatow Ende 1942 die wissenschaftliche Leitung des immer noch vergleichsweise kleinen Projekts übertrug. Durch die für ihn positive Wendung der militärischen Lage ab Ende 1942 sah Stalin das Atombombenprojekt nicht als kriegsentscheidend im Kampf mit dem Dritten Reich an. Dies änderte sich nicht bis zum Frühjahr 1945, als erneut durch Auslandsspionage Informationen über den aktuellen Stand des Manhattan-Projekts und insbesondere über die vermutete Zerstörungskraft einer Kernwaffe an die sowjetische Führung herangetragen wurden. Bis zum Trinity-Test und seiner kurz darauf erfolgenden Benachrichtigung darüber durch den US-Präsidenten Truman während der Potsdamer Konferenz Ende Juli 1945 war nach Einschätzung des irischen Historikers David Holloway weder Stalin noch der restlichen sowjetischen Führung die politisch-militärische Rolle, die Kernwaffen in Zukunft spielen würden, tatsächlich bewusst. Als er in Churchills Beisein von Truman über die US-amerikanische Bombe informiert wurde, reagierte Stalin so unbeeindruckt, dass die beiden vermuteten, dass er nicht verstanden hätte, dass es sich um die Atombombe handelte. Noch in Potsdam telefonierte Stalin sofort mit Kurtschatow und befahl ihm, die Arbeiten an der sowjetischen Atombombe zu beschleunigen. Die Atombombenabwürfe auf Hiroshima und Nagasaki Anfang August 1945 zeigten der sowjetischen Führung und der Weltöffentlichkeit endgültig die Zerstörungskraft der neuen Waffe.

#### Innersowjetische ethnische Deportationen während des Zweiten Weltkrieges

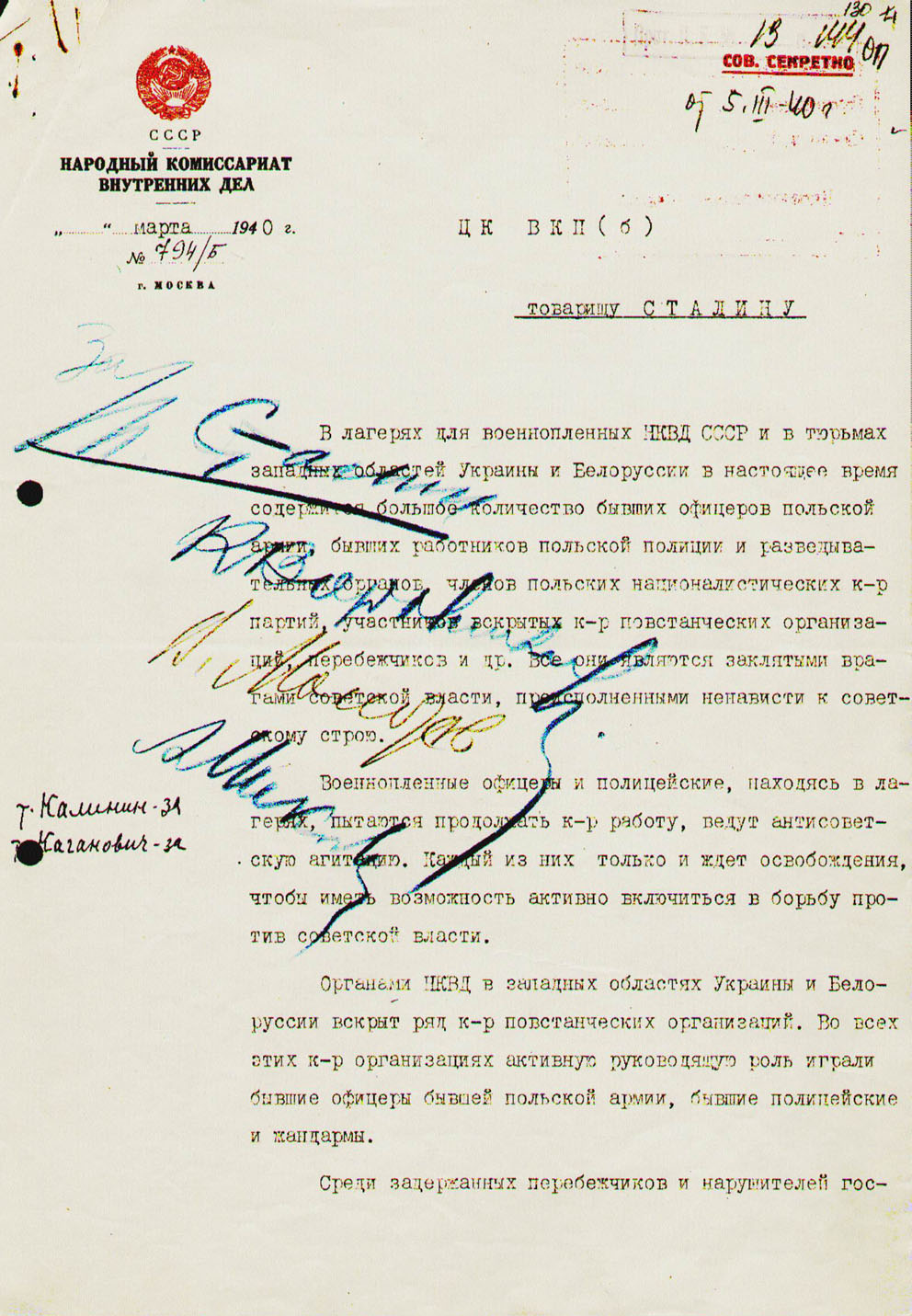
Befürwortung Stalins zur Durchführung des Massakers von Katyn (5. März 1940)

Bereits während des Großen Terrors der 1930er Jahre fand ab dem Sommer 1937 mit den „nationalen Massenoperationen“ ein Übergang zum gezielten Terror gegen einzelne Volksgruppen der Sowjetunion statt, die von Stalin verdächtigt wurden, mit den Deutschen oder anderen Feinden der Sowjetherrschaft zu paktieren.
Während der sowjetischen Besetzung des Baltikums, Ostpolens, der Westukraine, Bessarabiens und der Nordbukowina wurde diese Praxis in der Form willkürlicher Verhaftungen und Deportationen gegen die neu in die Sowjetunion hinzugekommene Bevölkerung dieser Gebiete angewandt. Im Falle Polens und der baltischen Staaten kam die gezielte Vernichtung der Eliten dieser besetzten Gebiete hinzu. Das von Stalin angeordnete Massaker von Katyn mit 22.000 bis 25.000 Opfern ist hierfür das bekannteste und am besten dokumentierte Beispiel.
Nach dem deutschen Überfall auf die Sowjetunion richtete sich diese Form des Terrors gegen andere nunmehr als feindlich wahrgenommene Bevölkerungsgruppen im sowjetischen Machtbereich. Ab August 1941 erfolgte etwa die Deportation der Russlanddeutschen nach Kasachstan. Weitere bekannte Beispiele für ethnische Deportationen innerhalb des Territoriums der Sowjetunion stellen die im Jahr 1944 erfolgten Deportationen der Tschetschenen und der Krimtataren nach Zentralasien dar. Insgesamt veranlasste Stalin laut dem russischen Historiker Pavel Polian im Zeitraum vom 1. September 1939 bis zum 9. Mai 1945 die Durchführung von insgesamt 17 Kampagnen ethnischer Zwangsdeportationen innerhalb der Sowjetunion. Die Mehrheit dieser Kampagnen fand in den Jahren 1940 und 1944 statt.
Der von Stalin beabsichtigte Zweck all dieser Migrationen war die Auslöschung der ethnischen Identität der betreffenden Bevölkerungsgruppen inklusive ihrer traditionellen Lebensweisen, sozialen Strukturen und kulturellen Einrichtungen und die Assimilation ihrer Mitglieder in die die Sowjetunion beherrschende großrussische Bevölkerungsmehrheit. Aus diesem Grund wurden Millionen von Menschen unter dem Vorwand sie seien potenzielle oder tatsächliche Kollaborateure deportiert, wobei viele der Betroffenen wie bereits die Sondersiedler der frühen 1930er Jahre aufgrund unzureichender Versorgung einen grausamen Tod starben.

#### Beziehungen zu den westlichen Alliierten während des Krieges

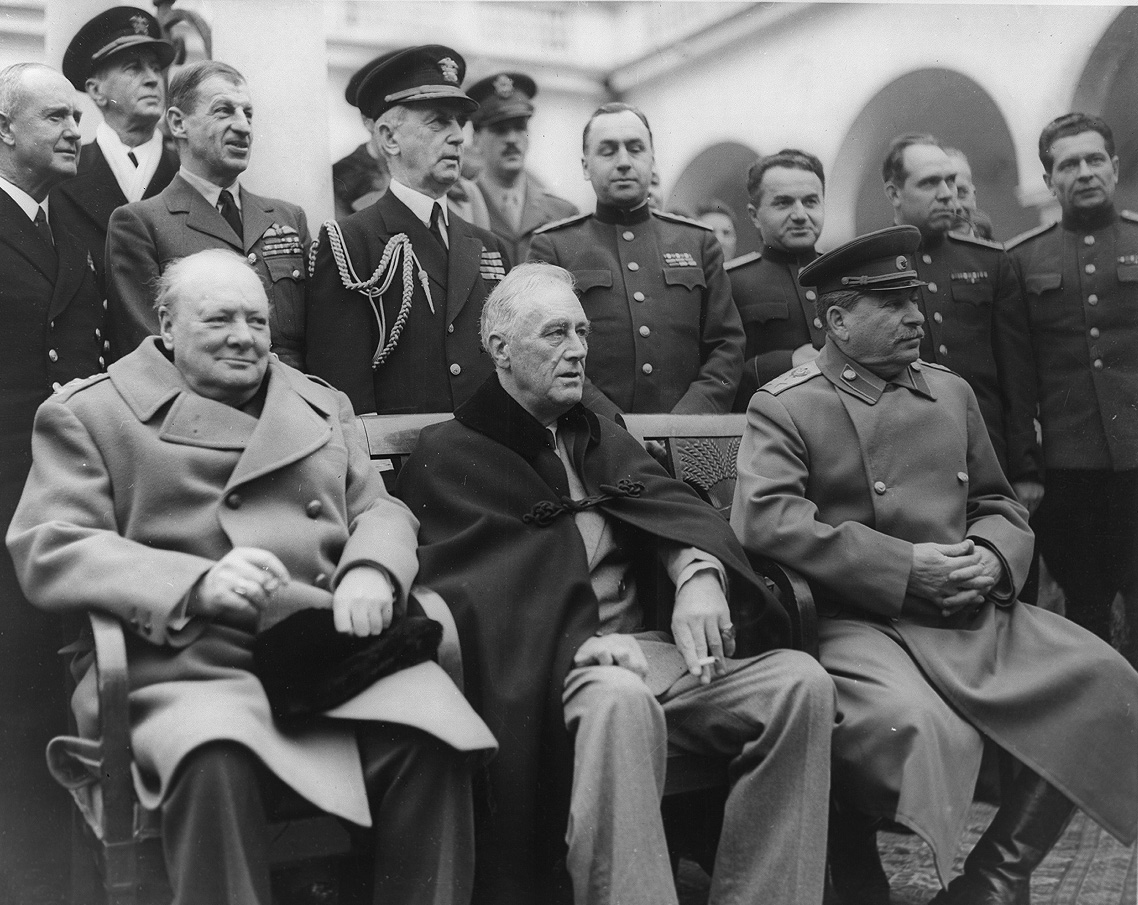
Stalin mit Roosevelt und Churchill (vorne sitzend, von rechts), während der Konferenz von Jalta 1945

Der von Adolf Hitler angeordnete deutsche Überfall machte die bis dahin verfeindeten Staaten Großbritannien und die Sowjetunion schlagartig und zwangsläufig zu Verbündeten. Dies war aufgrund der Vorgeschichte der politischen Beziehungen beider Länder überhaupt nicht selbstverständlich. Die Initiative ging hierbei zunächst vom britischen Premierminister Winston Churchill aus, der sich in einer Rundfunkansprache am 22. Juni 1941 sofort persönlich an die Bevölkerung der Sowjetunion und am 7. Juli 1941 in einem persönlichen Brief an Stalin wandte. Stalin reagierte erst am 18. Juli 1941 mit einem Brief auf die Nachrichten Churchills, in dem er die schwierige Lage der Roten Armee zugab und sogleich die unverzügliche Schaffung einer zweiten Front in Nordfrankreich oder in Norwegen mit sowjetischer Beteiligung forderte.
Stalin erwies sich in der Folgezeit für Churchill und den bald ebenfalls involvierten US-Präsidenten Franklin D. Roosevelt als schwieriger, ständig fordernder Verhandlungspartner. Obwohl er mehrfach auf die technisch-militärischen Hinderungsgründe hingewiesen wurde, wiederholte Stalin seine Forderung nach einer Zweiten Front bis zur Konferenz von Teheran. Churchill beklagte sich später in seiner Darstellung des Zweiten Weltkrieges, dass trotz großer Zugeständnisse seitens der Alliierten „selten ein freundliches Wort“ und „viele Zurückweisungen“ aus Moskau eintrafen. In einem Schreiben vom 4. September 1941 forderte Stalin von Churchill die monatliche Lieferung von 400 Flugzeugen und 500 Panzern über Murmansk und den nunmehr in der Entstehung begriffenen, aber noch nicht ausgebauten Persischen Korridor. Am 11. September 1941 schlug Stalin Churchill die Anlandung von 25 bis 30 Divisionen in Murmansk zur Unterstützung der Roten Armee vor, was vom britischen Premierminister als realitätsfremd abgelehnt wurde. Neben diesen Dingen führte das Beharren Stalins auf den Grenzen der Sowjetunion von 1941 und seine Unnachgiebigkeit bezüglich Polens und Finnlands zu Spannungen. Trotz dieses Auftretens sicherte Stalin der Sowjetunion umfangreiche Lieferungen an Nahrungsmitteln, Rohstoffen und Kriegsmaterial durch die westlichen Alliierten, die mit fortschreitendem Kriegsverlauf und den zunehmenden militärischen Erfolgen der Roten Armee nach dem Ende der Schlacht von Stalingrad fest mit einem Sieg der Sowjetunion zu rechnen begannen. Auch die Veröffentlichung der Vorgänge des Massakers von Katyn durch das selbst durch ungeheuerliche Kriegsverbrechen belastete NS-Regime im April 1943 konnte die Anti-Hitler-Koalition nicht schwächen. Mit Verweis auf die ungeheuren Opfer der Roten Armee gelang es Stalin, sein ursprüngliches Eingeständnis der Schwäche der Sowjetunion in wertvolle Verhandlungsmasse umzuwandeln. Die zum größten Teil aus US-amerikanischer Produktion stammenden Lieferungen der Alliierten ermöglichten den Wiederaufbau der angeschlagenen sowjetischen Rüstungsindustrie.
Stalin setzte im Oktober 1943 mit Verweis auf seine Verpflichtungen als Oberbefehlshaber der Roten Armee gegen den Widerstand Roosevelts und Churchills die sowjetische Botschaft in der iranischen Hauptstadt Teheran als Hauptversammlungsort der ersten Dreierkonferenz durch. Auch die beiden folgenden Konferenzen von Jalta und Potsdam fanden ausschließlich auf von der Sowjetunion kontrolliertem Gebiet statt. Auf der Konferenz von Teheran im November 1943 und der Konferenz von Jalta im Februar 1945 legten die drei Anführer der Siegermächte die Grenzen Europas nach der Niederlage des nationalsozialistischen Deutschlands fest. Es gelang Stalin, fast alle territorialen Fragen in Osteuropa zu seinen Gunsten durchzusetzen. Dies bedeutete erneut eine ungeheure ethnische Umordnung Osteuropas, die dazu führte, dass nach den von NS-Deutschland verursachten ethnischen Säuberungen und Vertreibungen (→Holocaust,→Deutsche Besetzung Polens 1939–1945,→Kampfgruppe von Gottberg) wieder Millionen Menschen ihre Heimat zwangsweise verlassen mussten. (→Zwangsumsiedlung von Polen aus den ehemaligen polnischen Ostgebieten 1944–1946, →Flucht und Vertreibung Deutscher aus Mittel- und Osteuropa 1945–1950)
Die Tatsache, dass Nationen zum Gegenstand der Verhandlungen mit den westlichen Alliierten wurden, führte zu einer Mäßigung Stalins in Bezug auf die von ihm durchgeführten politisch-militärischen Maßnahmen gegenüber diesen. Aufgrund der Verhandlungen mit Churchill war Stalin bereit, ein unabhängiges Polen nach dem Ende des Krieges zu akzeptieren. Ebenso akzeptierte Stalin die Unabhängigkeit Finnlands, bestand jedoch auf Reparationen. Die schroffe Ablehnung Churchills zu Stalins in Teheran vorgebrachtem Vorschlag nach dem Ende des Deutsch-Sowjetischen Krieges 50.000 deutsche Offiziere pauschal hinrichten zu lassen, brachte ihn dazu, diese Idee zu verwerfen. Bis zum Ende des Krieges wurde von sowjetischen Behörden der eigentlich gegen sowjetische Kollaborateure gerichtete Ukas 43 vom 19. April 1943 zur Ahndung deutscher Kriegsverbrechen angewandt.
Ein Entgegenkommen Stalins gegenüber den westlichen Alliierten stellte die Auflösung der Komintern zum 10. Juni 1943 dar. Stalin erklärte in einem Interview mit der britischen Agentur Reuters am 28. Mai 1943, dass mit der Auflösung vor aller Welt zwei Momente unterstrichen werden sollten: dass Moskau sich nicht „in das Leben anderer Staaten“ einmische und dass die kommunistischen Parteien „im Interesse ihres eigenen Volkes“ und nicht „auf Befehl von außen“ handelten.

### Nachkriegszeit
Mit dem Ende des Zweiten Weltkrieges in Europa hatte Stalin den Höhepunkt seiner Macht erreicht. Am 24. Juni 1945 nahm Stalin auf der Tribüne des Lenin-Mausoleums die Siegesparade ab, die von Marschall Schukow angeführt wurde. Schukow hielt auch anschließend von der Tribüne des Leninmausoleums herab die Siegesrede. Stalin ließ Schukow den Vortritt, weil er selbst nicht mit den desaströsen Niederlagen der Jahre 1941 und 1942 assoziiert werden wollte.
Nach dem Sieg über das Deutsche Reich ließ sich Stalin am 27. Juni 1945 zum Generalissimus ernennen. Die Sowjetunion wurde zusammen mit den USA zu einer Supermacht, deren politische Bestrebungen globale Bedeutung hatten. Deshalb sind die Einflüsse, die Stalin in der Folgezeit auf den weiteren Verlauf der Weltgeschichte hatte, vielfältiger Natur.

#### Entwicklung in der Sowjetunion bis 1953
Am Ende des Zweiten Weltkrieges bestand die Rote Armee aus ungefähr 12 Millionen Soldaten. Die Demobilisierung dieser Streitmacht zog sich über einen Zeitraum von über zwei Jahren hin. Viele der demobilisierten Soldaten ohne abgeschlossene Schulausbildung hatten große Probleme, eine Arbeit zu finden, und waren damit praktisch arbeitslos. Diese Situation entschärfte sich erst mit dem Beginn des Schuljahrs 1946, als ehemaligen Frontsoldaten leichter Zugang zu weiterführenden Schulen gewährt wurde.
Die unter deutscher Besatzung großflächig zerstörten Städte im Westen der Sowjetunion boten kaum Wohnraum. Ende 1945 wurden in der Sowjetunion 25 Millionen Obdachlose registriert, die häufig in provisorischen Erdhütten eine vorläufige Unterkunft fanden. Die von den Deutschen nach Westen verschleppten ungefähr 4,2 Millionen ehemaliger Zwangsarbeiter und Kriegsgefangene wurden zunächst in sogenannten Filtrationslagern an der westlichen Grenze der Sowjetunion festgehalten. Von dieser Gesamtzahl wurde nur 2,5 Millionen Menschen die Rückkehr in ihre Heimatregionen erlaubt, die verbleibenden Personen mussten in abgestufter Form zwangsweise Wiederaufbauarbeit leisten oder wurden im Falle echter oder vermeintlicher Kollaboration mit den Deutschen zu Lagerhaft verurteilt.
Stalin arbeitete in der Zeit nach dem Kriegsende an einer Wiederbelebung seines Personenkults. Hierbei wurde bis 1953 das neue Narrativ verbreitet, das vor allem sein militärisches Genie zum Sieg über Nazi-Deutschland geführt habe. Schukow, dessen Ruhm in der Sowjetunion Stalin wesentlich bei der Verbreitung dieses Narratives störte, wurde aufgrund seiner übermäßigen Neigung zum Sammeln von „Trophäen“ degradiert und am 3. Juni 1946 zunächst zum Kommandeur des Militärbezirks Odessa ernannt und später in den Militärbezirk Ural versetzt.
Am 16. März 1946 verfügte Stalin die Umbenennung der Volkskommissariate der UdSSR in Ministerien. Am 3. März 1947 gab Stalin das Amt des Verteidigungsministers der UdSSR an Nikolai Bulganin ab.
Im Sommer 1946 verursachte eine Dürreperiode in den Agrarregionen der Sowjetunion einen Rückgang der Erntemenge auf 40 Millionen Tonnen Getreide, was sich später als eine der schlechtesten Erntemengen der gesamten Sowjetzeit erweisen sollte. Stalin war in der unmittelbaren Nachkriegszeit und im geostrategischen Klima des aufziehenden Kalten Kriegs darauf bedacht, auf keinen Fall internationale Schwäche zu zeigen. Deswegen setzte die Sowjetunion wie bereits im Jahr 1932 ihre Nahrungsmittelexporte auch während der Nahrungsmittelknappheit fort. Im September 1946 wurden die Lebensmittelpreise drastisch angehoben, viele Sowjetbürger verloren ihre Lebensmittelkarten für subventionierte Preise und waren gezwungen, Brot zu einem deutlich höheren Preis zu erwerben. Dies führte zu weitreichendem Unmut in der Bevölkerung, der sich jedoch nicht gegen Stalin selbst, sondern lokale Parteifunktionäre und die westlichen Alliierten als neues Feindbild richtete. Stalin setzte auch im Jahr 1946 wieder auf das Mittel von Zwangsrequirierungen und ließ 1946 insgesamt 17,5 Millionen Tonnen Getreide aus den Kolchosen schaffen. Die von Dezember 1946 bis zum Herbst 1947 andauernde Hungersnot forderte mehr als eine Million Todesopfer. Es handelte sich um die letzte große Hungersnot in Europa, die in der Sowjetunion erst durch die gute Getreideernte des Jahres 1947 beendet wurde.
In den Kriegsjahren entwickelte sich durch die Lockerung von Kontrollen eine florierende Schattenwirtschaft in der Sowjetunion, die in den Jahren 1946 bis 1947 ein derartiges Ausmaß erreichte, dass sie zu einer echten Konkurrenz zu der von Stalin favorisierten staatlich kontrollierten Wirtschaft wurde. Stalin fasste im Geheimen den Plan, mittels einer Währungsreform die in Bargeld akkumulierten Gewinne der auf eigene Rechnung produzierenden, meist aus ländlichen Regionen stammenden Privatunternehmer abzuschöpfen und somit die staatliche Kommandowirtschaft wieder zu stärken. Mit der gleichzeitig stattfindenden Abschaffung der Rationierung von Lebensmitteln im Dezember 1947 wurde auch die Währungsreform in aller Eile umgesetzt. Alle in der Sowjetunion umlaufenden alten Banknoten wurden zum Kurs von zehn zu eins gegen einen neuen Rubel ausgetauscht. Gleichzeitig blieben die staatlichen Preise auf dem gleichen Niveau wie vor der Währungsreform, sodass die vorher vor allem von Bauern akkumulierten Barvermögen über Nacht entwertet wurden. Aus Stalins Sicht wurde die Währungsreform deswegen zu einem Erfolg.

#### Außenpolitik Stalins ab 1945

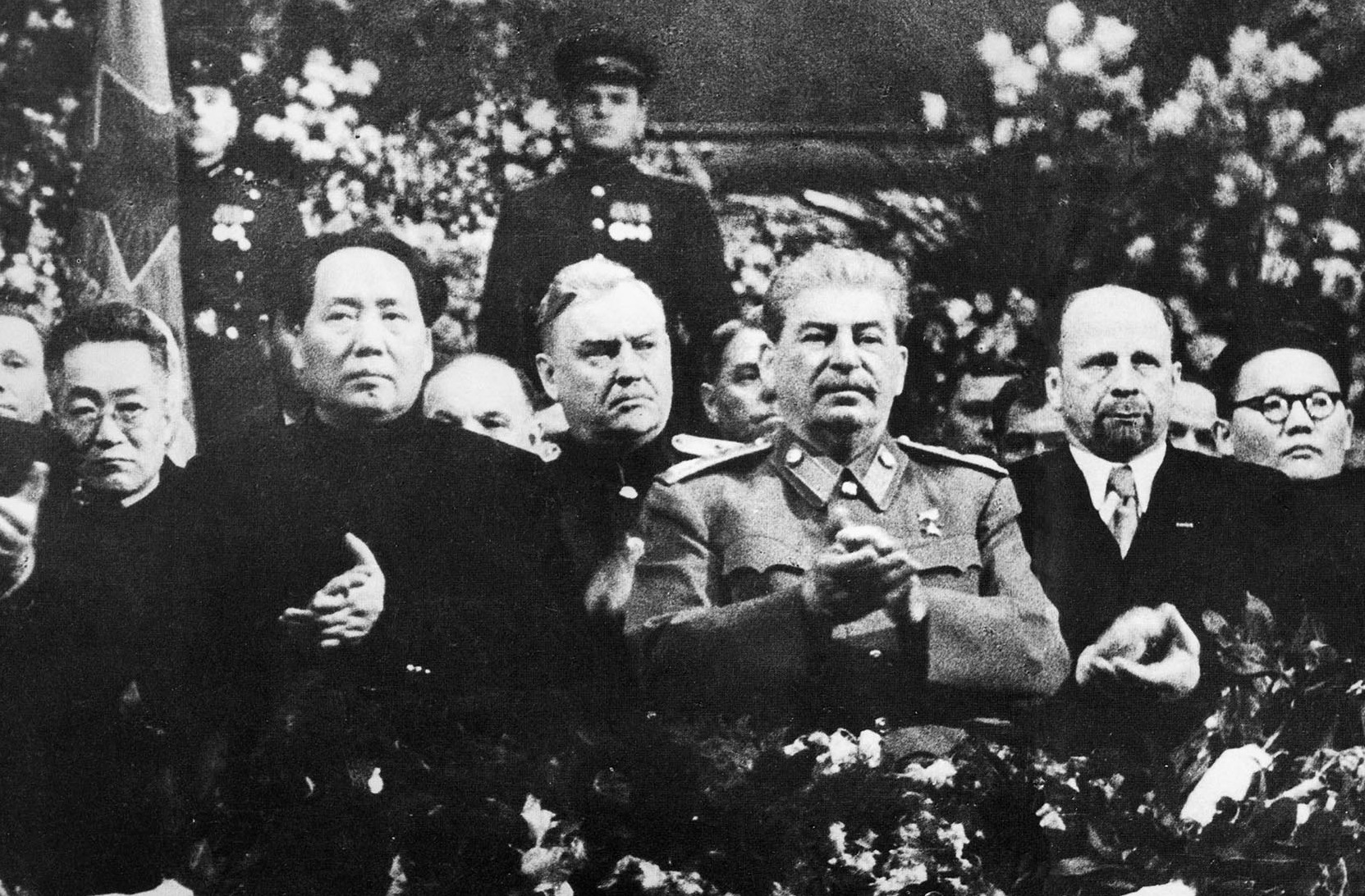
Mao Zedong, Nikolai Bulganin, Stalin, Walter Ulbricht und Jumdschaagiin Tsedenbal während Stalins 71. Geburtstagsfeier (Moskau, 21. Dezember 1949)

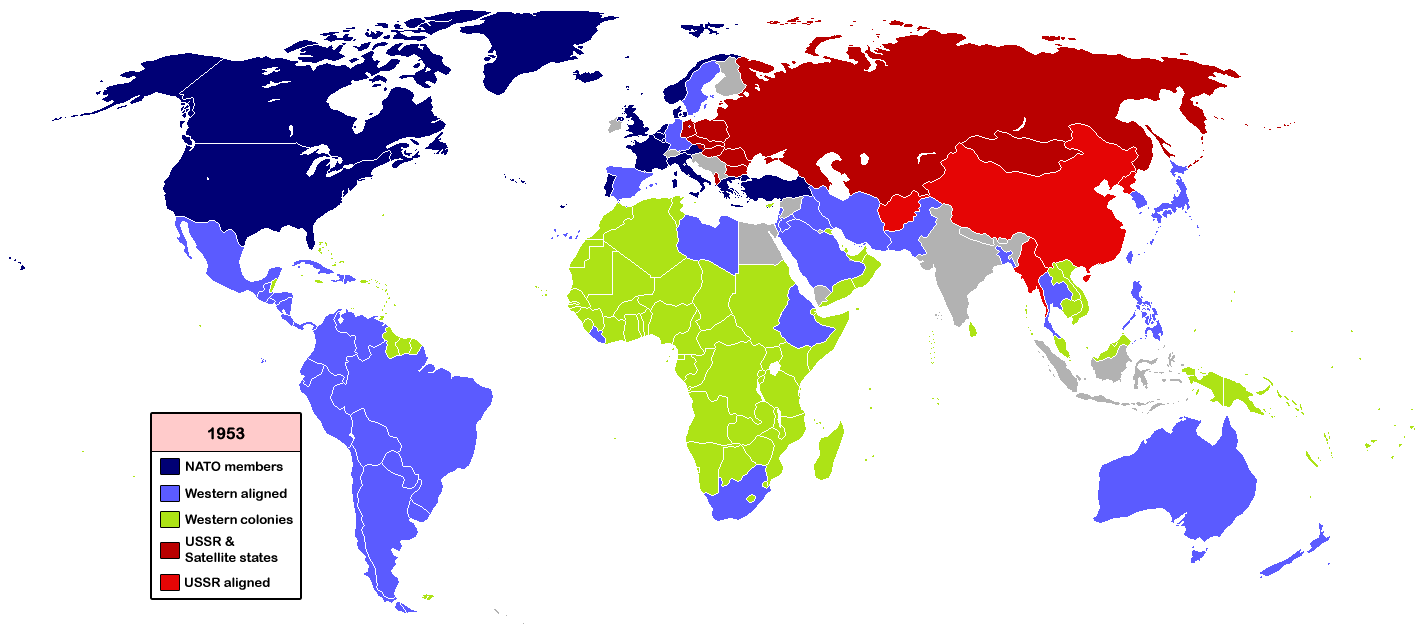
Die globalen Macht- und Einflussbereiche im Jahr 1953. Der Einflussbereich der Sowjetunion ist in Rottönen hervorgehoben.

In den Verhandlungen mit den westlichen Alliierten (Konferenzen von Jalta und Potsdam) erreichte Stalin Zugeständnisse, die den Machtantritt kommunistischer Parteien in mittel- und osteuropäischen Ländern begünstigten und so die Einflusssphäre der UdSSR weiter ausdehnten. Die von Stalin betriebene Außenpolitik führte zu einem scharfen Gegensatz zu der von den USA geführten westlichen Welt, der Kalte Krieg begann. Der Historiker Wilfried Loth vertritt die These, dass diese Politik Ausdruck eines legitimen sowjetischen Sicherheitsinteresses gewesen sei. Dem widerspricht Hermann Graml, der Stalins Außenpolitik eher als ideologisch aufgeladene Version des traditionellen zaristischen Imperialismus deutet: Beide beschränkten die Objekte des jeweiligen Expansionsstrebens auf Europa und den Fernen Osten.
Die Sowjetunion war eine der ersten Nationen, die 1948 dem neu gegründeten Staat Israel diplomatische Anerkennung gewährten, in der Hoffnung, einen Verbündeten im Nahen Osten zu gewinnen. Als die israelische Botschafterin Golda Meir in der UdSSR ankam, war Stalin jedoch verärgert über die jüdischen Menschenmengen, die sich versammelten, um sie zu begrüßen. Er war außerdem verärgert über das wachsende Bündnis Israels mit den USA. Nachdem sich Stalin mit Israel zerstritten hatte, startete er eine antijüdische Kampagne in der UdSSR und im Ostblock. In der UdSSR und in den von ihr beherrschten ost- und mitteleuropäischen Staaten kam es erneut zu Säuberungen. Auch Geistliche, Angehörige nichtrussischer Völker und zahlreiche vermeintliche oder tatsächliche politische Gegner (Kosmopoliten, „Westler“, Zionisten) wurden inhaftiert und mitunter gefoltert; vielen Unschuldigen wurden Spionage oder „konterrevolutionäre Tätigkeit“ vorgeworfen. Im November 1948 löste Stalin das Jüdische Antifaschistische Komitee in der UdSSR auf, und für einige ihrer Mitglieder fanden Schauprozesse statt. Im März 1949 wurde der Vorsitzende der Staatlichen Plankommission Gosplan Nikolai Wosnessenski aus dem Politbüro ausgeschlossen, im Oktober 1950 wurde er hingerichtet. Die sowjetische Presse beteiligte sich an schmähenden Angriffen auf den Zionismus, die jüdische Kultur und den „wurzellosen Kosmopolitismus“, wobei in der gesamten sowjetischen Gesellschaft zunehmend Antisemitismus zum Vorschein kam. Stalins zunehmende Toleranz gegenüber dem Antisemitismus könnte auf seinen zunehmenden russischen Nationalismus zurückzuführen sein oder auf die Erkenntnis, dass sich der Antisemitismus für Hitler als nützliches Mobilisierungsinstrument erwiesen hatte und dass auch er dies für sich nutzen konnte; Laut Historikern hatte Stalin das jüdische Volk möglicherweise als „konterrevolutionäre“ Nation betrachtet, da diese den USA gegenüber Loyalität zeigte. Es gab Gerüchte, die jedoch nie bestätigt wurden, dass Stalin plante, alle sowjetischen Juden in die Jüdische Autonome Oblast nach Ostsibirien zu deportieren. Im Zuge der Leningrader Affäre verloren circa 2000 Funktionäre der KPdSU ihre Posten. Einige der führenden Leningrader Kommunisten wurden zum Tode verurteilt. Rund 200 weitere wurden in Gulag-Lagern inhaftiert. Die Ausschaltung unabhängiger Sozialisten bzw. Kommunisten durch Schauprozesse in den von der UdSSR dominierten Ländern Osteuropas führte dort zur Alleinherrschaft stalinistischer Kräfte. 1948 kam es zum Bruch mit Marschall Tito, dem Anführer der Titopartisanen gegen die deutsche und italienische Besatzung im Zweiten Weltkrieg, der die Föderative Volksrepublik Jugoslawien als einen von der Sowjetunion unabhängigen sozialistischen Staat etabliert hatte.
Im Oktober 1949 übernahm der chinesische kommunistische Führer Mao Zedong die Macht in China. Ab dem Zeitpunkt kontrollierten marxistische Regierungen ein Drittel der Landmasse der Welt. Stalin erklärte hinter verschlossenen Türen, dass er die chinesischen Kommunisten und ihre Fähigkeit, den chinesischen Bürgerkrieg zu gewinnen, unterschätzt und sie stattdessen dazu ermutigt hatte, einen weiteren Frieden mit der Kuomintang zu schließen. Im Dezember 1949 besuchte Mao Stalin. Zunächst weigerte sich Stalin, den chinesisch-sowjetischen Vertrag von 1945 aufzuheben, der der Sowjetunion gegenüber China erhebliche Vorteile verschafft hatte. Im Januar 1950 stimmte Stalin jedoch schließlich der Unterzeichnung eines neuen Vertrags zwischen den beiden Ländern zu. Stalin befürchtete, dass Mao Titos Beispiel folgen und einen vom sowjetischen Einfluss unabhängigen Kurs verfolgen könnte, und machte deutlich, dass er, sollten sich seine Befürchtungen bestätigen, seine Unterstützung für China beenden würde; die 1949 errichtete Volksrepublik China brauchte die Hilfe der Sowjetunion nach Jahrzehnten des Bürgerkriegs dringend. Durch den Abschluss dieses Vertrages erreichte der im Westen als Ostblock bezeichnete Verbund sozialistischer Staaten seine ungefähre geografische Ausdehnung.
Am Ende des Zweiten Weltkriegs teilten die Sowjetunion und die Vereinigten Staaten die koreanische Halbinsel, die bis zum September 1945 unter dem Namen Chōsen japanischer Kolonialbesitz war, entlang des 38. Breitengrades auf und bildeten eine kommunistische Regierung im Norden und eine prowestliche, antikommunistische Regierung im Süden. Der nordkoreanische Führer Kim Il-sung besuchte Stalin im März 1949 und erneut im März 1950; er wollte in Südkorea einmarschieren, und obwohl Stalin zunächst zögerte, Unterstützung zu leisten, stimmte er schließlich im Mai 1950 zu. Die nordkoreanische Armee begann den Koreakrieg, indem sie im Juni 1950 in Südkorea einmarschierte, schnelle Erfolge erzielte und Seoul eroberte. Sowohl Stalin als auch Mao glaubten, dass ein Sieg sicher war. Die USA beriefen den UN-Sicherheitsrat ein – den die Sowjets boykottierten, weil dieser sich weigerte, Maos Regierung anzuerkennen – und sicherten den Südkoreanern dadurch internationale militärische Unterstützung zu. Von den USA angeführte Streitkräfte drängten die Nordkoreaner bis an die chinesische Grenze zurück. Stalin wollte einen direkten sowjetischen Konflikt mit den USA vermeiden und überzeugte die kommunistische Volksrepublik China, Nordkorea militärisch zu unterstützen. Der Krieg mündete daraufhin in ein militärisches Patt entlang einer Frontlinie, die ungefähr der Gebietsaufteilung vor dem Ausbruch des Konflikts entsprach. Erst nach Stalins Ableben wurden die Kampfhandlungen am 27. Juli 1953 in Panmunjeom mit einem Waffenstillstand beendet.

#### Deutschlandpolitik Stalins nach dem Ende des Zweiten Weltkrieges

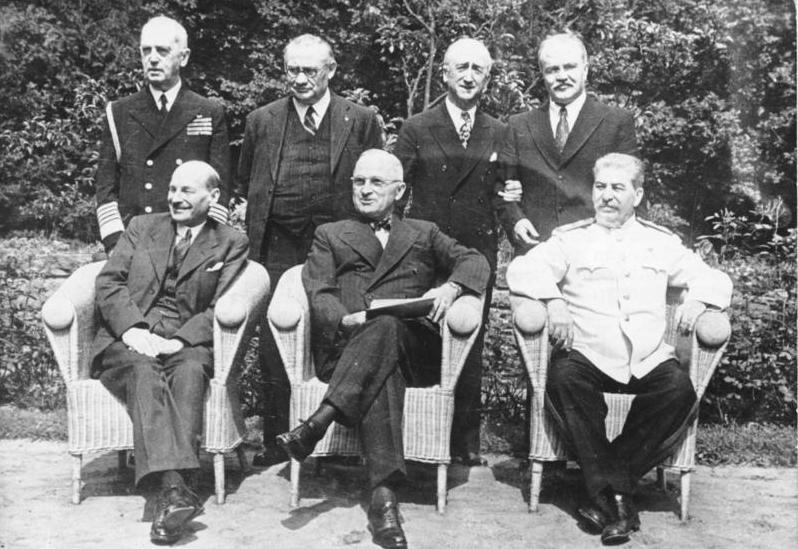
Die Großen Drei auf der Potsdamer Konferenz: (von links nach rechts) der britische Premierminister Clement Attlee, der US-Präsident Harry S. Truman, der sowjetische Diktator und Generalissimus Josef Stalin; stehend dahinter: der US-Admiral William Daniel Leahy, der britische Außenminister Ernest Bevin, der US-Außenminister James F. Byrnes und der sowjetische Außenminister Wjatscheslaw Molotow

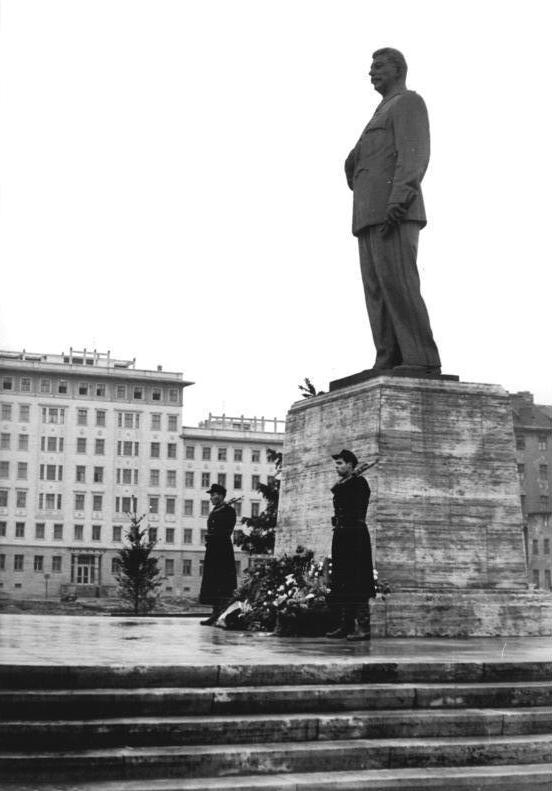
Ehemaliges Stalin-Denkmal an der bis zum 13. November 1961 Stalinallee genannten Karl-Marx-Allee in Berlin. (6. März 1953)

Stalin beabsichtigte gemäß den deutschen Historikern Jan Foitzik und Wilfried Loth auch lange nach dem Ende des Zweiten Weltkrieges in Europa, eine Teilung Deutschlands zu verhindern, um es, wenn möglich, aus dem Machtbereich der westlichen Alliierten zu lösen:

„Die sowjetischen Mitschriften einiger Unterredungen der SED-Führer mit dem Kremlchef zeigen einen Stalin, dem es um die Schaffung eines neutralen, keinem politischen Bündnis mit den Westmächten angehörenden Deutschlands ging.“

Als US-Präsident Roosevelt in Teheran eine Zergliederung Deutschlands in fünf Staaten vorschlug, brachte Stalin keine Einwände dagegen vor. Er meinte jedoch, dass keine Maßnahme eine spätere Wiedervereinigung Deutschlands verhindern könne. Während der Konferenz von Jalta äußerte Stalin deutlicher, dass eine Teilung und Föderalisierung einer Vernichtung Deutschlands als selbständiger Staat gleichkämen. In Jalta erreichte Stalin aber die Festlegung des Gebiets der zukünftigen Sowjetischen Besatzungszone mit den mitteldeutschen Ländern Sachsen, Thüringen, dem aus der preußischen Provinz Sachsen, dem Land Anhalt und Teilen des Landes Braunschweig gebildeten Land Sachsen-Anhalt, einem großen Teil der preußischen Provinz Brandenburg sowie Mecklenburg und Vorpommern. Am 31. März 1945 informierte Stalin den US-amerikanischen und britischen Botschafter bewusst falsch, als er die Teilung Deutschlands zum gemeinsamen Ziel der Anti-Hitler-Koalition erklärte. Am 9. Mai 1945, dem Tag der bedingungslosen Kapitulation der deutschen Wehrmacht vor der Roten Armee, äußerte Stalin jedoch öffentlich:

„Die Sowjetunion feiert den Sieg, wenn sie sich auch nicht anschickt, Deutschland zu zerstückeln oder zu vernichten.“

Während der Potsdamer Konferenz war Deutschland für Stalin laut dem Historiker Foitzik nur ein umstrittener geografischer Begriff. Die eindeutige Interpretation von Stalins Äußerung gegen eine Teilung und Föderalisierung Deutschlands wurde vom sowjetischen Politbüro erst am 13. Juni 1946 festgelegt. Die neue, auf eine Konfrontation mit den westlichen Alliierten hinauslaufende Ausrichtung der sowjetischen Außenpolitik im Zuge des beginnenden Kalten Krieges machte Stalin im November 1946 in einem Interview öffentlich, indem er klar die ökonomische und politische Einheit Deutschlands als Ziel der Sowjetunion bekanntgab.
Gegenüber der wenig später nach Moskau beorderten deutschen SED-Delegation (Wilhelm Pieck, Otto Grotewohl, Walter Ulbricht, Max Fechner und Fred Oelßner) machte Stalin im Januar 1947 klar, dass die Oder-Neiße-Grenze als endgültige Festlegung der deutschen Ostgrenze zu betrachten war, die SED jedoch bestrebt sein sollte, die Macht im Wettbewerb mit den Parteien auch in den westlichen Besatzungszonen zu übernehmen. In dem in den Jahren 1947 bis Ende 1949 folgenden diplomatischen Hickhack, das mit der Bildung der westlichen Trizone und in der Berlin-Blockade vom 24. Juni 1948 bis zum 12. Mai 1949 kulminierte, reifte in Stalin schließlich die Einsicht, dass eine Teilung Deutschlands unvermeidlich sein würde. Dies segnete er schließlich im September 1949 mit seiner Zustimmung zur Umwandlung der sowjetischen Besatzungszone in den Staat Deutsche Demokratische Republik ab.
Aber auch nach der Gründung der DDR gab Stalin den Gedanken an ein vereinigtes Deutschland scheinbar nicht auf, wie die Stalin-Noten aus dem März und April des Jahres 1952 zeigen. In der Interpretation dieser Verhandlungsangebote geht die Meinung der Historiker jedoch auseinander. Eine These besagt, dass Stalins Angebot eines vereinten, entmilitarisierten und neutralen Deutschland, durchaus ernst gemeint gewesen sei. Andere Lesarten besagen, dass Stalin keineswegs bereit gewesen wäre, die DDR aufzugeben: Der Historiker Peter Ruggenthaler sieht in Archivmaterial, das er in Moskau einsehen konnte, Belege dafür, dass es dem sowjetischen Diktator nur darum ging, die Wiederbewaffnung der Bundesrepublik und den Aufbau der Europäischen Verteidigungsgemeinschaft zu stören: Dass er sie hätte verhindern können, habe Stalin nicht mehr geglaubt. Insofern sei die Stalin-Note nur ein „großer Bluff“ gewesen. Im April 1952 empfing Stalin die SED-Führung ein letztes Mal und empfahl, die DDR als eigenen Staat aufzubauen, die Demarkationslinie zu Westdeutschland als 'gefährliche' Grenze zu betrachten und die Landwirtschaft zu kollektivieren.
Zu seinem 72. Geburtstag im Jahre 1950 wurde Stalin in der DDR als Mann gewürdigt, „auf den alle friedliebenden Menschen der Welt blicken und hoffen.“ Derartige Formulierungen entsprachen dem seit dem Sommer 1945 aus der Sowjetunion exportierten Personenkult um Stalin. So wurden wie bereits in der Sowjetunion in den unter sowjetischer Kontrolle befindlichen Staaten einige Städte nach Stalin benannt, daneben öffentliche Gebäude, Werke, Sportstätten, Straßen und anderes mehr. Das bekannteste Beispiel hierfür ist die Gestaltung der in den frühen 1950er Jahren als Stalinallee wiedererrichteten Karl-Marx-Allee und Frankfurter Allee in Berlin. In den Schulen in der frühen DDR gab es die obligatorische „Stalin-Ecke“, ein meist altar-ähnlich gestalteter Tisch mit einem Foto Stalins, auf dem Schüler ihre Gaben der Dankbarkeit ablegten. Viele dieser Ehrungen wurden erst geraume Zeit nach seinem Tod und im Zuge der ebenfalls aus der Sowjetunion exportierten Entstalinisierung rückgängig gemacht.
Am 22. April 1945 autorisierte Stalin das sowjetische NKWD zur Organisierung der örtlichen Verwaltung, der Ernennung von Bürgermeistern, der Bildung von Polizei, Gerichten und Staatsanwaltschaften in den von der Roten Armee besetzten Gebieten Deutschlands westlich der Oder-Neiße-Linie.  Das mit diesen umfassenden, parallel zur und über der Befehlsgewalt der Roten Armee stehenden Befugnissen ausgestattete NKWD schuf nach dem Kriegsende eine Reihe von selbstständigen, umfangreichen nachrichtendienstlich und polizeilich aktiven Apparaten in der sowjetischen Besatzungszone nach sowjetischen Vorbildern. Ihr Leiter war zunächst der sowjetische Generaloberst Iwan Serow, ab August 1946 Nikolai Kowaltschuk. Zu den Aufgaben dieser Organisationen zählte auch die Schaffung und der Betrieb von Speziallagern, in denen ehemalige Mitglieder der NSDAP und weitere als „feindliche Elemente“ klassifizierte Personen festgehalten wurden.
Aus den sowjetisch geleiteten Geheimdienstorganisationen der SBZ bildete sich am 8. Februar 1950 das Ministerium für Staatssicherheit der DDR.

#### Entwicklung sowjetischer Nuklearwaffen ab August 1945
Nach den Atombombenabwürfen auf Hiroshima und Nagasaki erhielt das sowjetische Atombombenprojekt von Stalin die größtmögliche Priorität. Es wurde ein besonderes Komitee zur Koordination aller Arbeiten zur Nutzung der Kernenergie des Urans gebildet. Den Vorsitz und damit die volle Verantwortlichkeit für das Gelingen erhielt mit Lawrenti Beria Stalins wichtigster Geheimdienstchef. Beria sollte den Nachschub an Ressourcen sicherstellen und Druck auf die verantwortlichen Direktoren ausüben, das Atombombenprojekt so schnell wie möglich durchzuführen. Der Kernphysiker Igor Kurtschatow blieb der wissenschaftliche Leiter des Projekts. Obwohl die Wirtschaft der Sowjetunion nach dem Ende des Zweiten Weltkrieges darniederlag, war Stalin bereit, jedwede verfügbare Ressource falls notwendig in das sowjetische Atombombenprojekt zu investieren. Mit diesem Vorgehen wiederholte Stalin seine Industrialisierungspolitik der frühen 1930er Jahre, wenn auch in kleinerem Maßstab. Im September 1945 teilte er nach einem von A. P. Aleksandrow am 22. Juli 1988 in der Tageszeitung Iswestija veröffentlichten Artikel Kurtschatow mit:

„Wenn ein Kind nicht weint, weiß seine Mutter nicht, was es braucht. Fordern Sie an, was Sie benötigen. Es wird keine Ablehnung geben.“

Während eines Treffens am 28. Januar 1946 präzisierte Stalin gegenüber Kurtschatow sein Bestreben, die Sowjetunion so schnell wie möglich in den Besitz von Nuklearwaffen zu bringen. Auch legte er Kurtschatow nahe, Deutschland in nur jeder erdenklichen Hinsicht bei der Realisierung des Projektes zu nutzen. Dies betraf zum einen die Verwendung für die Sowjetunion greifbarer deutscher Wissenschaftler im sowjetischen Atomprojekt, andererseits den zügigen Abbau der 1943 entdeckten umfangreichen Uranvorkommen in Sachsen und Thüringen, deren Produktion in den Jahren 1948-1950 über die Hälfte des Bedarfs der Sowjetunion deckte. Laut Erkenntnissen der US-amerikanischen CIA über den sowjetischen Ressourceneinsatz aus dem Jahr 1950 waren zwischen 330.000 und 460.000 Menschen am sowjetischen Atombombenprojekt beteiligt. Die Mehrheit davon, also zwischen 255.000 und 361.000 Menschen, arbeiteten in den Uranbergwerken auf sowjetisch kontrolliertem Gebiet, unter anderem in den Bergwerken der SDAG Wismut. Etwa 50.000 bis 60.000 Menschen waren beim Bau der benötigten Industrieanlagen, etwa 20.000 Menschen in der industriellen Fertigung beschäftigt und zwischen 5.000 und 8.000 Menschen mit Forschungsaufgaben betraut. Die von Stalin veranlassten sowjetischen Anstrengungen mündeten schließlich am 29. August 1949 in den ersten erfolgreichen Kernwaffentest der sowjetischen Atombombe RDS-1.
Auch nach diesem erfolgreichen Test hatte die nukleare Bewaffnung der Sowjetunion für Stalin bis zum Ende seines Lebens höchste Priorität. Dokumente aus der im Jahr 2007 veröffentlichte Dokumentensammlung Атомный Проект СССР (dt. etwa: Das Atomprojekt der UdSSR) zeigen, dass Stalin am 23. Februar 1953, also weniger als eine Woche bevor er einen tödlichen Schlaganfall erlitt, noch eine Verfügung zur sowjetischen Kernwaffenentwicklung unterzeichnete. Die Entwicklung einer sowjetischen Wasserstoffbombe, deren Vernichtungspotential Stalin durch die Forschungsgruppe um Igor Tamm im Jahr 1948 bekannt wurde, verfolgte er ebenfalls bis zum 19. Februar 1953 intensiv mit.

### Tod

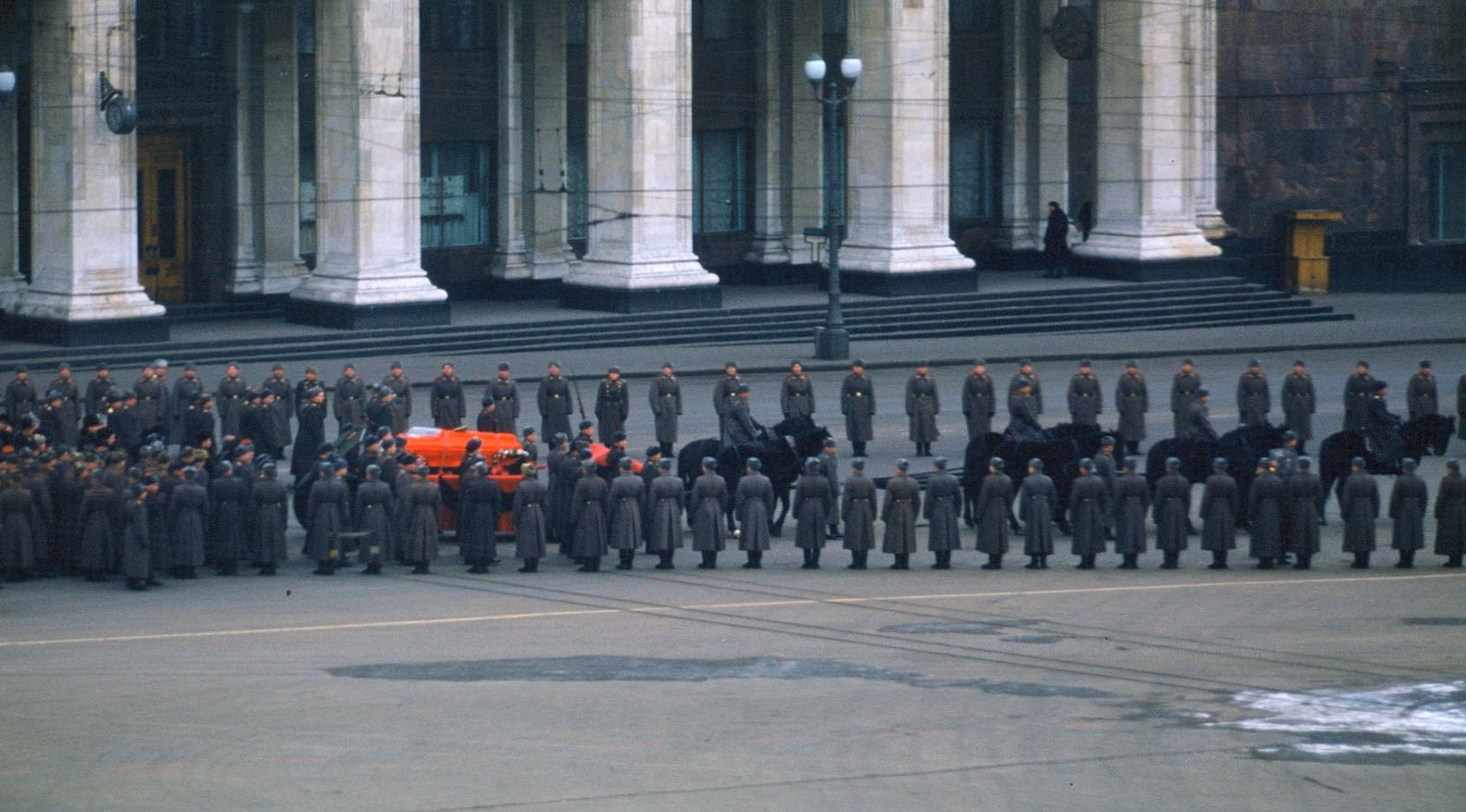
Stalins Begräbniszeremonie, aufgenommen vom stellvertretenden US-Militärattaché Major Martin Manhoff vom Balkon der US-Botschaft in Moskau (9. März 1953)

Am Abend des 28. Februar 1953 traf sich Stalin mit Lawrenti Beria, Georgi Malenkow, Nikolai Bulganin und Nikita Chruschtschow zum Abendessen mit begleitendem Trinkgelage auf seiner Datscha in Kunzewo. Die Unterredung, gegen deren Ende Stalin in einem langen Monolog seine Mitarbeiter heftig kritisierte, dauerte bis vier Uhr am Morgen des 1. März 1953. Nach der Verabschiedung seiner Gäste erlitt Stalin in seinem Zimmer unbemerkt einen Schlaganfall. Nachdem er am Morgen nicht erschienen war und nicht auf Klopfen an der Tür reagiert hatte, wagten es seine Mitarbeiter den ganzen Tag über nicht, sein Zimmer zu betreten, aus Angst, dass sie eines Anschlages auf den Diktator beschuldigt werden könnten. Erst um 23 Uhr wagte sich der diensthabende Mitarbeiter M. Starostin zu Stalin, den er in Pyjamahose und Unterhemd auf dem Fußboden liegend fand. Stalin war bei Bewusstsein, konnte sich aber kaum bewegen und nicht sprechen. Die Bediensteten legten ihn auf den Diwan, auf dem er das Bewusstsein verlor. Zunächst erschien Malenkow, dann um drei Uhr morgens am 2. März Beria. Dieser verbot den Leibwachen und Hausbediensteten zu telefonieren und entfernte sich mit Malenkow. Um 9 Uhr kamen Beria und Malenkow in Begleitung von Chruschtschow zurück, etwas später erschienen weitere Politbüromitglieder und Ärzte.
Einige Stunden später wurde eine Regierungsmitteilung veröffentlicht, in der mitgeteilt wurde, dass Stalin Gehirnblutungen erlitten hatte, die lebenswichtige Teile des Gehirns erfassten. Am 5. März 1953 um 21:50 Uhr verstarb Stalin im Alter von 74 Jahren.
Einige der angesehensten und bekanntesten Mediziner der UdSSR waren in den Monaten vor seinem Tod beschuldigt worden, an einer imaginären Ärzteverschwörung beteiligt gewesen zu sein, die sich zum Ziel gesetzt habe, die oberste sowjetische Politik- und Militärführung zu vergiften. Diese Verdächtigungen standen im Mittelpunkt einer antisemitischen Kampagne, die Stalin benutzen wollte, um eine Säuberung und Umstrukturierung des Sicherheitsapparats zu legitimieren. Nach Ansicht mehrerer Forscher lief die Kampagne auch auf eine Deportation der sowjetischen Juden nach Sibirien hinaus. Nach Stalins Tod wurde die Kampagne abgebrochen und die Ärzte rehabilitiert. Laut Wjatscheslaw Molotows Erinnerungen, die 1991 veröffentlicht wurden, hat Beria ihm gegenüber behauptet, er habe Stalin vergiftet.

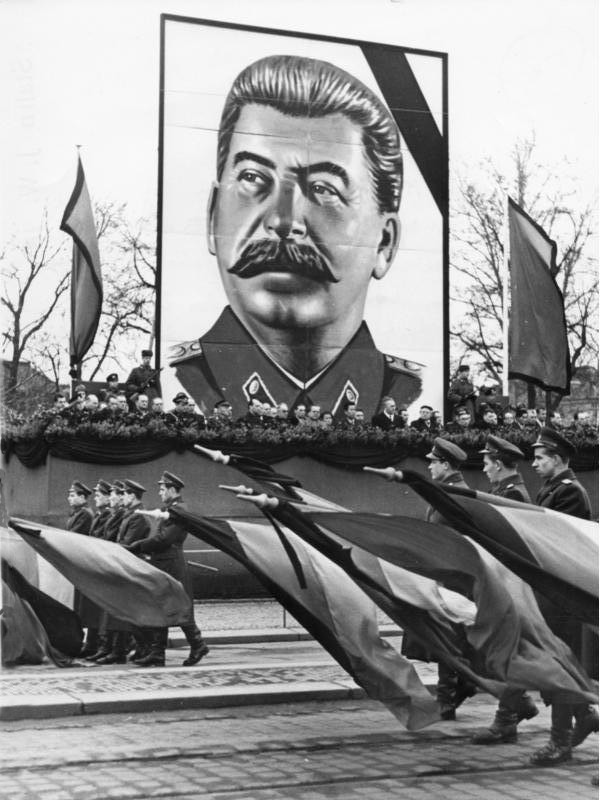
Parade der Kasernierten Volkspolizei in Dresden zum Tod Stalins (1953). Laut den Medienberichten der DDR nahmen 200.000 Einwohner Dresdens an den Trauerfeierlichkeiten teil.

Die Trauerbezeugungen unter orthodoxen Kommunisten in aller Welt waren außerordentlich. Im Gedränge während der Beisetzung Stalins auf dem Roten Platz am 9. März 1953 kamen mehr als 500 Menschen zu Tode. An den Trauerfeiern in Moskau nahm aus der DDR eine Delegation mit folgenden Mitgliedern teil: Otto Grotewohl, Walter Ulbricht, Paul Scholz, Wilhelm Zaisser, Anton Ackermann, Edith Baumann, Wilhelmine Schirmer-Pröscher, Paul Sztob, Alfred Baumann, Heinz Glaser und Rudolf Appelt. Nach den Trauerzeremonien wurde Stalins Leiche ins Lenin-Mausoleum gebracht, das acht Monate lang für Besucher geschlossen blieb. Der Leichnam wurde in dieser Zeit einbalsamiert und anschließend neben Lenins Leiche in einem gläsernen Sarg aufgebahrt.
Anlässlich von Stalins Tod fanden in der gesamten Sowjetunion und ihren Satellitenstaaten umfangreiche Trauerfeiern statt und der Weltöffentlichkeit wurde zum letzten Mal die unbedingte Gefolgschaft der sowjetischen Bevölkerung zu Stalin demonstriert. Auch in der DDR fanden umfangreiche Trauerzeremonien zum Ableben Stalins statt.
Dieses von der offiziellen sowjetischen Propaganda geprägte Bild entsprach jedoch nur in Teilen der tatsächlichen Stimmung in der Sowjetunion. Freudenbekundungen zu Stalins Ableben zogen bei ihrer Anzeige unweigerlich eine Verhaftung und Anklage durch die sowjetische Staatsicherheit MWD nach sich.

## Persönliches

### Ehen und Familie

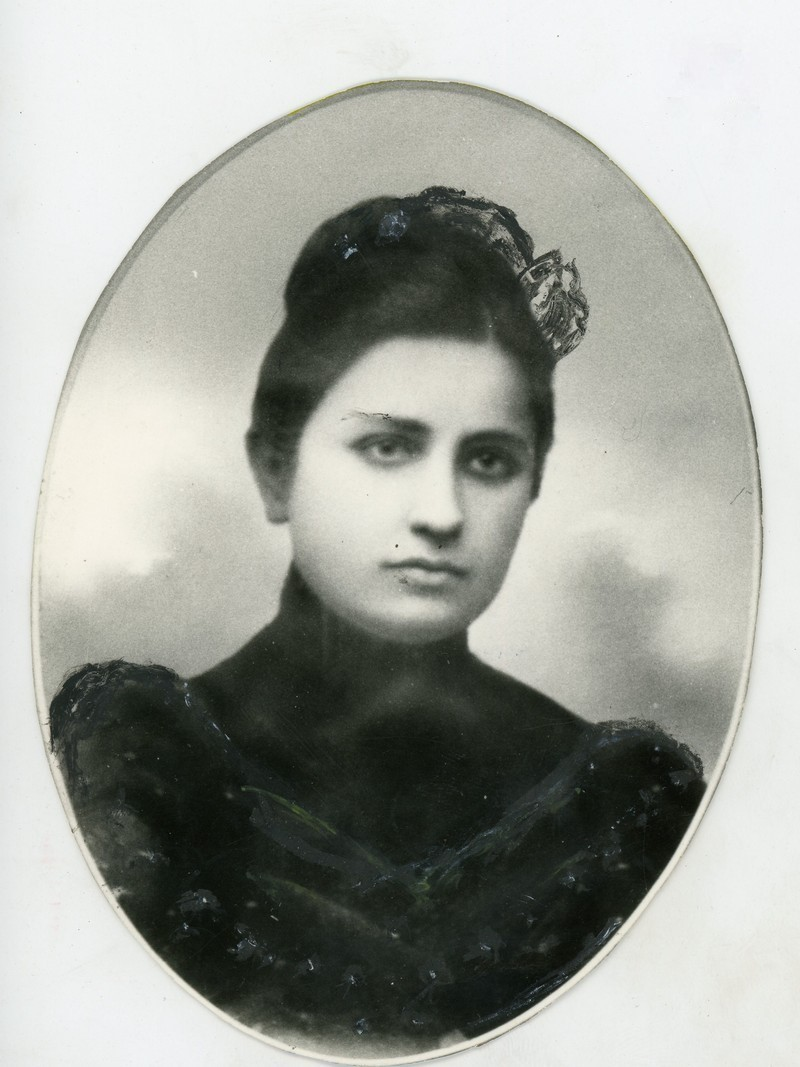
Ketewan Swanidse

Stalins erste Frau Ketewan Swanidse, mit der er seit 1906 verheiratet war, starb im Jahre 1907 an Fleckfieber und enterohämorrhagischer Colitis. Sie hatte als Schneiderin für die Damen der russischen Garnison gearbeitet. Ihre Brüder hatten in Deutschland studiert. Anlässlich ihrer Beerdigung zeigte Stalin Betroffenheit, um den gemeinsamen Sohn Jakow (genannt Jascha) kümmerte er sich aber nicht.
Ab 1914, während seiner Zeit im sibirischen Exil bei Turuchansk, hatte Stalin eine Affäre mit dem 13-jährigen Bauernmädchen Lidia Pereprygina. Sie bekam zwei Kinder von ihm, das erste starb kurz nach der Geburt im Dezember 1914. Das zweite Kind wurde im April 1917 geboren und mit Stalins bürgerlichem Nachnamen als Alexander Dschughaschwili registriert. Stalin war bereits einen Monat vor der Geburt aus Sibirien in Richtung Petrograd abgereist und erfuhr erst dort von der Existenz seines Sohnes, zeigte aber kein Interesse an ihm. Pereprygina heiratete später den Bauern Jakow Dawidow, der Alexander adoptierte.
1919 heiratete Stalin Nadeschda Allilujewa, die 1932 vermutlich Suizid durch Erschießen beging. Mit ihr hatte er den Sohn Wassili Iossifowitsch Stalin (1921–1962), der später General wurde, und die Tochter Swetlana Iossifowna Allilujewa (1926–2011), die 1967 in die USA auswanderte, wobei sie ihre Kinder in der Sowjetunion zurückließ. Ihr Sohn Josef Allilujew, ein bekannter Kardiologe, starb 2008 im Alter von 63 Jahren in Moskau.
Stalin war nicht bereit, seinen Sohn Jakow, der am 16. Juli 1941 in deutsche Kriegsgefangenschaft geraten war, gegen den am 31. Januar 1943 in sowjetische Gefangenschaft geratenen deutschen Generalfeldmarschall Friedrich Paulus auszutauschen, da das sowjetische Soldatengesetz besagte, dass der sowjetische Soldat jede Gelegenheit zur Flucht nutzen müsse. Außerdem erklärte Stalin: „Man tauscht einen Soldaten nicht gegen einen General.“
Jakow Dschugaschwili kam am Abend des 14. April 1943 im Konzentrationslager Sachsenhausen zu Tode, als er in vermutlich suizidaler Absicht am elektrisch geladenen Lagerzaun hantierte. Ob er dabei vom Wachpersonal erschossen wurde oder durch Strom starb, ist ungeklärt.
Jakows Tochter Galina Dschugaschwili verstarb am 27. August 2007 im Alter von 69 Jahren in einem Moskauer Krankenhaus an Krebs. Jakows Sohn Jewgeni Dschugaschwili, ein pensionierter Oberst der Sowjetarmee, starb am 22. Dezember 2016 im Alter von 80 Jahren an akuter Herzinsuffizienz in Moskau.

### Stalins Bibliothek
Zum Zeitpunkt seines Todes umfasste Stalins Bibliothek etwa 25.000 Bücher. Das Herzstück seiner Datscha bildete ein 30 m² großer Bibliotheksraum und ein anliegendes Gebäude, aus dem das Personal ihm Bücher brachte. Auf zwei großen Schreibtischen, zu einem T geformt, stapelten sich Bücher, Manuskripte und Papiere. In seinem Arbeitszimmer im Kreml gab es an den mit Regalen gesäumten Wänden keinen Platz für Bilder. Stalin las ungefähr 300 bis 500 Seiten am Tag. Sein Lieblingsthema war Geschichte, gefolgt von marxistischer Theorie und Belletristik. Sein Lieblingsautor war Lenin. Außerdem liebte und sammelte er Karten aller Art. Donald Rayfield urteilte, dass es der häufigste Fehler von Stalins Gegnern war, zu unterschätzen, wie belesen er war.

## Rezeption

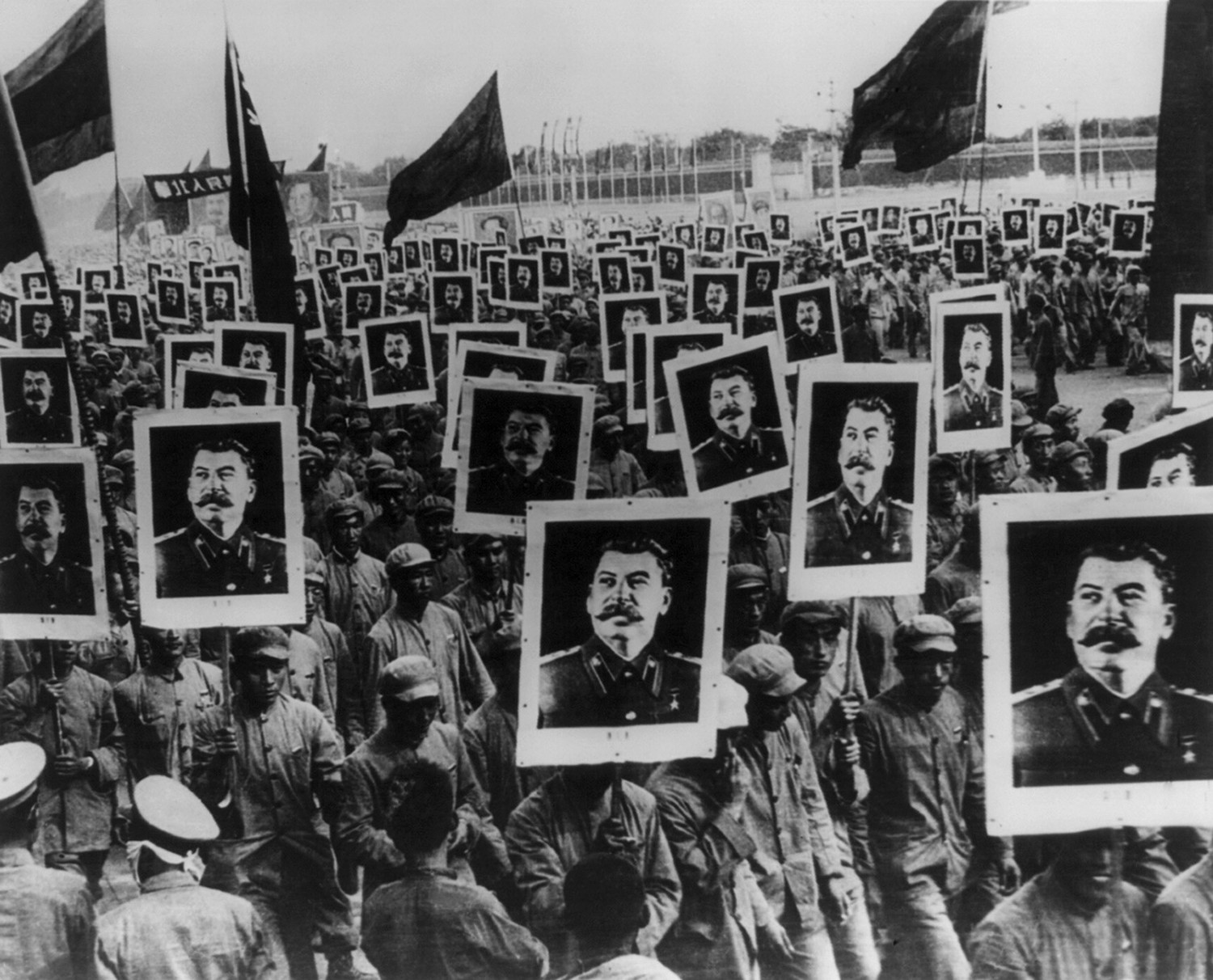
Stalinporträts bei einer Demonstration anlässlich seines 70. Geburtstags in China (1949)

Josef Stalin wurde zweimal für den Friedensnobelpreis nominiert, einmal 1945 für seine Bemühungen um die Beendigung des Zweiten Weltkrieges und einmal 1948.

### Sowjetunion

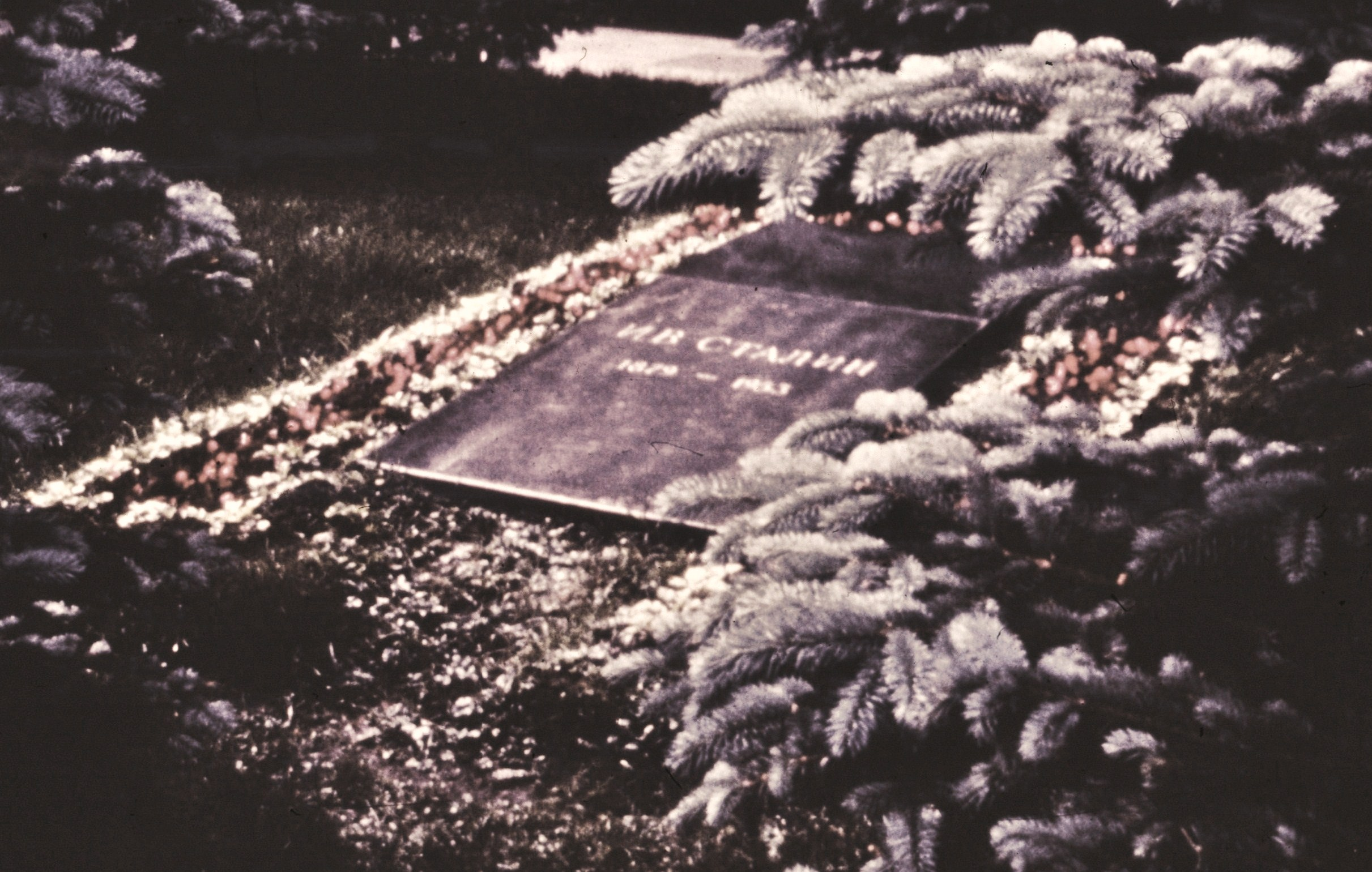
Stalins Grab an der Kremlmauer (1965)

Nach Stalins Tod begann der Prozess der Entstalinisierung. Auf dem XX. Parteitag der KPdSU im Februar 1956 distanzierte sich Nikita Chruschtschow in der Geheimrede Über den Personenkult und seine Folgen von Stalin. Er kritisierte dabei vor allem die Verbrechen, die Stalin an anderen Kommunisten verübt hatte, und nicht das diktatoriale System als solches. Nach Stalins Tod wurden die Bedingungen in den Arbeitslagern verbessert. In der Folge kam es wenigstens formell zur Auflösung des Gulags, zur Freilassung und teilweisen Rehabilitierung politischer Häftlinge sowie 1955 zur Entlassung der verbliebenen deutschen Kriegsgefangenen. Die Zensur wurde merklich gelockert, was zu lebhaften Diskursen und neuen Impulsen führte (Tauwetter-Periode). Bereits mit der blutigen Niederschlagung des Ungarischen Volksaufstands im November 1956 machte die Moskauer Führung jedoch die Grenzen des Entstalinisierungsprozesses deutlich.
Anlässlich einer erneuten Abrechnung mit Stalin auf dem XXII. Parteitag der KPdSU im Oktober 1961 wurde seine Leiche am 31. Oktober aus dem Lenin-Mausoleum entfernt und sein Name verschwand aus der Öffentlichkeit. So erhielt Stalingrad den neuen Namen Wolgograd. Der Prozess der Entstalinisierung vollzog sich nun auch in allen anderen Ostblockstaaten. Straßen wie die Stalinallee in Ost-Berlin wurden umbenannt, sein dortiges Denkmal beseitigt. Viele Denkmäler waren schon an weniger prominente Orte verschoben worden und die Entfernung erfolgte oft nachts. Offiziell waren solche Entfernungen "Wunsch der Arbeiter".
Wirtschaftlich zeichnete sich die Entstalinisierung durch eine Abkehr von der massiven Förderung der Schwerindustrie zugunsten einer Politik aus, die sich stärker am Konsumbedarf der Bevölkerung orientierte. In der Folge verbesserten sich die Lebensbedingungen der Bevölkerung. Der sowjetische Staatssozialismus verlor ohne Zwangsarbeit und erzwungen hohe Arbeitsleistungen allmählich den Anschluss an die Weltwirtschaft.
Erst unter Leonid Breschnew, der vorsichtig eine Rehabilitierung Stalins versuchte (Neostalinismus), wurde 1969 anlässlich Stalins 90. Geburtstag eine Büste an seinem Grab an der Kremlmauer angebracht. Unter Michail Gorbatschow hingegen setzte in der Sowjetunion eine grundsätzliche Kritik an Stalin ein, die weit über die Kritik in der Phase der Entstalinisierung hinausging. Gleichwohl ist in Russland während der Sowjetzeit und danach die Bezeichnung Väterchen Stalin weit verbreitet geblieben.

### Russland
Jährlich werden seit 2006 in einer von Memorial organisierten Veranstaltung „Wiederkehr der Namen“ jeweils am 29. Oktober zwölf Stunden lang Namen von Opfern der Repression Stalins verlesen. Die Teilnehmer „vereint die Hoffnung, dass so die gesellschaftliche Rehabilitierung Stalins gestoppt werden kann“.
Die positive Sicht auf Stalin erfuhr in Russland einen Aufschwung bis hin zum Status als „Superstar“, wie Irina Scherbakowa von Memorial kritisierte. Dies geschah ab 2012 vor allem durch die Glorifizierung des großen Vaterländischen Krieges. Putin habe den Stolz der Russen auf ihr Land teilweise durch Rehabilitierung Stalins wiederhergestellt, schrieb Alexander J. Motyl schon 2009. Der zelebrierte Sieg über den Nationalsozialismus hätte – jedoch nach Konstantin Kaminskij bis 2012 – nicht immer direkt mit einer Verehrung Stalins in Zusammenhang gestanden. In Jakutsk in Ostsibirien und zahlreichen anderen Regionen inklusive der Krim wurden ab 2013 mindestens 70 Stalin-Denkmäler neu erbaut. Zu denen, die sich positiv auf Stalin beziehen, zählen Veteranenverbände und der ehemalige Bürgermeister von Moskau Juri Luschkow. Russlands Präsident Wladimir Putin und Ministerpräsident Dmitri Medwedew verteidigen Stalins Herrschaft als historische Notwendigkeit, hatten Stalin aber vor dem Jahr 2011 auch einen Verbrecher genannt. Noch 2008 hatten die Kommunisten gefordert, dass die Russisch-Orthodoxe Kirche Stalin heilig spreche, was entschieden abgelehnt wurde.
2008 wurde Stalin in einer Umfrage des russischen Staatsfernsehens Rossija 1 nach der wichtigsten Figur der russischen Geschichte mit knappem Abstand, mit leichten Manipulationen gegen Stalin, hinter Alexander Newski und Pjotr Stolypin auf den dritten Platz gewählt. Im Jahr 2017 haben 40 Prozent der Russen Stalin absolut positiv gesehen. Die Information durch Fernsehen und Propaganda habe – nach Irina Scherbakowa – die öffentliche Meinung von den historischen Fakten losgelöst. 46 Prozent äußerten sich in Umfragen im Jahr 2017 positiv zu Stalin, im Vergleich zu 28 Prozent im Jahr 2012. 79 Prozent hatten die Verbrechen des Regimes 2012 für „unentschuldbar“ gehalten, im Jahr 2017 nur noch 39 Prozent. 46 Prozent der russischen Jugendlichen hatten im Herbst 2017 noch nie etwas von politischer Repression in den 1930er und 1940er Jahren gehört. Lew Gudkow interpretiert die Verklärung Stalins nicht als Zufall, sondern als gezielte Politik. Stalin sei Symbol für eine Weltmachtrolle. Sowjetsymbole wie die Nationalhymne wurden seit dem Machtantritt Wladimir Putins subtil eingesetzt, um sie politisch zu nutzen. Die hohe positive Bewertung Stalins in Umfragen verstärkte sich nochmals im Jahr 2019; 70 Prozent der Russen bewerten die Rolle Stalins für das Land positiv. Ein Grund wurde im Wunsch nach sozialer Gerechtigkeit gesehen, dies aufgrund des in Russland ausgeprägten Gefälles zwischen armer Land- und reicher Stadtbevölkerung. Eine böse Ironie liege darin, dass das Lewada-Zentrum, das diese Umfragen durchführe, seine Berichte als „ausländischer Agent“ markieren müsse, einem absolut stalinistischen Begriff für angebliche Volksfeinde, bemerkte die Nowaja gaseta.

### Staaten des Warschauer Vertrags
Bis zur Aufdeckung der Verbrechen Stalins entstanden in den verschiedenen Staaten vor allem Denkmale, aber auch zahlreiche öffentliche Einrichtungen erhielten seinen Namen, darunter auch mehrere Städte. In der DDR erhielt die bei Fürstenberg (Oder) neu gegründete Stadt den Namen Stalinstadt. In Polen hieß Katowice zeitweilig Stalinogród, in Ungarn das heutige Dunaújváros Sztálinváros, in Rumänien trug Brașov den Namen Orașul Stalin, in Bulgarien hieß Warna Stalin. Alle diese Namensänderungen wurden Ende der 1950er/Anfang der 1960er Jahre rückgängig gemacht.

### Abgewiesene Klage eines Stalin-Enkels
Der Stalin-Enkel Jewgeni Dschugaschwili klagte gegen die russische Zeitung Nowaja gaseta, die 2009 über Stalins Massenmorde geschrieben hatte. Um „Ehre und Würde“ des Diktators wiederherzustellen, klagte der Enkel auf Unterlassung und ein Schmerzensgeld von 10 Millionen Rubel (220.000 €). Er verlor im Oktober 2009 den Prozess am Moskauer Basmanny-Gericht, das sonst eher durch Verfolgung von Regimekritikern bekannt ist. Da tausende Auftragsmorde belegt sind, dürfen die Medien darüber berichten. Der Prozess und sein Zustandekommen wurde unterschiedlich kritisiert; die Menschenrechtsorganisation Memorial nannte seinen Ausgang einen „Sieg der Vernunft“.

### Ehemalige Staaten der Sowjetunion

#### Georgien
2013 führte die Universität von Tiflis eine Umfrage unter der Bevölkerung durch, die darauf schließen ließ, dass 45 % der Befragten positiv über Stalin dachten. Eine 2021 durchgeführte Umfrage des Caucasus Resource Research Centers offenbarte ein ambivalentes Bild Stalins in der georgischen Bevölkerung: 66 % der Befragten waren der Auffassung, Stalins Herrschaft habe sowohl positive als auch negative Seiten. 66 % stimmten der Aussage zu, Stalin sei ein weiser Anführer, der die Sowjetunion zu Macht und Wohlstand gebracht habe. Gleichzeitig erklärten 52 %, dass Stalin ein Tyrann sei, der für den Tod Millionen unschuldiger Menschen verantwortlich ist.

#### Ukraine
Das Institut für Soziologie in Kiew führte eine ähnliche Umfrage in der Ukraine im Februar 2013 durch. 37 % der Ukrainer hatten demnach eine negative Meinung über Stalin und 22 % eine positive. Der Rest äußerte sich neutral. Eine positive Einstellung hatten in der Ostukraine 36 % und in der Südukraine 27 %. In der Westukraine lag die Ablehnung bei 64 % und in der Zentralukraine bei 39 %. In der Altersgruppe von 18–29 hatten 16 % eine positive Einstellung zu Stalin.
Im Frühjahr 2010 erklärte ein ukrainisches Gericht die durch Stalins Politik verursachte Hungersnot zwischen 1932 und 1933 zum Völkermord (Holodomor).
Eine im Frühjahr 2010 in Saporischschja aufgestellte Stalinstatue wurde bereits im Dezember desselben Jahres durch Unbekannte gesprengt.
Im Februar 2016 wiederholte das Institut für Soziologie in Kiew die Umfrage. Demnach hätten 38 % eine negative Einstellung, 26 % eine neutrale und 17 % eine positive (19 % verweigerten die Antwort).

#### Armenien
2012 ergab eine Umfrage in Armenien, dass 72 % nicht in einem Land leben wollten, das von jemandem wie Stalin regiert würde.

#### Litauen

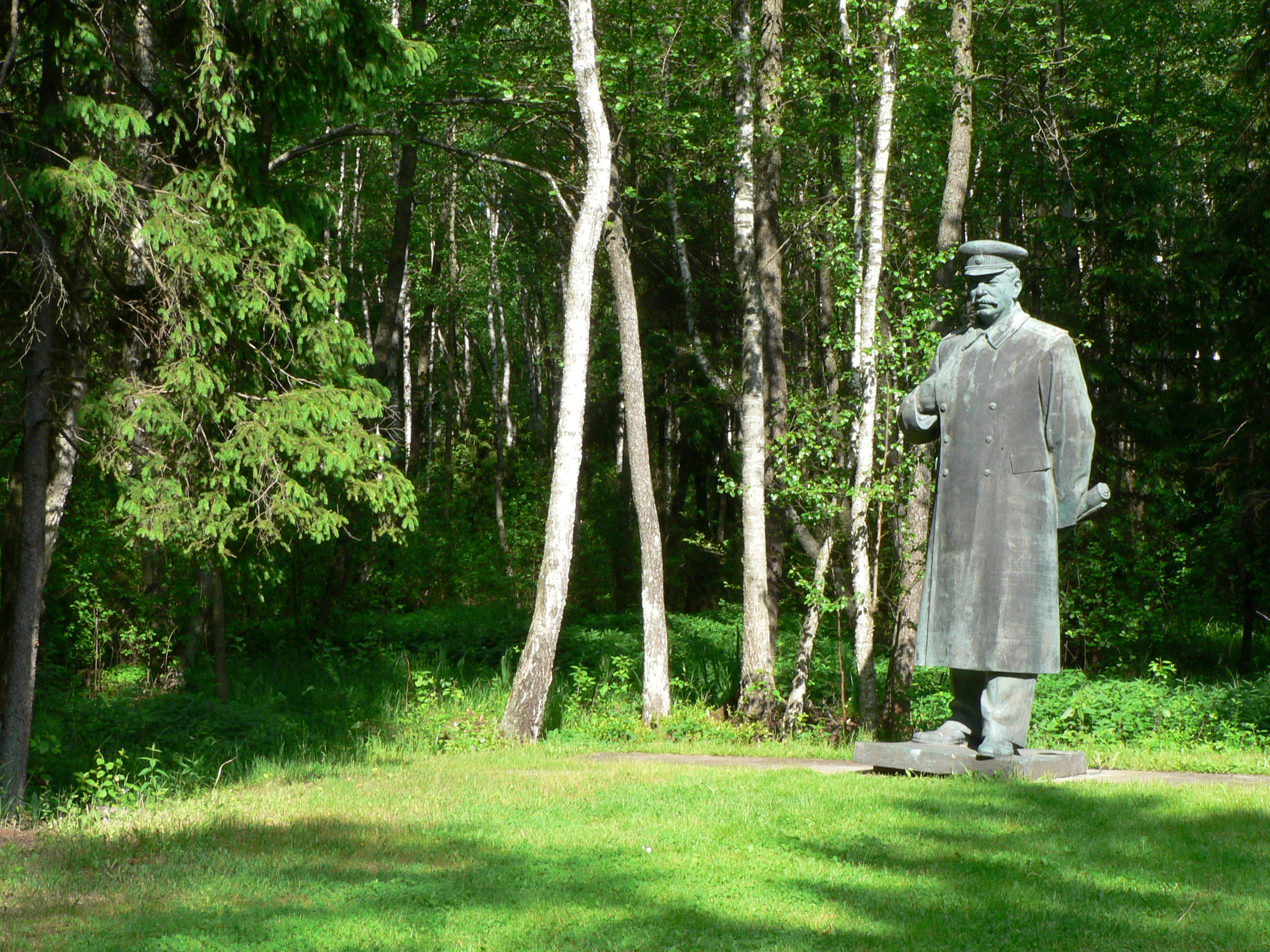
Die Stalin-Statue im Grutas-Park

Im Grūtas-Park in der Nähe des Kurorts Druskininkai gibt es neben vielen Skulpturen aus der Zeit der Sowjetunion auch eine Bronzestatue von Stalin. Für Opfer der Sowjet-Herrschaft symbolisieren die Statuen Angst, Deportation und den Tod von Freunden und Verwandten, so dass der Park nach Ansicht vieler Litauer das Geschehene verharmlost. Der Unternehmer Viliumas Malinauskas erhielt für die Gründung des Parks 2001 den satirisch gemeinten Ig-Nobelpreis in der Kategorie „Frieden“.

### Deutschland

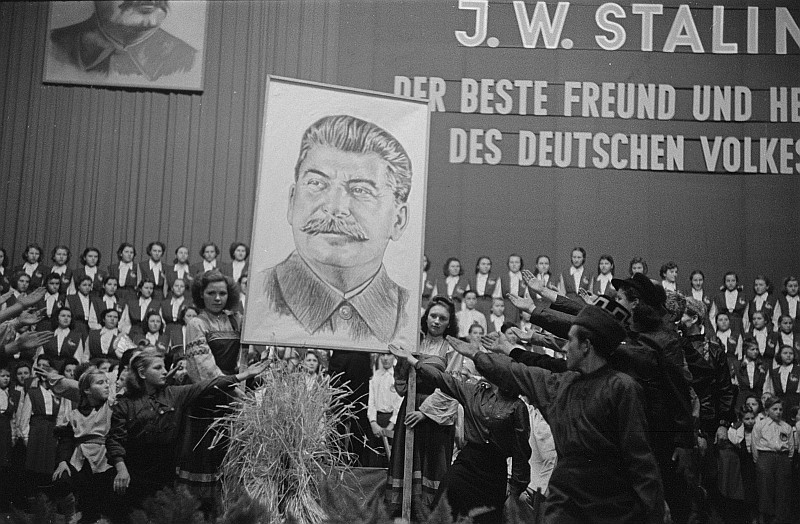
Chöre mit einem Porträtbild Stalins auf der Bühne, Leipzig, 1950

In Deutschland beziehen sich aktuell die Kleinparteien Marxistisch-Leninistische Partei Deutschlands (MLPD) und die 1990 in Ost-Berlin gegründete Kommunistische Partei Deutschlands (KPD) sowie der Historiker Kurt Gossweiler (1917–2017) positiv auf Stalin. 1992 erklärte Sahra Wagenknecht, die damals die Kommunistische Plattform in der PDS vertrat, in einem Artikel für die Programmdiskussion ihrer Partei, Stalins Politik müsse „in ihrer Ausrichtung, ihren Zielen und wohl auch in ihrer Herangehensweise als prinzipientreue Fortführung der Leninschen gelten“. Sie bezweifelte, dass es historisch realisierbare Alternativen dazu gegeben habe. Zudem behauptete sie, unter Stalin sei in Russland eine erfolgreiche Industrialisierung und damit die „Überwindung von Elend, Hunger, Analphabetismus, halbfeudalen Abhängigkeiten und schärfster kapitalistischer Ausbeutung“ gelungen. Auf schwere öffentliche Kritik an diesen Aussagen hin erklärte sie wiederholt, sie habe damit keinesfalls Stalins Verbrechen rechtfertigen oder gar leugnen wollen. Diesbezügliche spätere Erklärungen würden in den Medien missachtet. Seitens der Deutschen Kommunistischen Partei (DKP) werden Stalins Rolle bei der Industrialisierung und militärischen Verteidigungsfähigkeit der Sowjetunion gleichfalls gelobt, aber auch die unter seiner Amtszeit begangenen Verbrechen kritisiert. Die Partei verweist jedoch darauf, dass auch Persönlichkeiten wie Churchill und Albert Einstein die Moskauer Prozesse verteidigten.

## Werk
- Über Lenin und den Leninismus. (russisch О Ленине и Ленинизме), Gosisdat Moskau 1924
  - darin enthalten: Die Bauernfrage. (russisch Крестьянский Вопрос), Verlag Proletarier Charkiw 1925
- Gesetz des Maximalprofits, zeitweiliges Theorem des Marxismus-Leninismus, formuliert in Die ökonomischen Probleme des Sozialismus in der UdSSR von 1952

Werkausgaben
- Werke. 13 Bände. Dietz Verlag, Berlin 1950–1955 (Das neue Wort, Stuttgart 1951–1955). Band 13 endet mit dem 31. Januar 1934. Diese Werkausgabe wurde nach Stalins Tod nicht beendet.
- Ausgewählte Werke in zwei Bänden. Verlag Roter Morgen, Dortmund 1979, enthält im 2. Band unter anderem: Der Marxismus und die Fragen der Sprachwissenschaft, Juni/Juli 1950.
- Werke. 16 Bände (Bände 1–15 + Bd. 17). Verlag Roter Morgen, Hamburg 1971, Dortmund 1976 bzw. 1979. Stalin-Werke. Diese Ausgabe der KPD/ML (Roter Morgen) ist der Versuch, die abgebrochene Ausgabe von 1950 ff. aus der DDR zu ergänzen. Der Band 14 geht von Februar 1934 bis zum 1. Mai 1945, der Band 15 (Roter Morgen 1971) enthält Geschichte der kommunistischen Partei der Sowjetunion, Kurzer Lehrgang von 1938 und Band 17 (Roter Morgen 1973) die Jahre 1945–1952.
- J. W. Stalin: Werke. Verlag Olga Benario und Herbert Baum, Offenbach 2003, ISBN 3-932636-72-4.

Einzelausgaben, Textsammlungen, Briefe
- Über Dialektischen und Historischen Materialismus. Vollständiger Text und kritischer Kommentar von Iring Fetscher. Diesterweg, Frankfurt/Berlin/Bonn 1956.
- Die unheilige Allianz. Stalins Briefwechsel mit Churchill 1941–1945. Rowohlt, Reinbek 1964.
- Fragen des Leninismus. Oberbaumverlag, Berlin 1971.
- Der Marxismus und die nationale und koloniale Frage. Verlag Rote Fahne, Köln 1976, ISBN 3-8106-0013-X.
- Über den großen Oktober. Verlag Rote Fahne, Köln 1977, ISBN 3-8106-0059-8.
- Über die Opposition (1921–1927). Verlag für fremdsprachige Literatur, Peking 1979.
- Über den Großen Vaterländischen Krieg der Sowjetunion. Dritte Ausgabe: Verlag für fremdsprachige Literatur, Moskau 1946.
- Über den Kampf um den Frieden: eine Sammlung ausgewählter Aufsätze und Reden. Dietz Verlag Berlin 1954 (Bücherei des Marxismus-Leninismus, Band 43).
- Zu den Fragen des Leninismus. Eine Auswahl. Fischer-Bücherei, Frankfurt/Hamburg 1970.
- Schriften zur Ideologie der Bürokratisierung. Rowohlt, Reinbek 1970, ISBN 3-499-45258-8.
- Stalin. Briefe an Molotow. 1925–1936. Siedler, Berlin 1996, ISBN 3-88680-558-1.
- David Reynolds, Vladimir Pechatnov (Hrsg.): The Kremlin Letters: Stalin’s Wartime Correspondence with Churchill and Roosevelt. Yale University Press, New Haven 2018, ISBN 978-0-300-22682-9.
- Wladislaw Hedeler (Hrsg.): Josef Stalin oder: Revolution als Verbrechen, Dietz Verlag, Berlin 2023, ISBN 978-3-320-02406-2.

## Filme und Ausstellungen
Filme
- 1937: Lenin im Oktober (Lenin w Oktjabre) UdSSR, Regie: Michail Romm, mit Semjon Goldschtab als Stalin.
- 1939: Lenin 1918 (Lenin v 1918 godu), UdSSR, Regie: Michail Romm, mit Micheil Gelowani als Stalin.
- 1942: Die Verteidigung von Zarizyn (Oborona Zarizyna), UdSSR, Regie: Georgi Wassiljew, mit Micheil Gelowani in der Hauptrolle.
- 1946: Der Schwur (Kljatwa), UdSSR, Regie: Micheil Tschiaureli, mit Alexei Denissowitsch Diki in der Hauptrolle.
- 1950: Der Fall von Berlin, Teil 1 (Padenija Berlina), UdSSR, Regie: Micheil Tschiaureli, mit Micheil Gelowani in der Hauptrolle.
- 1950: Der Fall von Berlin, Teil 2.
- 1951: Das unvergeßliche Jahr 1919 (Nesabywajemy god 1919), UdSSR, Regie: Micheil Tschiaureli, mit Micheil Gelowani in der Hauptrolle.
- 1967: Bürgerkrieg in Rußland (TV-BRD, fünfteilige Fernsehserie, Regie: Wolfgang Schleif, mit Hubert Suschka als Stalin)
- 1983: Der rote Monarch (Red Monarch), USA/GB, Regie: Jack Gold, mit Colin Blakely in der Hauptrolle
- 1989: Piry Waltassara, ili notsch so Stalinym, UdSSR, mit Alexei Petrenko in der Hauptrolle
- 1992: Stalin, USA, Regie: Ivan Passer, mit Robert Duvall in der Hauptrolle
- 2018: The Death of Stalin, Schwarze Komödie basierend auf wahren Begebenheiten rund um die Nachfolge von Stalin, Regie: Armando Iannucci mit Steve Buscemi

Ausstellung
- 2018, 26. Januar bis 30. Juni: Der Rote Gott – Stalin und die Deutschen in der Berliner Gedenkstätte Genslerstraße 66